# Zürich

Die Zürcher Altstadt mit Fraumünster, Münsterbrücke, dem Turm von St. Peter und dem Grossmünster, von der Quaibrücke

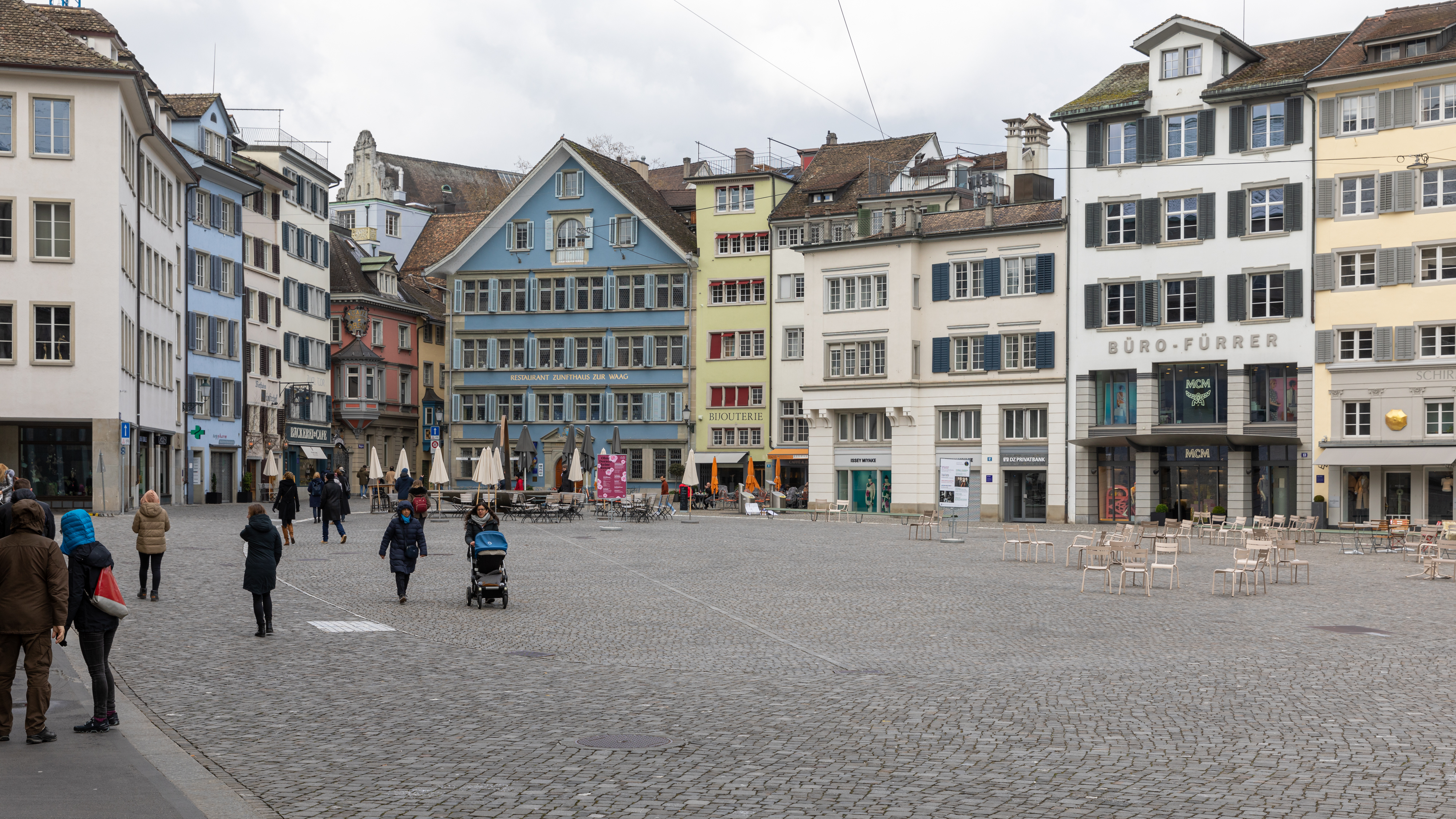
Häuser am Münsterhof

Zürich (zürichdeutsch Züri [ˈt͡sʏ̞rɪ, ˈt͡sʏrɪ, ˈt͡sy̞rɪ], französisch Zurich [zyʁik], italienisch Zurigo [tsuˈriːɡo, dzu-], Rumantsch Grischun Turitgⓘ) ist eine schweizerische Stadt, politische Gemeinde sowie Hauptort des gleichnamigen Kantons. Der Bezirk Zürich ist mit dem Stadtgebiet identisch.
Die Stadt Zürich ist mit 433'989 Einwohnern (Stand 31. Dezember 2023) die grösste Stadt der Schweiz und weist eine Bevölkerungsdichte von 4936 Einwohnern pro Quadratkilometer auf. Das Umland ist ebenfalls dicht besiedelt; die städtische Bebauung und Infrastruktur setzt sich im Nordosten und Nordwesten der Stadt sowie entlang des Zürichsees nahtlos fort. Im Kerngebiet der Agglomeration Zürich (einschliesslich der Stadt) leben über eine Million Menschen, in der ganzen Agglomeration etwa 1,45 Millionen (Stand 2022), ein Sechstel der Schweizer Bevölkerung.
Die Stadt liegt im östlichen Schweizer Mittelland, an der Limmat am Ausfluss des Zürichsees. Ihre Einwohner werden Zürcher genannt (bzw. Stadtzürcher zur Differenzierung von den übrigen Einwohnern des Kantons).
Das aus der römischen Siedlung Turicum entstandene Zürich wurde 1262 freie Reichsstadt und 1351 Mitglied der Eidgenossenschaft. Die Stadt des Reformators Huldrych Zwingli wurde 1519 zu einem Zentrum der Reformation (neben Wittenberg, Genf und Strassburg). Bis heute gilt sie als Ausgangspunkt der weltweiten reformierten Kirche und der Täufer. Die Stadt erlebte im Industriezeitalter ihren Aufstieg zur heutigen Wirtschafts- und Finanzmetropole der Schweiz und zur Global City.
Mit ihrem Hauptbahnhof, dem grössten Bahnhof der Schweiz, und dem Flughafen (auf dem Gebiet der Gemeinde Kloten) ist die Stadt Zürich ein kontinentaler Verkehrsknotenpunkt. Aufgrund der ansässigen Grossbanken (u. a. UBS und Zürcher Kantonalbank) und Versicherungen (Zurich Insurance Group und Swiss Re) ist sie ein internationaler Finanzplatz und der grösste Finanzplatz der Schweiz, gefolgt von Genf und Lugano. Daneben beherbergt die Stadt mit der Eidgenössischen Technischen Hochschule Zürich und der Universität Zürich die zwei grössten universitären Hochschulen der Schweiz. Trotz der vergleichsweise geringen Einwohnerzahl wird Zürich zu den Weltstädten gezählt. Zürich ist das wichtigste Zentrum der Schweizer Medien- und Kreativbranche. Mit seiner Lage am Zürichsee, seiner gut erhaltenen mittelalterlichen Altstadt und einem vielseitigen Kulturangebot und Nachtleben ist es zudem ein Zentrum des Tourismus.
Seit Jahren wird Zürich neben Basel und Genf als eine der Städte mit der weltweit höchsten Lebensqualität und zugleich neben Genf mit den höchsten Lebenshaltungskosten weltweit gelistet. Zürich ist nach Monaco und Genf die Stadt mit der dritthöchsten Millionärsdichte weltweit.

## Stadtname und Aussprache
Der Name Zürich wird auf Schweizer Hochdeutsch mit kurzem ü ausgesprochen ([ˈt͡sʏrɪç]), auf bundesdeutschem Hochdeutsch mit langem ü ([ˈt͡syːʁɪç]). Die zürichdeutsche Lautung kennt mit Züri [ˈt͡sʏ̞rɪ, ˈt͡sʏrɪ, ˈt͡sy̞rɪ] kurzes ü und lautgesetzlichen Schwund von auslautendem ch. In der vierten Landessprache der Schweiz, Rätoromanisch, lautet der Stadtname auf Sursilvan, Sutsilvan, Surmiran und Rumantsch Grischun Turitg, auf Vallader und Putèr Turichⓘ [tuˈritɕ]. Die aus der Römerzeit überlieferte lateinische Form ist Turicum.
Der Ortsname findet sich erstmals auf dem Grabstein des Lucius Aelius Urbicus aus der Zeit 185–200 n. Chr. als sta Turicen bezeugt, was als stationis Turicensis zu lesen ist. Das Substantiv Turicum ist aus diesem Adjektiv rekonstruiert. Die deutsche Lautung wird erstmals um 700 fassbar, als der Geograph von Ravenna in seiner «Cosmographia» den Ort Ziurichi nennt; die Schreibung «iu» dürfte hier den i-Umlaut und damit die Lautung ü bezeichnen.
Zur ursprünglichen Bedeutung des Namens gibt es verschiedene Annahmen.
- Diejenige Erklärung, welche die bisher am weitesten verbreitete Anerkennung geniesst,[23] leitet Zürich vom Personennamen Tūros her, der um das Suffix -īcon erweitert ist, womit der Ortsname «dem Tūros zugehörig» im Sinne von «Siedlung des Tūros» bedeutete.[24][25] Hinsichtlich der Sprache des Personennamens dachte die ältere Forschung an Venetisch oder Illyrisch, wogegen man ihn heute als keltisch deutet.[24][23]
- Eine 2011 publizierte Erklärung von Wulf Müller verwirft die Pänultima-Betonung des lateinischen Ortsnamens Turicum (also die Betonung auf dem i), setzt Erstbetonung an (also auf dem u) und postuliert auf dieser Grundlage eine Ableitung von einem Flussnamen *Turos, was die Benennung eines ehemaligen Sihlarms gewesen sein soll.[25][23]
- Nach einer 2019 von Theo Vennemann publizierten These soll der Ortsname Zürich in einem Zusammenhang mit den im mitteleuropäischen Raum häufigen Ortsnamen auf Dürr-, Dürk-, Türk- stehen, für die er einen gemeinsamen vaskonischen Ursprung postuliert.[A 1] Zürich bedeute demnach «bei der Quelle».[26]
- Wissenschaftlich nicht mehr haltbar ist die ältere Erklärung, wonach sich der Name von den Wörtern *dur ‚laufendes Wasser‘ und *acum ‚Wohnort, Ansiedlung‘ ableite und damit für ‚Wasserstadt‘ stünde.[27][28]
- Namenerklärungen des Humanismus waren volksetymologisch. Heinrich Pantaleon leitete den Ortsnamen 1578 von mittellateinisch Duregum beziehungsweise deutsch Zürych her und deutete ihn als «Zweireich», weil die Limmat in alter Zeit die Grenze der beiden Reiche Alemannien und Burgund gewesen sei.[29] Spätmittelalterliche Chronisten legten dem Ortsnamen den Namen eines angeblichen Königs namens Turicus zugrunde[30] oder führten ihn auf den Beinamen Taurica der römischen Göttin Diana zurück[31].

In Anspielung auf die geografischen und historischen Gegebenheiten wird Zürich informell als die «Limmatstadt» oder die «Zwinglistadt» bezeichnet. Mit Bezugnahme auf das Wirken der Zürcher Aufklärer im 18. Jahrhundert, unter anderem Johann Jakob Bodmer, Johann Jakob Breitinger und Johann Caspar Lavater sowie auf die Schweizerische Landesausstellung von 1883 findet sich überdies die Benennung «Limmat-Athen».
In neulateinischen Texten des 16. bis 18. Jahrhunderts wird Zürich oft Tigurum genannt; als Adjektiv («Zürcher») wird Tigurinus gebraucht (siehe Tiguriner). Humanistische Gelehrte hatten die von den Römern gefürchteten Tiguriner fälschlicherweise mit Zürich in Verbindung gebracht.

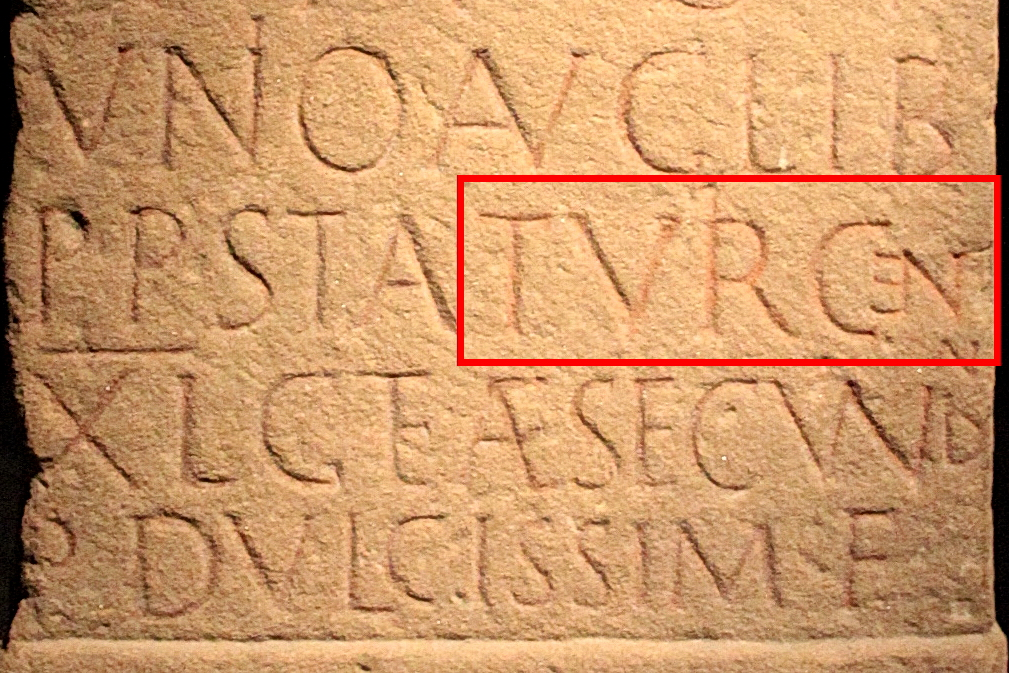
P(rae)P(ositus) STA(tionis) TVRICEN(sis): «Vorsteher der Zürcher Zollstation». Ausschnitt aus der Inschrift auf dem Grabstein des Lucius Aelius Urbicus (um 185–200 n. Chr.), entdeckt 1747.
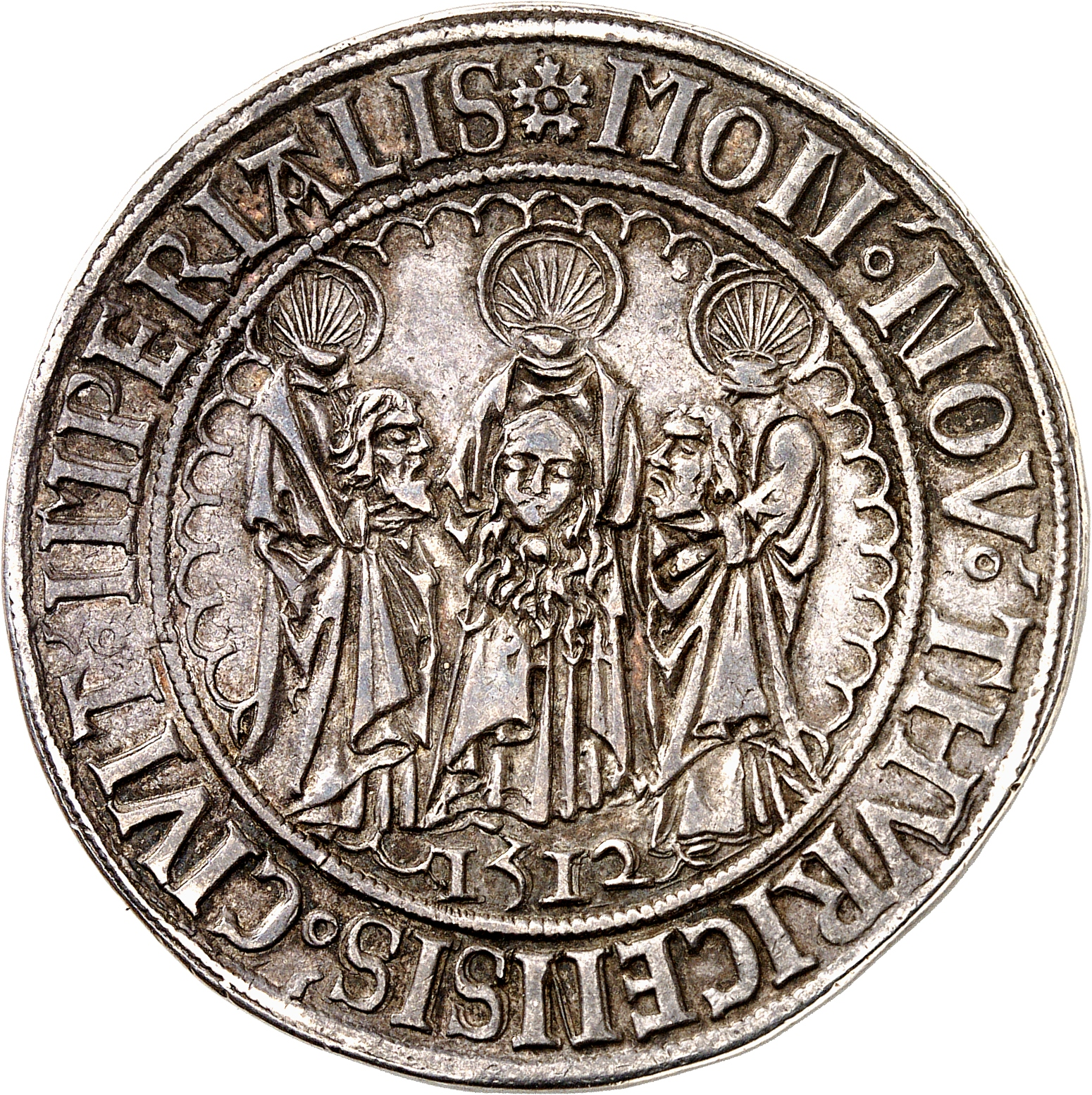
MON(eta) NOV(a) THVRICENSIS CIVIT(atis) IMPERIALIS: «neue Münze der Reichsstadt Zürich», 1512 (mit den Stadtpatronen Felix, Regula und Exuperantius)
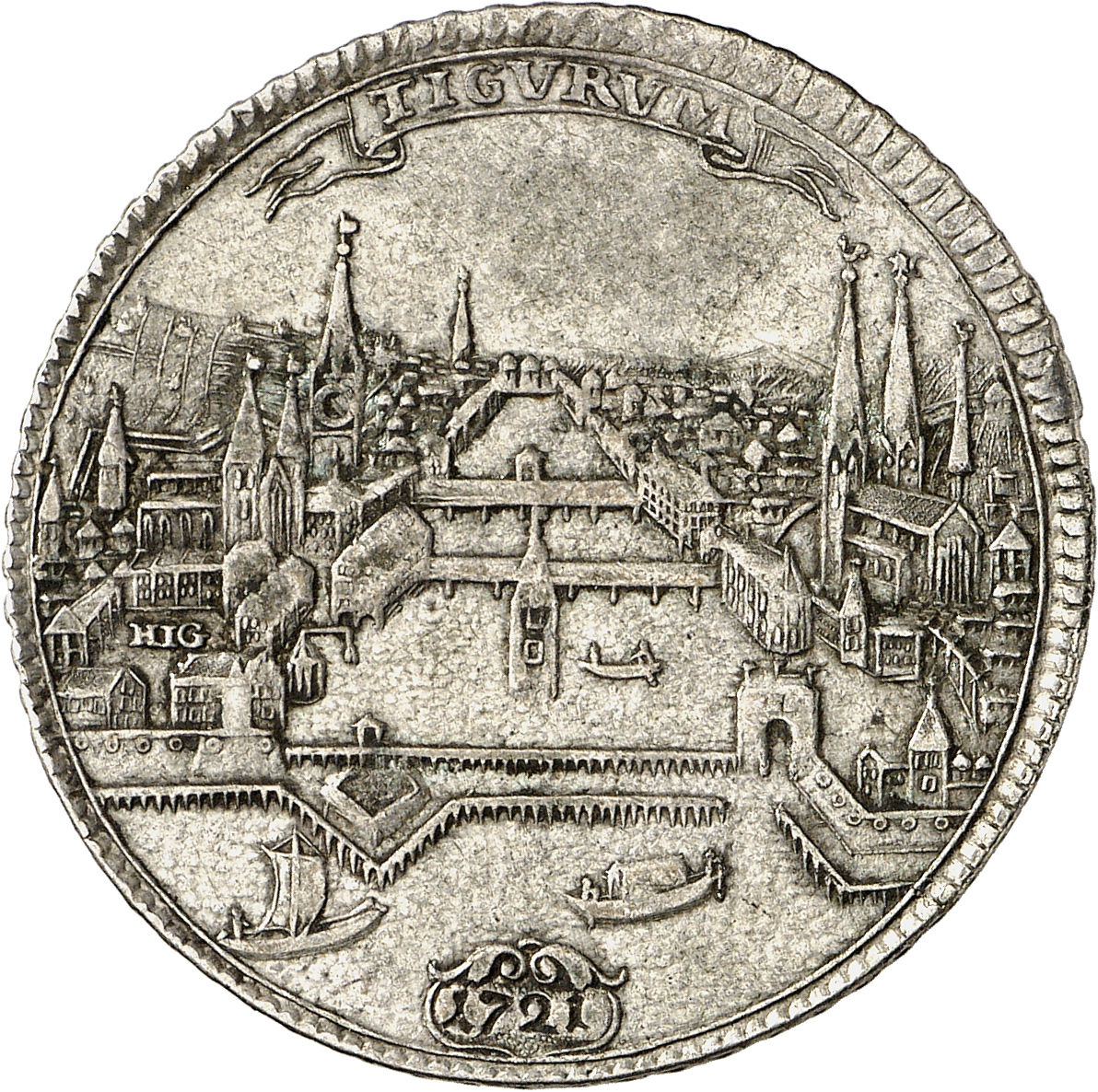
Tigurum statt Turicum: Der neulateinische Name war von Gelehrten des frühen 16. Jh. erfunden worden; siehe Tiguriner. (½ Taler von 1721.)

## Geografie

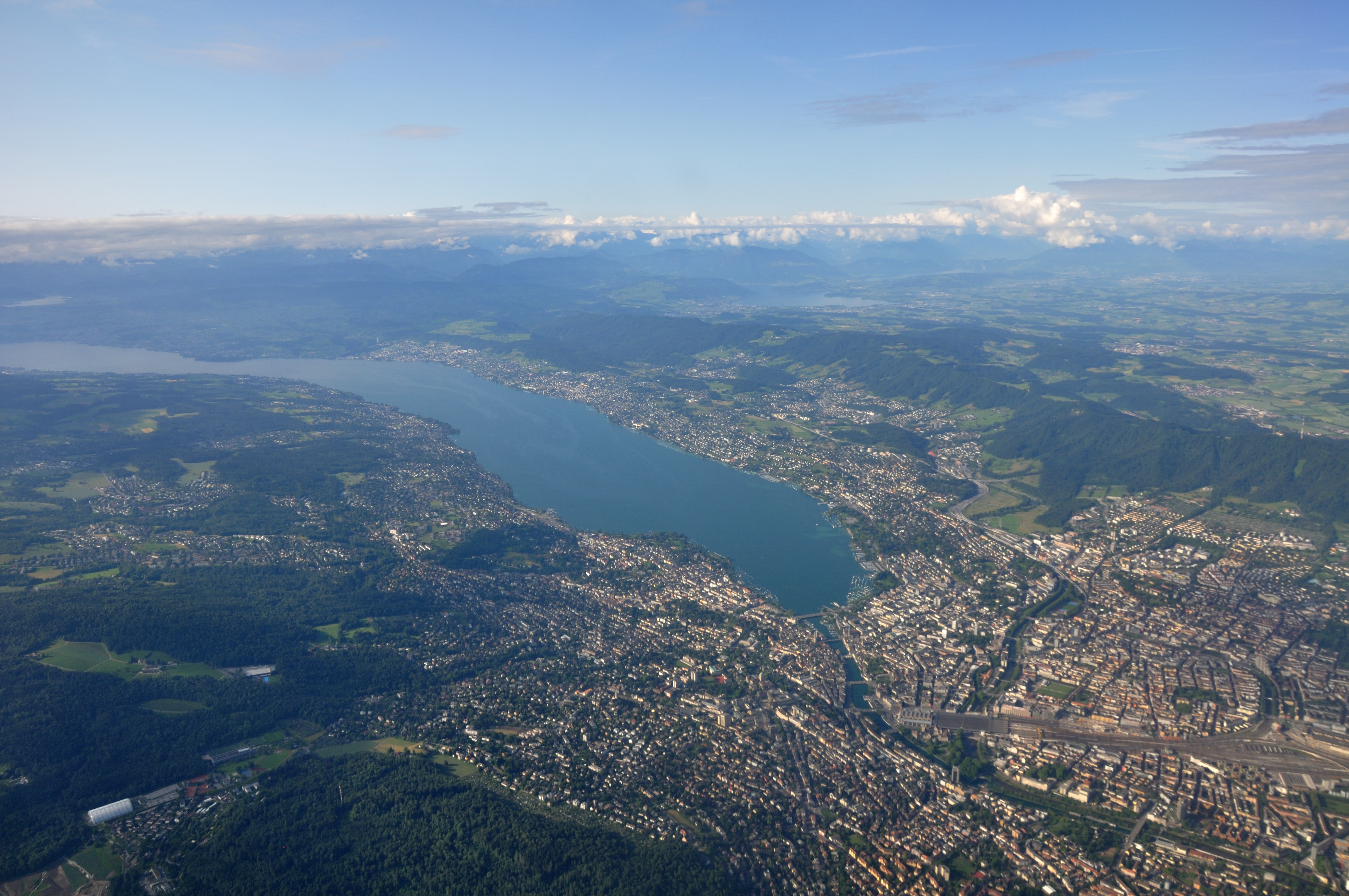
Zürich, zwischen See, Uetliberg (rechts) und Zürichberg (unten links). Unten rechts mündet die Sihl in die Limmat.

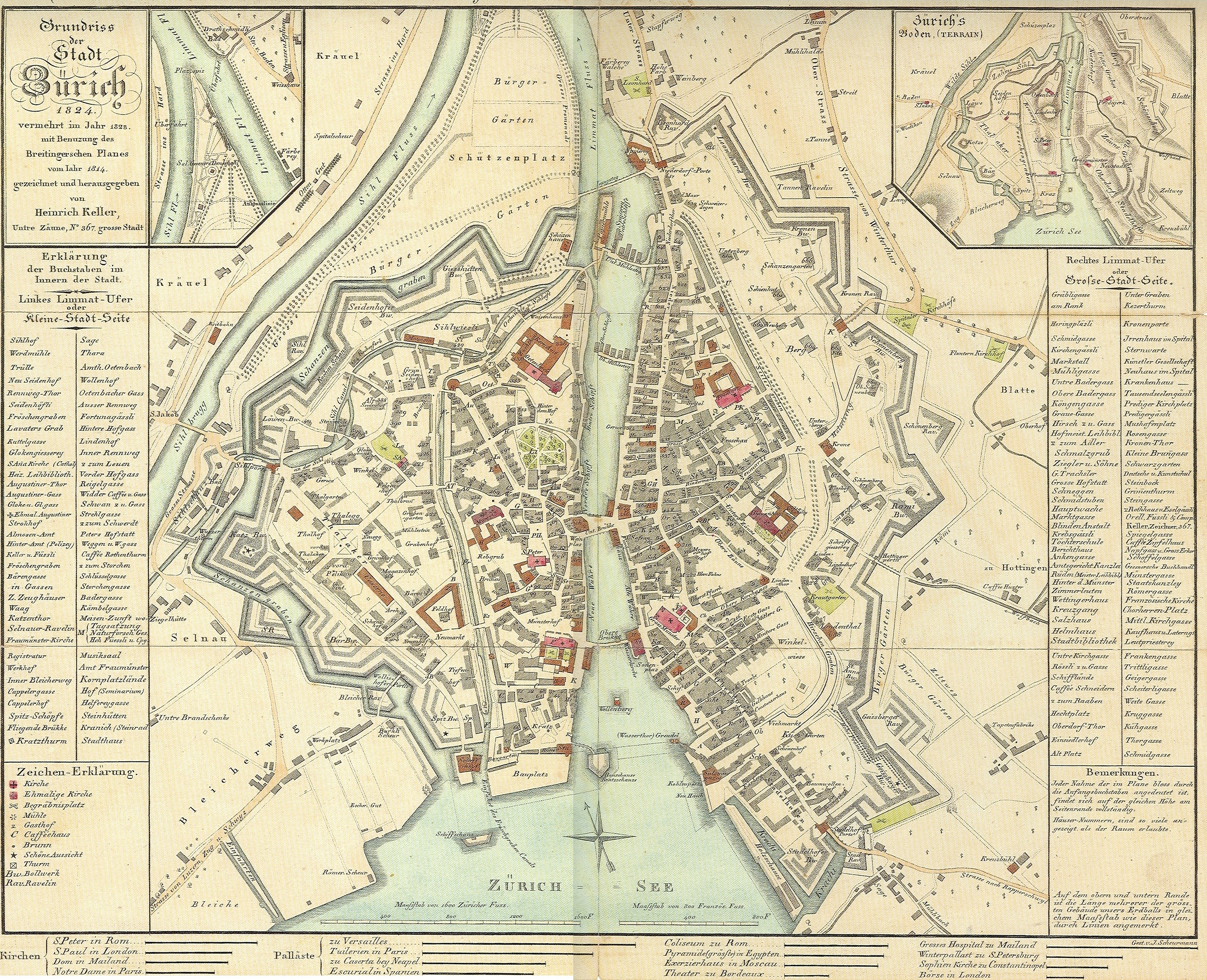
Zürich 1824, mit dem Schanzengraben als westlicher Begrenzung, nahe der Sihl. Dem Verlauf des einstigen Fröschengrabens (zwischen Schanzengraben und Limmat) folgt die heutige Bahnhofstrasse.

Zürich liegt auf 408 m ü. M. am unteren (nördlichen) Ende des Zürichsees im Tal der Limmat und im unteren Tal der Sihl, eingebettet zwischen den Höhen von Uetliberg im Westen und Zürichberg im Osten. Die Limmat entspringt dem See, während die westlich des Sees fliessende Sihl nördlich der Zürcher Altstadt beim Platzspitz in die Limmat mündet. Die Altstadt erstreckt sich beidseits der Limmat, die zunächst nordwärts fliesst und dann in einem Bogen allmählich nach Westen abbiegt.
Die einstige Stadt reichte nicht bis zur Sihl, sondern hatte als westliche Abgrenzung den im 17. und 18. Jahrhundert angelegten Schanzengraben (siehe Abbildung: Stadtplan von Heinrich Keller). Damals wurde Wasser aus dem See abgeleitet und in einem Graben ausserhalb der Bastionen und Bollwerke zur Limmat geführt. Noch früher erstreckte sich die Stadt im Westen nur bis zum Fröschengraben, der ungefähr parallel zur Limmat verlief. Dieser Graben wurde 1864 zugeschüttet, um Raum für den Bau der Bahnhofstrasse zu schaffen, die vom heutigen Paradeplatz bis zum Rennweg dem Verlauf des einstigen Grabens folgt.

### Topografie
Das Gemeindegebiet der Stadt Zürich nimmt eine Fläche von 91,88 km² ein, wovon 3,95 km² auf den Zürichsee entfallen. Es umfasst den oberen Teil des Natur- und Siedlungsraums Limmattal im nördlichen Schweizer Mittelland. Die kanalisierte und teilweise begradigte Limmat fliesst nicht etwa in der Mitte des Tales, sondern stets entlang dem rechten (nordöstlichen) Talrand. Mit 392 m ü. M. wird an der Limmat bei Oberengstringen der niedrigste Punkt des Gemeindegebietes erreicht.
Auf seiner Westseite wird das Limmattal von den bewaldeten Höhen der Albiskette, des Uetlibergs und des Buechhogers flankiert, auf denen die westliche Gemeindegrenze verläuft. Der Uetliberg, Hausberg der Stadt, bildet mit 870 m ü. M. die höchste Erhebung der näheren Umgebung. Sein Gipfel kann mit der Uetlibergbahn leicht erreicht werden. Von der Plattform des Aussichtsturms Uetliberg bietet sich ein eindrückliches Panorama auf Stadt und den See sowie bei klarer Sicht bis zu den Alpen. Nach Süden reicht der Gemeindeboden in das untere Sihltal.
Nordöstlich an das Limmattal schliesst eine Hügelkette an, welche die Wasserscheide zwischen der Limmat und der Glatt markiert. Von Nordwesten nach Südosten nimmt die Höhe der zumeist waldbedeckten Kuppen zu: Hönggerberg (541 m ü. M.), Käferberg (mit Waidberg, 571 m ü. M.), Zürichberg (676 m ü. M.) und Adlisberg (701 m ü. M.). Zwischen dem Käferberg und dem Zürichberg befindet sich mit dem vollständig überbauten Sattel des Milchbucks (rund 470 m ü. M.) ein wichtiger Übergang vom Limmat- ins Glatttal.
Der nördlichste Gemeindeteil erstreckt sich in die Ebene des Glatttals und in die Senke, welche die Verbindung zwischen dem Glattal und dem Furttal herstellt. Auch ein Teil des Katzensees (Naturschutzgebiet) sowie der Büsisee, die beide durch den Katzenbach zur Glatt entwässert werden, gehören zum Stadtgebiet.

### Geologie
In geologischer Hinsicht liegt Zürich im Molassebecken des Schweizer Mittellandes. Das Becken wurde im Lauf des Tertiärs mit dem Abtragungsschutt der entstehenden Alpen aufgefüllt, wobei sich die Sedimente in verschiedene Schichten unterteilen lassen. Ablagerungen unter marinen Bedingungen werden als Meeresmolasse, solche unter fluviatilen Bedingungen als Süsswassermolasse bezeichnet.
Von Bedeutung für das Gebiet von Zürich ist die Obere Süsswassermolasse, die in der Zeit vor etwa 16 bis 5 Millionen Jahren abgelagert wurde. Sie setzt sich aus einer Wechsellagerung von harten Sandsteinbänken und weichen Mergelschichten zusammen und tritt insbesondere am Uetliberg sowie an den Hügeln östlich der Stadt zutage. Mittels einer Tiefenbohrung würde man im Untergrund von Zürich eine mehr als 1000 m mächtige Schicht von Molasseablagerungen finden, bevor man auf die Sedimente der Jurazeit stossen würde.
Die entscheidende landschaftliche Überprägung erhielt die Region von Zürich durch den Vorstoss des Rhein-Linth-Gletschers während der verschiedenen Eiszeiten. Durch den Gletscher wurden bereits existierende Talmulden vertieft und erweitert sowie neue Täler geschaffen. Das Limmattal und das Glattal sind mit Schottern des Eiszeitalters sowie mit weiteren Sedimenten der Nacheiszeit aufgefüllt. Noch am deutlichsten sichtbar sind die Spuren der Würm-Vergletscherung. Während des sogenannten Stadiums von Zürich (vor etwa 20'000 Jahren) entstand der Moränenwall, der den Zürichsee im Norden abschliesst. Er wird durch den Höhenrücken zwischen dem See und dem Sihltal, durch die Höhe beim Lindenhof in der Altstadt und durch das Burghölzli markiert, während das Sihltal den Schmelzwasserstrom am Rand des Gletschers aufnahm.

### Klima
Zürich liegt in der gemässigten Klimazone. Prägend für das Klima von Zürich sind einerseits die Winde aus westlichen Richtungen, die oft Niederschlag heranführen, andererseits die Bise (Ost- oder Nordostwind), welche meist mit Hochdrucklagen verbunden ist und in allen Jahreszeiten kühlere Witterungsphasen bringt als im Mittel zu erwarten wären. Der in den Alpentälern und am Alpenrand wichtige Föhn zeigt im Normalfall keine speziellen klimatischen Auswirkungen auf Zürich.
Die Jahresmitteltemperatur für die Normalperiode 1991–2020 an der Messstation des Bundesamtes für Meteorologie und Klimatologie (MeteoSchweiz) in Zürich-Affoltern auf 443 m ü. M. beträgt 9,8 °C, wobei im Januar mit 1,0 °C die kältesten und im Juli mit 19,2 °C die wärmsten Monatsmitteltemperaturen gemessen werden. Im Mittel sind hier rund 87 Frosttage und 16 Eistage zu erwarten. Sommertage gibt es im Jahresmittel rund 51, während normalerweise 11 bis 12 Hitzetage zu verzeichnen sind. Die Messstation Zürich-Affoltern weist im Mittel 1662 Sonnenstunden pro Jahr auf. Die 1022 mm Niederschlag fallen über das ganze Jahr verteilt, wobei im Sommerhalbjahr und speziell während der drei Sommermonate aufgrund der konvektiven Niederschläge höhere Mengen gemessen werden als im Winter.

#### Klimawandel
Das Klima in Zürich wird nicht nur wärmer, sondern auch feuchter, mit weniger Sonnenschein. Ein Vergleich der Zeiträume 1940–1950 und 2013–2024 zeigt bedeutende Veränderungen. Zum Beispiel sind die Temperaturen im Juli um 1,77 °C gestiegen, während im Dezember ein Anstieg von 3,41 °C zu verzeichnen ist. Die Niederschläge im Oktober haben um 1,45 mm zugenommen. Im Gegensatz dazu hat der Schneefall im Februar um 0,16 mm abgenommen, und im März wurde eine Verringerung der Sonnenscheindauer um 0,56 Stunden festgestellt.
|                        | Jan  | Feb  | Mär  | Apr  | Mai  | Jun  | Jul  | Aug  | Sep  | Okt  | Nov | Dez  |   |       |
| Mittl. Temperatur (°C) | 1,0  | 1,6  | 5,7  | 9,6  | 13,8 | 17,5 | 19,2 | 18,7 | 14,4 | 9,9  | 4,8 | 1,7  | ⌀ | 9,9   |
| Mittl. Tagesmax. (°C)  | 3,8  | 5,7  | 10,8 | 15,3 | 19,4 | 23,1 | 25,1 | 24,7 | 19,8 | 14,3 | 8,0 | 4,3  | ⌀ | 14,6  |
| Mittl. Tagesmin. (°C)  | −1,9 | −2,2 | 0,8  | 3,9  | 8,3  | 11,9 | 13,6 | 13,4 | 9,7  | 6,1  | 1,8 | −1,0 | ⌀ | 5,4   |
|                        |      |      |      |      |      |      |      |      |      |      |     |      |   |       |
| Niederschlag (mm)      | 63   | 55   | 65   | 73   | 115  | 112  | 116  | 109  | 79   | 80   | 74  | 80   | Σ | 1021  |
|                        |      |      |      |      |      |      |      |      |      |      |     |      |   |       |
| Sonnenstunden (h/d)    | 1,6  | 2,9  | 4,5  | 5,9  | 6,3  | 7,2  | 7,6  | 7,1  | 5,3  | 3,1  | 1,7 | 1,3  | ⌀ | 4,5   |
|                        |      |      |      |      |      |      |      |      |      |      |     |      |   |       |
| Regentage (d)          | 9,8  | 8,6  | 10,1 | 10,0 | 11,9 | 11,5 | 11,3 | 11,2 | 9,3  | 10,4 | 9,9 | 11,2 | Σ | 125,2 |
|                        |      |      |      |      |      |      |      |      |      |      |     |      |   |       |
| Luftfeuchtigkeit (%)   | 84   | 79   | 73   | 69   | 72   | 72   | 72   | 75   | 80   | 85   | 86  | 85   | ⌀ | 77,7  |

| −1,9 |

| −2,2 |

| 0,8 |

| 3,9 |

| 8,3 |

| 11,9 |

| 13,6 |

| 13,4 |

| 9,7 |

| 6,1 |

| 1,8 |

| −1,0 |

| −1,9 |

| −2,2 |

| 0,8 |

| 3,9 |

| 8,3 |

| 11,9 |

| 13,6 |

| 13,4 |

| 9,7 |

| 6,1 |

| 1,8 |

| −1,0 |

### Stadtgebiet
Das Limmattal ist fast lückenlos überbaut (Wohn- und Industriegebiete, Gewerbezonen). Ebenfalls dicht bebaut sind die sonnenexponierten und bevorzugten Wohnlagen am Zürichberg und am Waidberg sowie die unteren Hangabschnitte auf der westlichen Talseite am Uetliberg. Über den Milchbuck reicht die Bebauung in das Glattal und die angrenzenden Gebiete.
Zu den grünen Lungen der Stadt zählen die ausgedehnten Waldgebiete von Adlisberg, Zürichberg, Käferberg, Hönggerberg und Uetliberg. Bedeutende Grünanlagen befinden sich auch entlang dem Seeufer (Zürichhorn und Enge). Ferner wird das bebaute Gebiet durch Parkanlagen und Gärten aufgelockert. Grössere zusammenhängende landwirtschaftlich genutzte Flächen liegen im Bereich von Affoltern und Seebach.
Von der Gesamtfläche der Stadt Zürich (ohne Seeanteil) wurden bei der Erhebung im Jahr 1996 45,4 % Siedlungen, Industrie und Gewerbe, 15,5 % dem Verkehr, 26,5 % dem Wald, 11 % der Landwirtschaft und 1,2 % Gewässern zugeschrieben. Von der als Bauzone ausgeschiedenen (= ausgewiesenen) Fläche war 2004 rund 93 % überbaut.

### Stadtgliederung

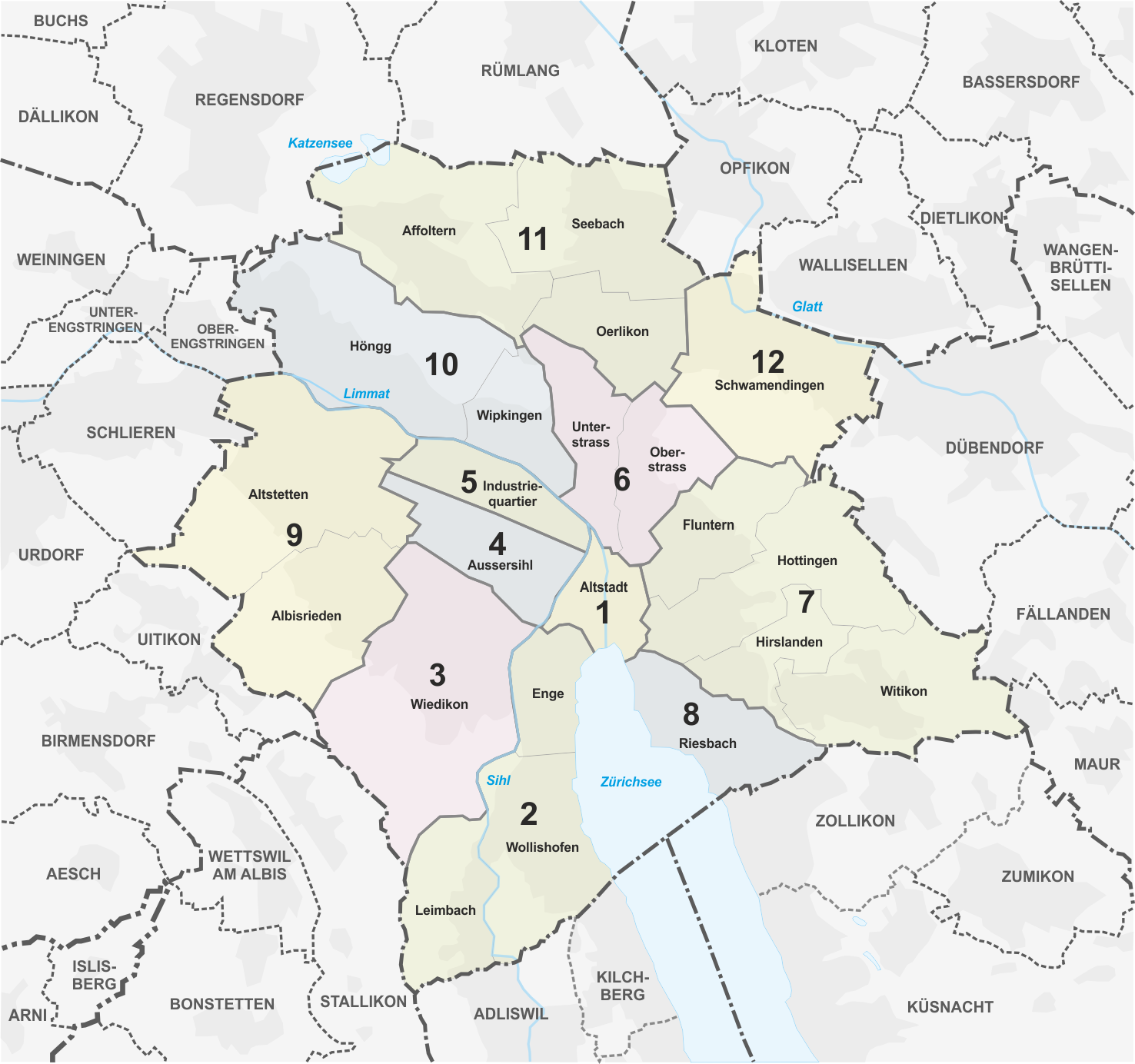
Stadtkreise und Stadtquartiere der Stadt Zürich

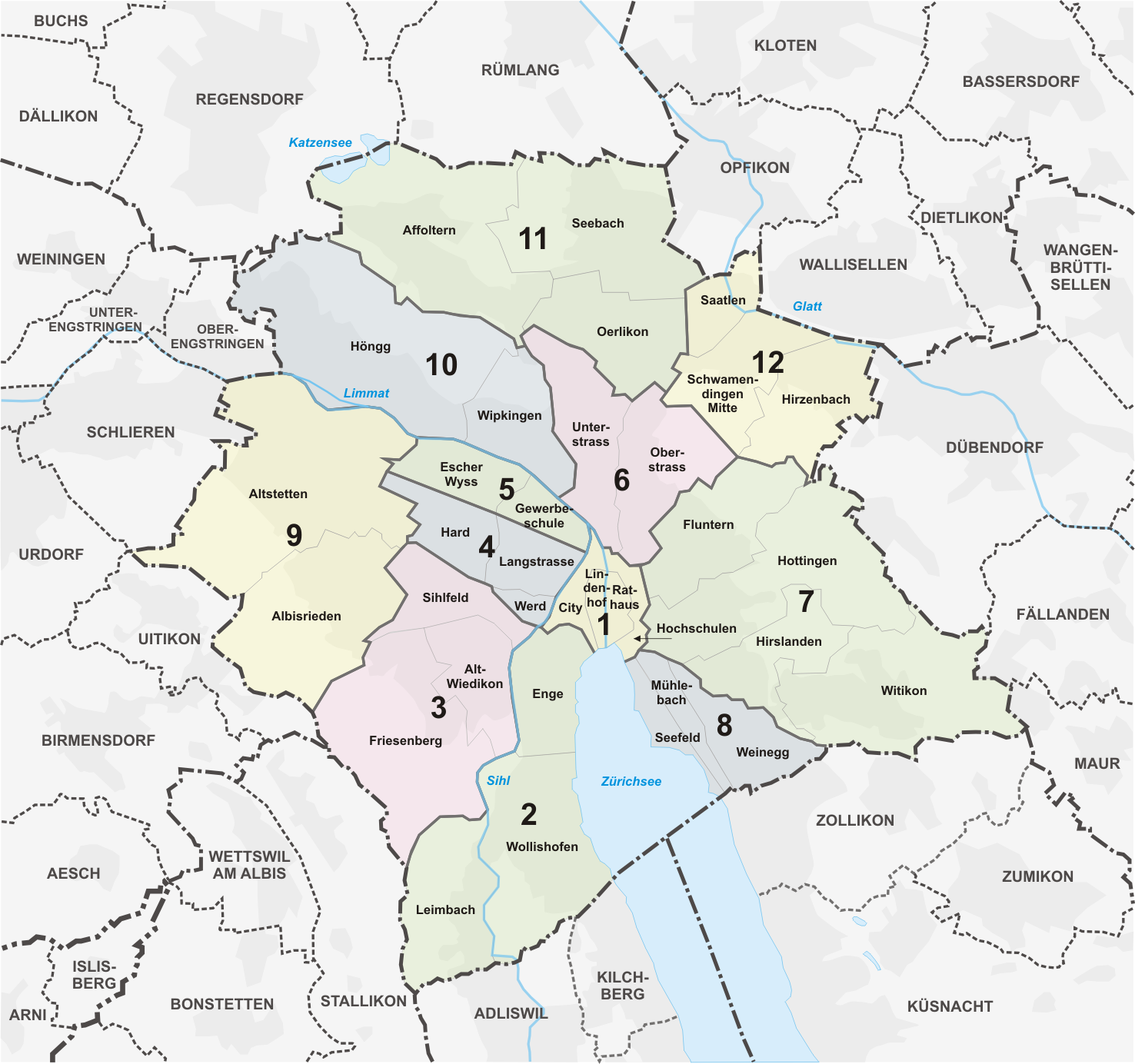
Statistische Quartiere

Die ursprüngliche Gemeinde Zürich (vor 1893) umfasste nur das Gebiet der heutigen Altstadt. Mit zwei grossen Stadterweiterungen wurden 1893 und 1934 zahlreiche umliegende Dörfer eingemeindet, die im Lauf des 19. Jahrhunderts immer mehr zusammengewachsen waren. Heute setzt sich die Stadt Zürich aus zwölf Stadtkreisen zusammen, die von 1 bis 12 durchnummeriert werden und jeweils ein bis vier Stadtquartiere bzw. zwei bis vier statistische Quartiere umfassen.
In der Stadt Zürich gibt es zwei unterschiedliche Quartierdefinitionen: «Stadtquartiere» und «statistische Quartiere». Die Stadtquartiere sind historische Quartiere mit eigenen Wappen, die früher eigene Ortschaften oder Gebiete waren und im Laufe der Geschichte eingemeindet wurden. Es gibt 22 Stadtquartiere. Für statistische Zwecke wurden Stadtkreise, die nur ein einziges Stadtquartier umfassen, – z. B. die Altstadt, das Industriequartier oder Aussersihl – in statistische Quartiere unterteilt. Aus statistischer Sicht besteht die Stadt Zürich aus 34 Quartieren.
Stadtkreise und Stadtquartiere
- Kreis 1, umfasst die Altstadt und damit die ursprüngliche Gemeinde Zürich (bis 1893)
- Kreis 2 am westlichen Zürichseeufer, umfasst Enge, Wollishofen und Leimbach (1893 eingemeindet)
- Kreis 3 im Limmattal zwischen Sihl und Uetliberg, umfasst Wiedikon (1893 eingemeindet)
- Kreis 4 in der Talebene zwischen Sihl, Bahngleisen und Wiedikon, umfasst einen Teil der ehemaligen Gemeinde Aussersihl (1893 eingemeindet)
- Kreis 5 in der Talebene zwischen Limmat, Sihl und Bahngleisen, umfasst das Industriequartier, das Teil der ehemaligen Gemeinde Aussersihl war und 1893 eingemeindet wurde
- Kreis 6 am Hang des Zürichbergs, umfasst Oberstrass und Unterstrass (1893 eingemeindet)
- Kreis 7 an den Hängen von Zürichberg und Adlisberg, umfasst Fluntern, Hottingen und Hirslanden (1893 eingemeindet) sowie Witikon (1934 als letztes eingemeindet)
- Kreis 8 am östlichen Zürichseeufer, umfasst Riesbach (1893 eingemeindet)
- Kreis 9 zwischen der Limmat im Norden sowie Buechhoger und Uetliberg im Süden, umfasst Altstetten und Albisrieden (1934 eingemeindet)
- Kreis 10 rechts der Limmat am Südhang von Hönggerberg und Käferberg, umfasst Wipkingen (1893 eingemeindet) und Höngg (1934 eingemeindet)
- Kreis 11 in der Ebene nördlich von Hönggerberg und Käferberg zwischen Glattal und Katzensee, umfasst Affoltern, Oerlikon und Seebach (1934 eingemeindet)
- Kreis 12 im Glattal am Nordfuss des Zürichberges, umfasst Schwamendingen (1934 eingemeindet)

In der Regel sind die Grenzen der Stadtkreise deckungsgleich mit den vor 1893 existierenden Gemeindegrenzen. Allerdings wurden in Abhängigkeit von der jeweiligen Grösse entweder mehrere Gemeinden zu einem Kreis zusammengefasst oder im Fall von Aussersihl eine Gemeinde in zwei Kreise aufgeteilt. Ferner gab es im Lauf der Zeit einige grössere und kleinere Grenzbereinigungen.

### Nachbargemeinden
Folgende Gemeinden grenzen an die Stadt Zürich: Regensdorf, Rümlang, Opfikon und Wallisellen im Norden, Dübendorf, Fällanden und Maur im Osten, Zollikon, Kilchberg (ZH) und Adliswil im Süden sowie Stallikon, Uitikon, Schlieren und Oberengstringen im Westen. Urdorf grenzt nur in einem Punkt an die Stadt Zürich.

## Geschichte

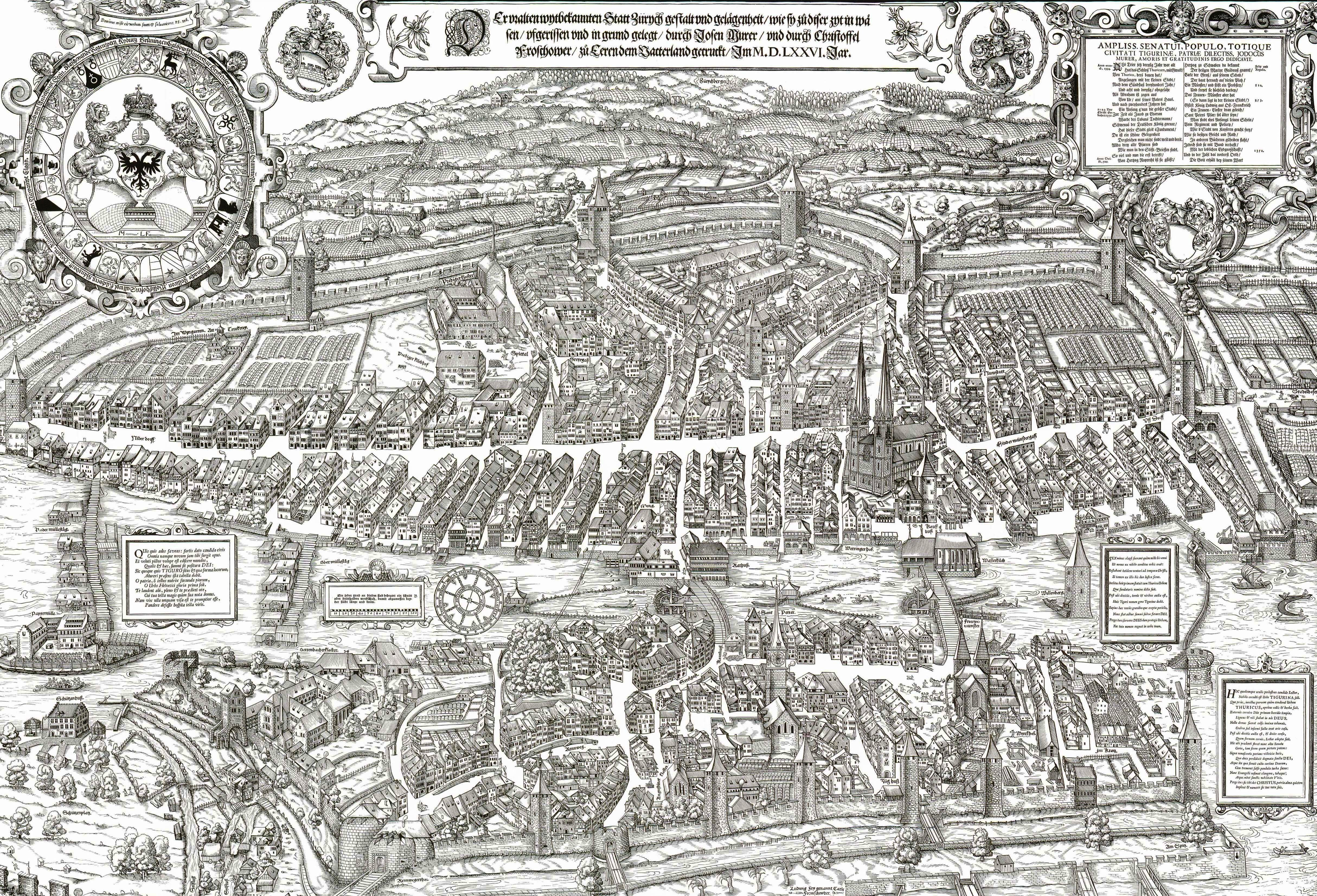
Zürich auf dem Murerplan von 1576

### Frühgeschichte, Mittelalter und ältere Neuzeit
Im Unterschied zu den meisten anderen Schweizer Grossstädten stieg Zürich im Frühmittelalter in den Rang einer Stadt auf. In Turīcum gab es zwar bereits zur Römerzeit eine Zollstation, ein hadrianisches Heiligtum auf dem Grossen Hafner im untersten Seebecken beim Ausfluss der Limmat und ein Kastell, die zugehörige Siedlung kann aber noch nicht als Stadt bezeichnet werden. Das frühmittelalterliche, alemannische Zürich war eng verbunden mit dem Herzogtum Schwaben und zwei bedeutenden geistlichen Stiftungen der deutschen Könige, dem Grossmünster und dem Fraumünster, die dem Kult um die Stadtpatrone Felix und Regula geweiht waren. Nach dem Zerfall der zentralen Gewalt im Herzogtum Schwaben und dem Aussterben der Zähringer 1218 konnte sich Zürich den Status der Reichsunmittelbarkeit sichern; 1262 wurde auch die Reichsfreiheit der Bürgerschaft ausdrücklich bestätigt. Der Titel einer Reichsstadt bedeutete de facto die Unabhängigkeit der Stadt. De jure löste sich Zürich jedoch erst 1648 von der Oberhoheit des Kaisers des Heiligen Römischen Reiches.
Im Spätmittelalter erwarb und eroberte Zürich in seinem Umland bedeutende Territorien, die der Stadt bis 1798 politisch untergeordnet waren (siehe Territoriale Entwicklung Zürichs). Im Innern wurden die Geschicke Zürichs seit der Zunftrevolution durch Bürgermeister Rudolf Brun im Jahr 1336 durch den Stadtadel und die Handwerkervereinigungen (Zünfte) gemeinsam geleitet (Brunsche Zunftverfassung). Brun war auch verantwortlich für den Überfall von Rapperswil. 1351 schloss sich Zürich zur Sicherung seiner Unabhängigkeit gegen das aufstrebende süddeutsche Adelsgeschlecht der Habsburger der schweizerischen Eidgenossenschaft an und wurde zusammen mit Bern zum Vorort dieses Staatenbundes.
Der wohl bis heute wichtigste Beitrag Zürichs zur Weltgeschichte war die Reformation von Huldrych Zwingli. Unter seiner geistigen Führung wurde seit 1519 Zürich zum reformierten Rom an der Limmat. Die Zürcher Bibel, eine der ersten deutschen Bibelübersetzungen, entstand in der Prophezei unter Zwingli, Leo Jud und weiteren Mitarbeitern 1524 bis 1525 und wurde vom Zürcher Buchdrucker Christoph Froschauer zuerst in Teilen und später als ganze Bibel herausgegeben.
Die Täuferbewegung nahm ihren Ausgangspunkt ab 1523 in Zürich unter Führung von Konrad Grebel, Felix Manz, Jörg Blaurock, Balthasar Hubmaier und weiteren Personen, die sich von Zwingli trennten und kurz darauf verfolgt und gefangen genommen wurden. Im Januar 1527 wurde Felix Manz in der Limmat ertränkt, viele Täufer flüchteten nach Schaffhausen oder ins Zürcher Oberland.
Heinrich Bullinger 1531–1575 und Rudolf Gwalther 1575–1586 konsolidierten als Antistes und Nachfolger von Zwingli die Reformation in Zürich und pflegten zahlreiche Kontakte europaweit. Während ihrer Zeit wurden viele evangelische Flüchtlinge aus dem Tessin, Italien, Frankreich und England aufgenommen. Diese trugen in der Folge durch Handwerk, Produktion noch unbekannter Textilien und Handel wesentlich zum wirtschaftlichen Gedeihen Zürichs bei.
Zur Zeit der Hexenverfolgungen wurden in Zürich von 1487 bis 1701 Hexenprozesse gegen 79 Personen geführt. Im Hexenprozess 1701 wurden acht Menschen aus Wasterkingen wegen angeblicher Hexerei verurteilt. Regierungspräsident Markus Notter und Kirchenratspräsident Ruedi Reich verurteilten 2001 diese Justizmorde.

### 18. und 19. Jahrhundert

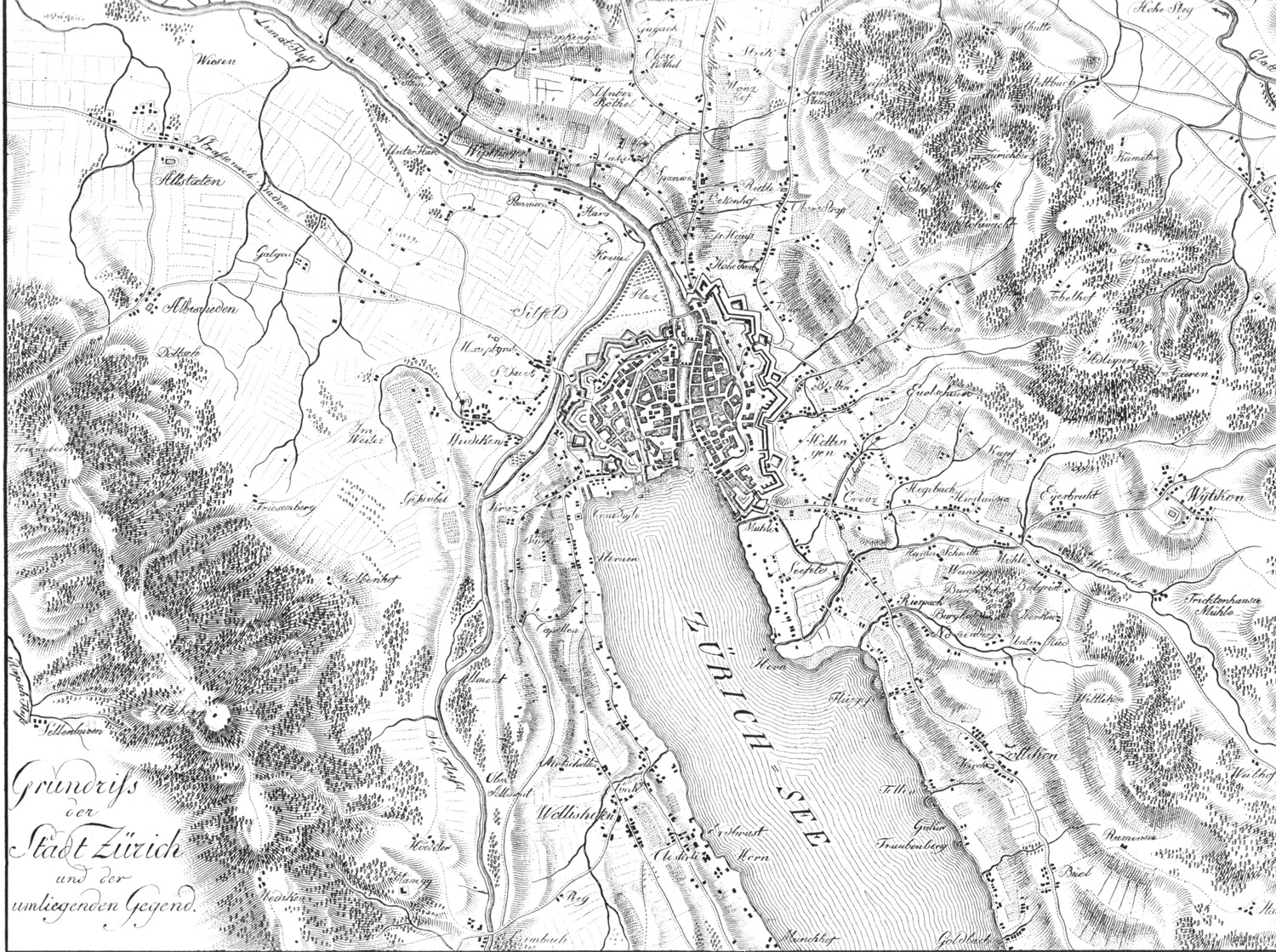
Zürich und seine Vororte um 1800

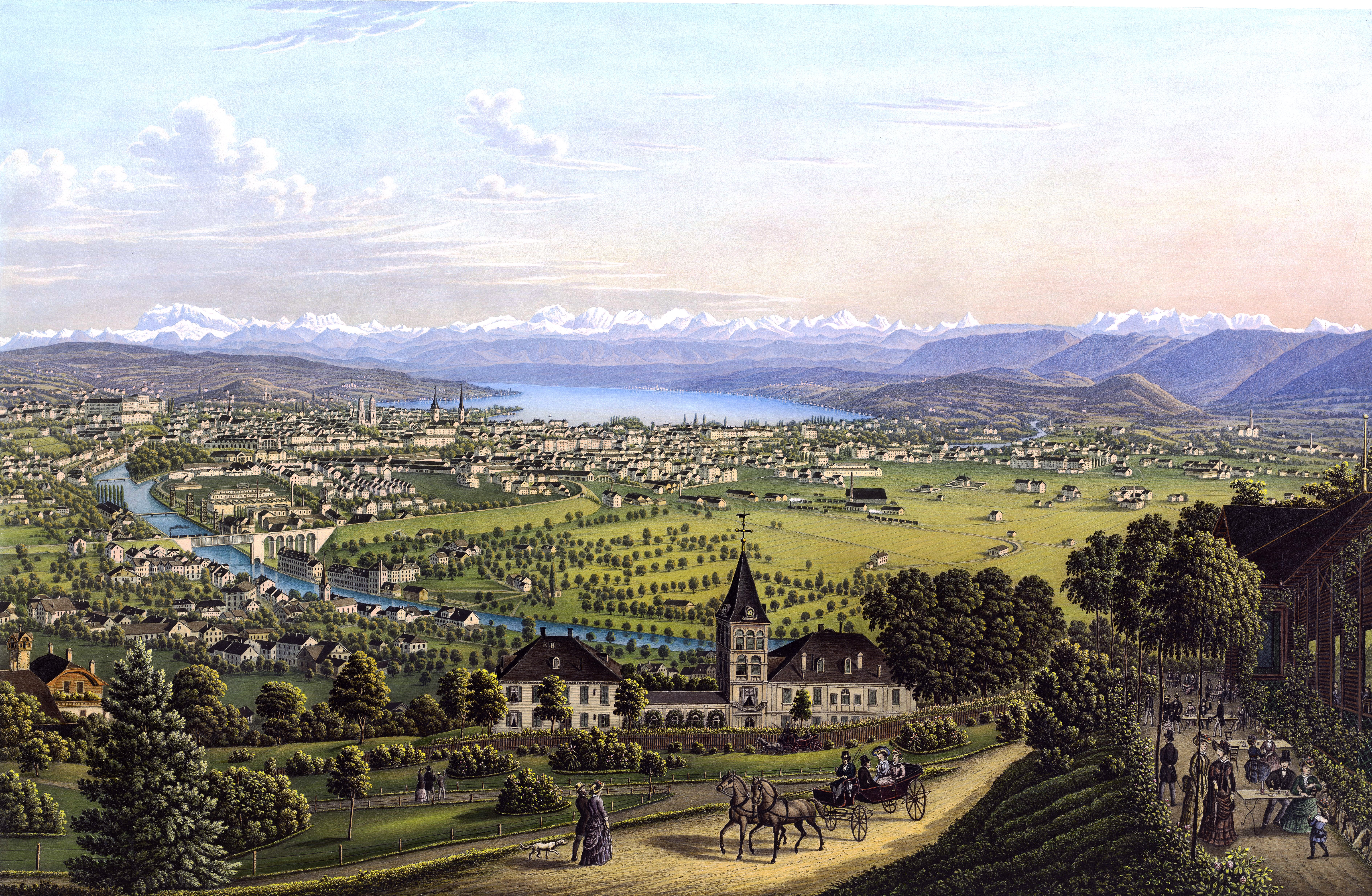
Blick auf Zürich um 1884

Das Zürich des 18. Jahrhunderts galt als «das grösste Rätsel deutscher Geistesgeschichte». Trotz relativ geringer Bevölkerungszahl entwickelte sich rund um Johann Jakob Bodmer neben dem wissenschaftlichen auch ein literarisches Zürich mit entscheidenden Beiträgen zur deutschen Literaturgeschichte.
Mit dem Untergang der freien Republik der Stadt Zürich nach dem Einmarsch der Franzosen in die Schweiz ging die Stadt zusammen mit dem ehemaligen Untertanenland im neuen Kanton Zürich auf, dessen Hauptort sie wurde. Im beginnenden 19. Jahrhundert kam es zwar zu einer Restauration der städtischen Vorherrschaft im Kanton, die jedoch von kurzer Dauer war.
Der Aufstieg Zürichs zum wirtschaftlichen Zentrum der Schweiz begann bereits mit der Textilindustrie im 18. und 19. Jahrhundert. Unter der politischen und wirtschaftlichen Führung der Liberalen, insbesondere von Alfred Escher, wurde die führende Rolle Zürichs ab 1846 durch die Gründung von zahlreichen Banken und Versicherungen auch auf den Finanz- und Dienstleistungssektor ausgedehnt. Seit dem Niedergang der Zürcher Industrie in der Nachkriegszeit hat die Bedeutung dieses Sektors noch zugenommen.
In den Jahren 1855 und 1867 starben in der Stadt Zürich in Folge prekärer hygienischer Verhältnisse in vielen Wohnungen ca. 500 Menschen an Cholera. 1867 wurde mit dem Bau einer Kanalisation begonnen. 1884 brach Typhus aus.
In der zweiten Hälfte des 19. Jahrhunderts begann ein bis in die 1970er Jahre andauernder Bauboom, der Zürich von einer Kleinstadt zur Grossstadt mit all ihren Problemen wachsen liess. Das stürmische Wachstum beschränkte sich zuerst auf einen Um- und Neubau des Zentrums und erfasste zunehmend die umliegenden ländlichen Gemeinden. In zwei Eingemeindungswellen wurden 1893 und 1934 20 Landgemeinden mit der alten Stadtgemeinde zusammengefasst. Die Errichtung eines «Millionenzürich» scheiterte jedoch bis heute. Während nämlich ursprünglich die Finanzstärke der Stadt bzw. die leeren Kassen der Vororte Motor der freiwilligen Stadterweiterungen waren, sind heute die verbleibenden Vororte finanziell eher besser gestellt als die Stadt. Dies schlägt sich insbesondere in den Steuersätzen nieder.
Zwei ausgeprägte Wachstumswellen in den Jahren 1888–1910 sowie 1950–1970 entstanden durch Zuzüger aus dem Ausland. Im Jahr 1912 waren die Bewohner Zürichs zu einem Drittel Ausländer, und Zürich war wie ein grosser Teil der Deutschschweiz im Vorfeld des Ersten Weltkriegs deutschfreundlich, wobei Hochdeutsch zu sprechen in gehobenen Kreisen zum guten Ton gehörte.

### 20. Jahrhundert

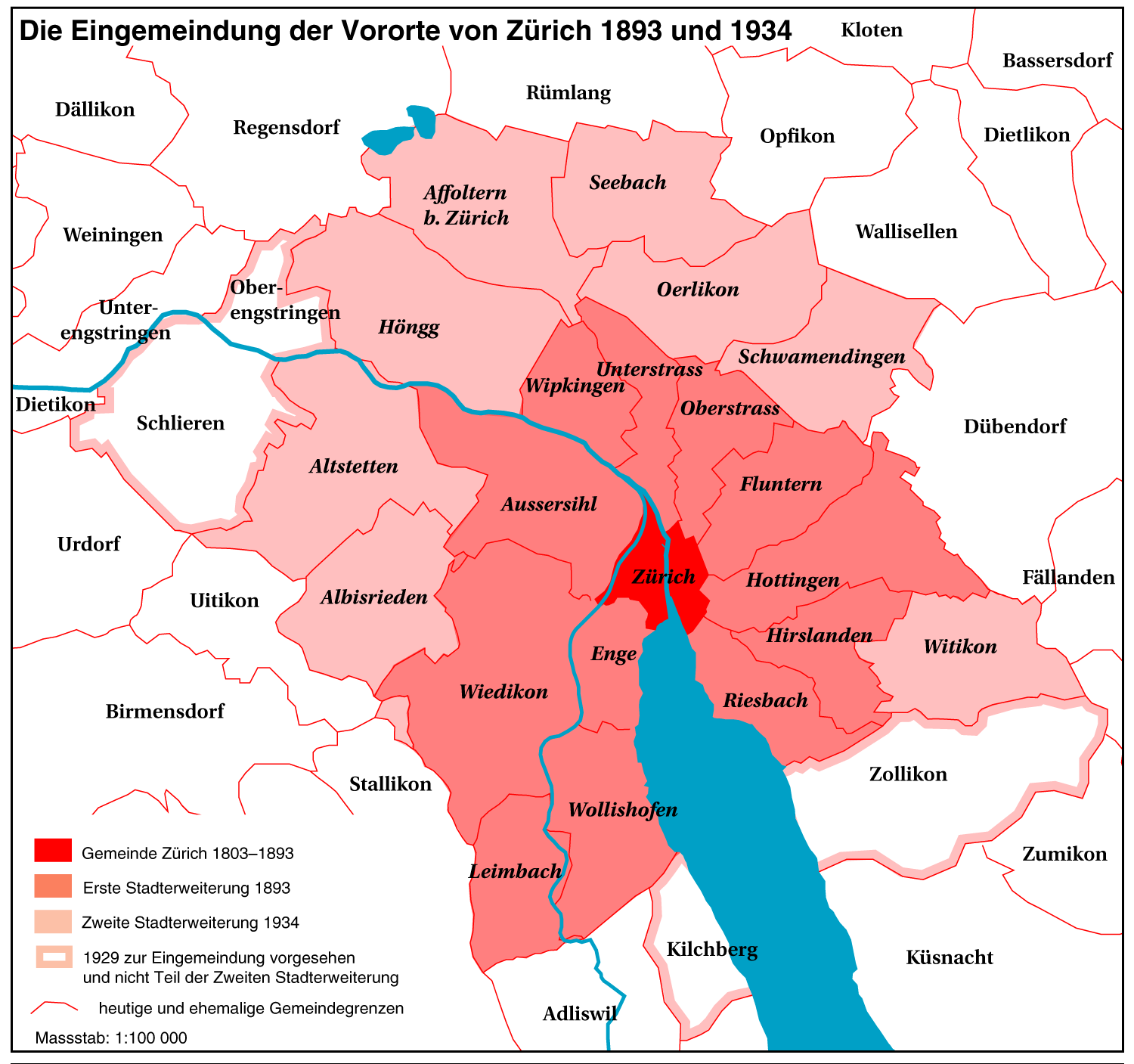
Die Eingemeindung der Zürcher Vororte 1894 und 1934

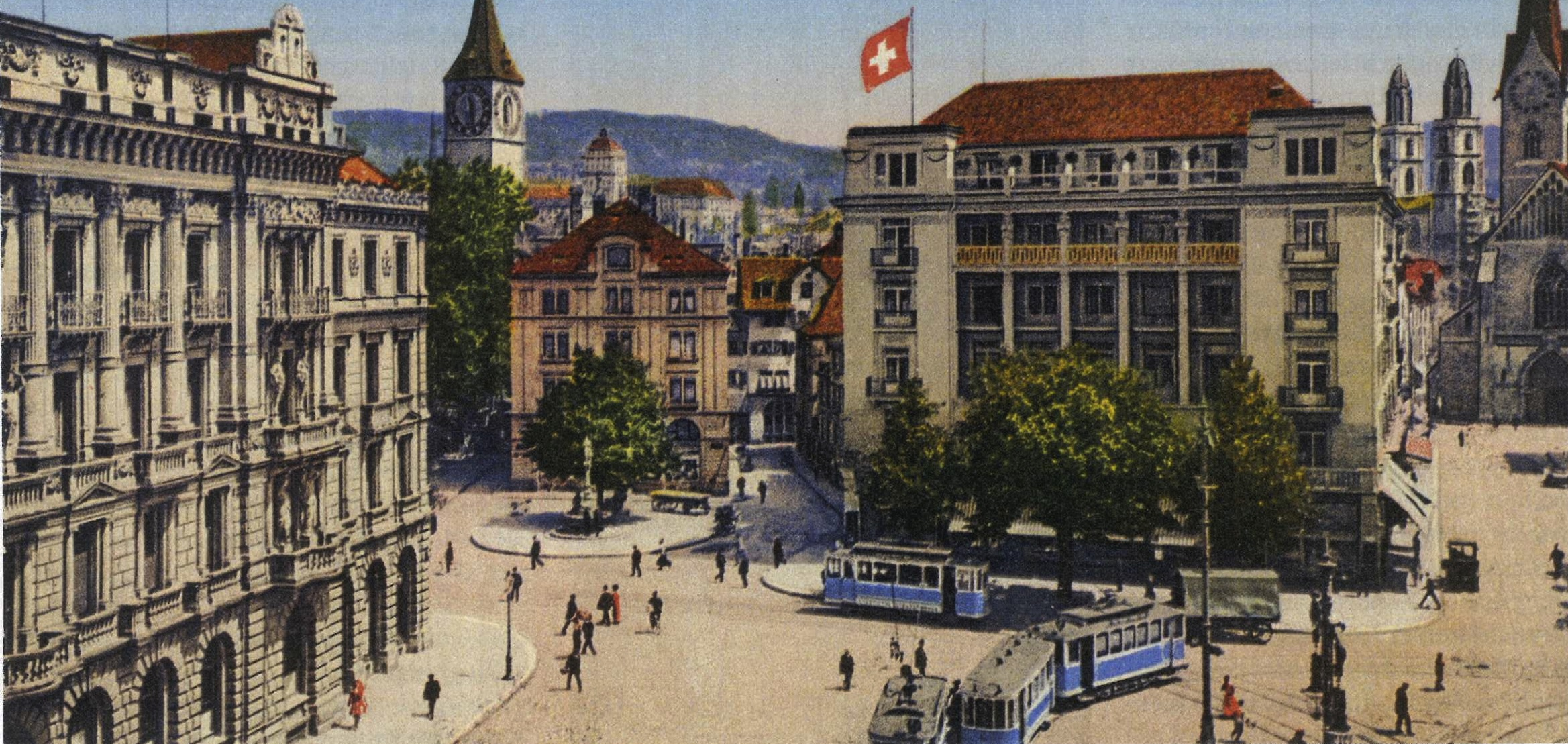
Der Paradeplatz auf einer kolorierten Fotografie (1910)

Luftbild (1961)

In der ersten Hälfte des 20. Jahrhunderts stand Zürich politisch im Bann der Arbeiterbewegung. Schon vor dem Landesstreik 1918 war in Zürich die Konfrontation zwischen Bürgertum und Arbeiterschaft besonders heftig ausgefallen, da Zürich grosse Industriebetriebe mit tausenden von Arbeitern aufwies und zugleich eine Hochburg des Grossbürgertums war. Als 1928 die Sozialdemokratische Partei unter der Führung von David Farbstein erstmals eine absolute Mehrheit in Stadtrat (Exekutive) und Gemeinderat (Legislative) erlangte, wurde in der Zwischenkriegszeit das Rote Zürich zu einem Aushängeschild für die Regierungsfähigkeit der Sozialdemokratie. Trotzdem wurde gerade in Zürich 1939 die als Landi bekannt gewordene Landesausstellung zu einem Symbol für den Zusammenhalt und den Widerstandswillen der Schweiz im Zeichen der Geistigen Landesverteidigung gegen Hitlerdeutschland. Schliesslich wurde 1943 der Zürcher Stadtpräsident Ernst Nobs als erster Sozialdemokrat in den Bundesrat gewählt. In der Nachkriegszeit blieb Zürich Sammelbecken und Bühne für Protestbewegungen, wie 1968 anlässlich der Globus-Krawalle und 1980 für die Jugendunruhen. Noch heute ist der 1. Mai in Zürich jährlich von Auseinandersetzungen des autonomen «Schwarzen Blockes» mit der Polizei gekennzeichnet.
Ein Problem der Stadt war lange auch die offene Drogenszene. In der Mitte der 1980er Jahre wurde der Platzspitz weltweit als Needlepark bekannt. Er wurde am 5. Februar 1992 zwangsgeräumt und abgeriegelt, daraufhin verschob sich die Drogenszene an den stillgelegten Bahnhof Letten.
Das Areal des stillgelegten Bahnhofs Letten bot ab 1992 die Kulisse für die grösste offene Drogenszene Europas. Mehrere tausend Drogenabhängige aus dem In- und Ausland lebten hier oder besorgten sich ihren Stoff. Hundertschaften von Polizisten nahmen des Öfteren in der Anwesenheit von Kamerateams Razzien vor und versuchten so den Markt auszutrocknen. Diese Versuche blieben erfolglos und so wurde der Letten am 14. Februar 1995 polizeilich geräumt. Auswärtige Drogenabhängige wurden grösstenteils an ihre Herkunftsgemeinden respektive Wohnortgemeinden zurückgeführt, ausländische Abhängige zwangsausgeschafft. Die Reste der Drogenszene verlagerten sich zunehmend ins Gebiet entlang der Langstrasse. Zur Entschärfung der Situation trug dabei sehr stark der Versuch der staatlichen Heroinabgabe bei, so dass sich nicht umgehend eine neue Szene bildete. Heute ist die staatliche, ärztlich kontrollierte Drogenabgabe gesetzlich verankert und vom Volk per Referendum abgesegnet.
Die Langstrasse ist ein Zentrum des Zürcher Nachtlebens. Seit der Auflösung der offenen Drogenszenen wurde das Viertel zur Jahrtausendwende hin zum Zentrum des Drogenhandels. Die Kriminalitätsrate im Langstrassenquartier ist zwar weiterhin verhältnismässig hoch, jedoch verbesserte sich die Situation aufgrund verschiedener Projekte der öffentlichen Hand. Heute hat sich die Situation stabilisiert und der Stadtteil ist zu einer festen Grösse im Kultur- und Nachtleben Zürichs geworden. Nach wie vor ist die Stadt Anziehungspunkt für Drogenkonsumenten aus den benachbarten Kantonen.

### Gegenwart

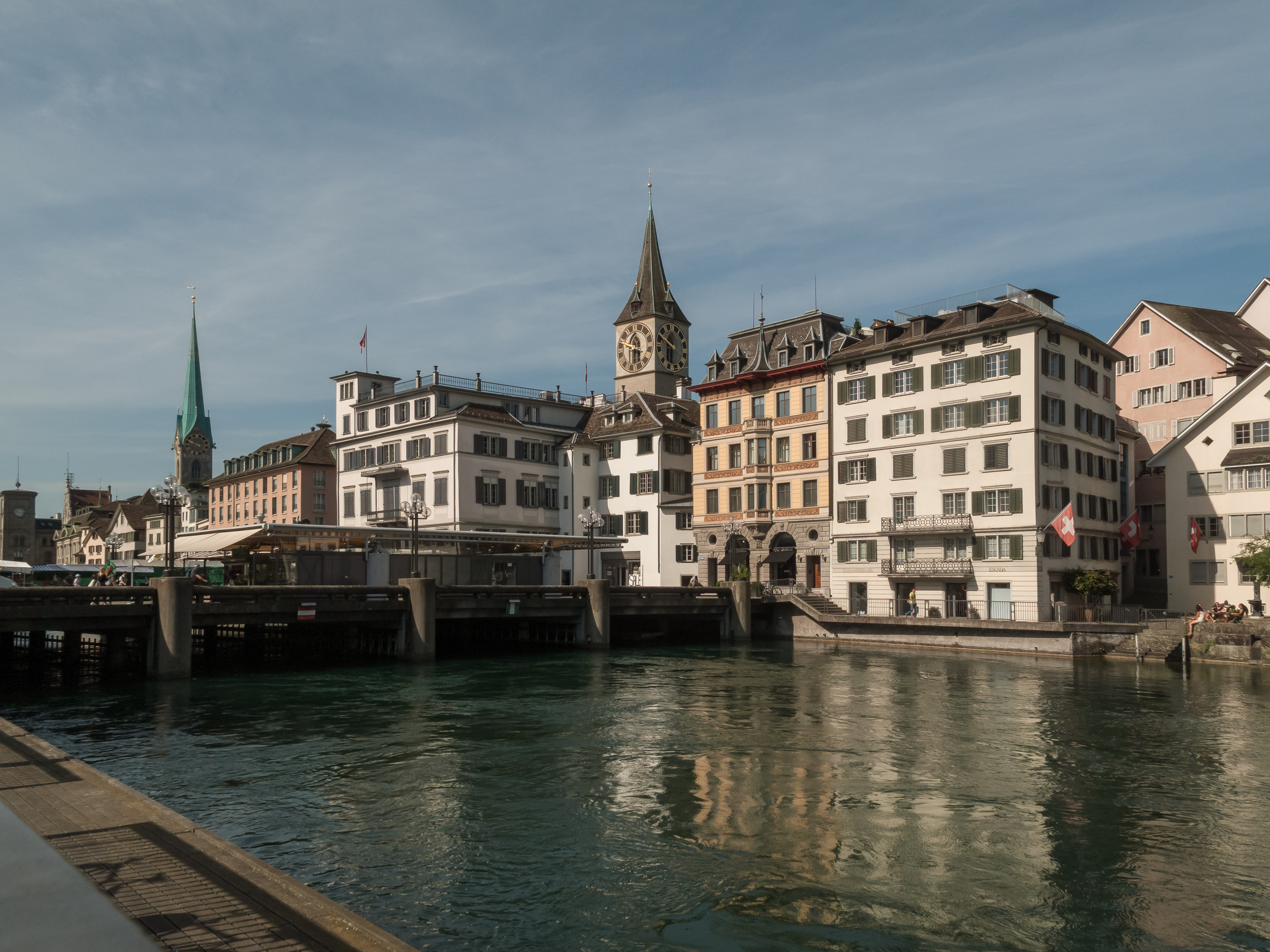
Rathausbrücke

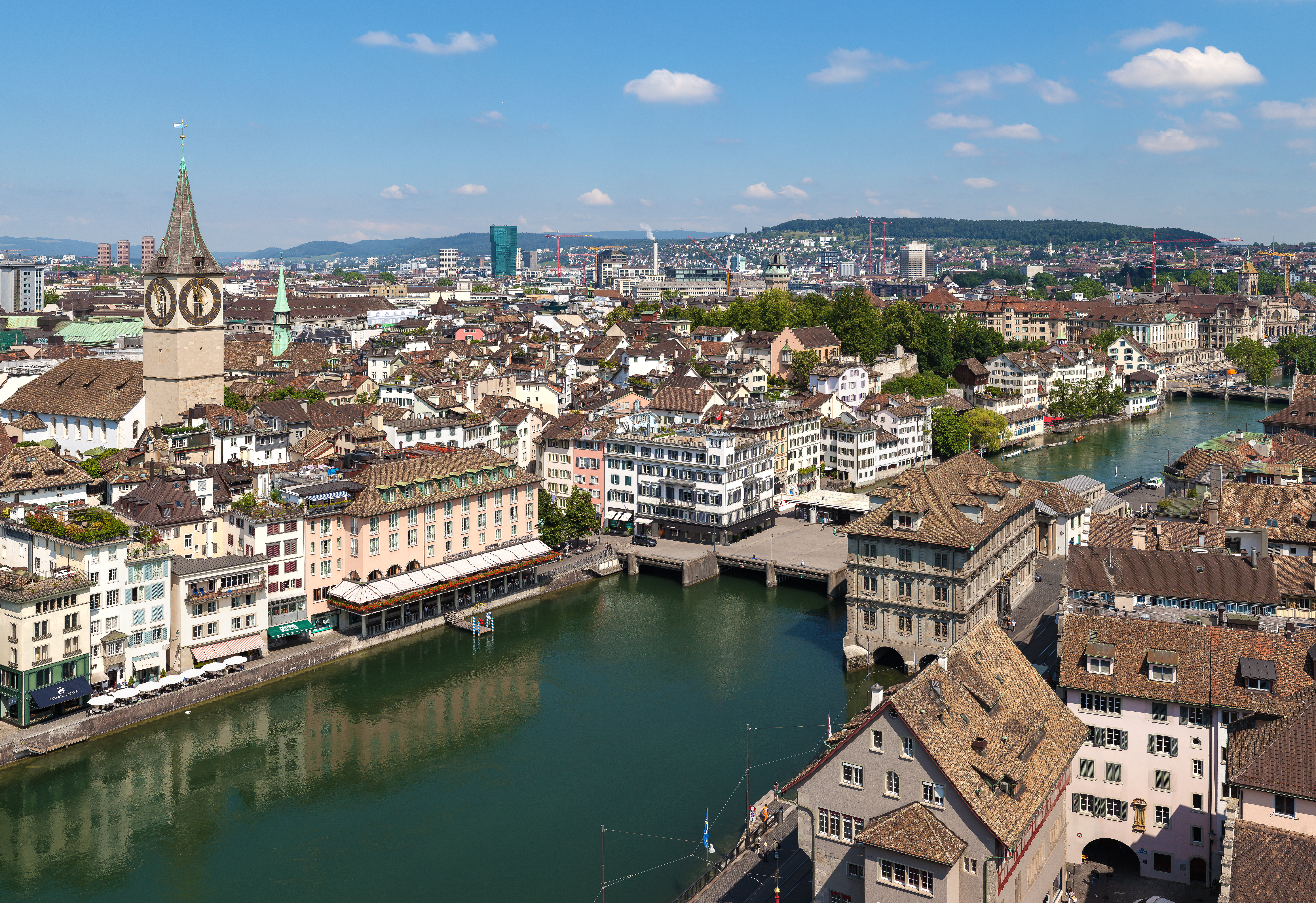
Zürcher Altstadt und Limmat bei der Rathausbrücke mit (von links) Hotel zum Storchen, Haus zum Schwert, Rathaus und Haus zum Rüden

In den 1980er Jahren war Zürich in einem Teufelskreis zwischen der Nachfrage nach mehr Bürofläche in der Innenstadt, der Stadtflucht und der drohenden Verslumung ganzer Stadtkreise wegen der Drogenprobleme gefangen. Massnahmen zur Attraktivitätssteigerung der Innenstadt wie die Verkehrsbefreiung des Niederdorfs konnten nicht verhindern, dass die Innenstadt Zürichs immer unattraktiver wurde. Veränderungen schienen unmöglich – 1986 brachte die damalige Baudirektorin Ursula Koch mit ihrem berühmtgewordenen Satz «Zürich ist gebaut» die Perspektivlosigkeit der Politik in Bezug auf die weitere Zukunft Zürichs zum Ausdruck. Erst Mitte der 1990er Jahre konnte die Blockade überwunden werden, zuerst durch eine neue Bau- und Zonenordnung 1996 und die Liberalisierung des Gastgewerbegesetzes 1997. Besonders letzteres wirkte enorm belebend auf das Nachtleben Zürichs und liess innerhalb kürzester Zeit unzählige neue und innovative Restaurants, Bars und Diskotheken aus dem Boden schiessen. 1998 konnte unter dem neuen Baudirektor Elmar Ledergerber (von 2002 bis April 2009 Stadtpräsident) die jahrelang nur langsam vorankommende Neugestaltung der Industriebrachen in Zürich-West und in Oerlikon beschleunigt werden, so dass sich bis heute an beiden Standorten trendige und moderne neue Stadtquartiere entwickeln konnten. Bis 2020 entsteht westlich des Hauptbahnhofs das neue Quartier Europaallee.
Im Tourismusbereich trat Zürich in den 2000er Jahren (bis 2011) mit dem Zusatz «Downtown Switzerland» auf.

### Wappen, Fahne und Logo

Wappen der Stadt und des Kantons Zürich

Das von Silber und Blau schräg geteilte Wappen entstand im 14. Jahrhundert und wurde aus den blau-weiss gestreiften städtischen Bannern abgeleitet, die wohl im 13. Jahrhundert zum ersten Mal erschienen, als Zürich zur Reichsstadt wurde. Das Wappen ist nach jenen von Winterthur (1276), Grüningen (1370) und Rheinau (1374) das viertälteste im Kanton. Das Wappentier der Stadt Zürich ist der Löwe, der «Zürileu». Traditionellerweise wird der Schild im Vollwappen von zwei stehenden Löwen gehalten, die in der Heraldik als Zeichen für Mut, Kraft, Stärke, Kühnheit und Tapferkeit gelten.
Heute benutzen der Kanton und die Stadt Zürich dasselbe Wappen. Zur Unterscheidung wird im städtischen Vollwappen der Schild von einer Mauerkrone gekrönt. Zudem gibt es einen kleinen Unterschied in der Darstellung der Löwen: Das Wappen des Kantons zeigt einen Löwen mit einem Schwert auf der linken Seite (das Schwert als Symbol für den Krieg und die Staatsgewalt) sowie einen Löwen mit einem Palmwedel auf der rechten Seite (der Palmwedel als Friedenssymbol); die städtischen Löwen hingegen werden ohne Schwert und Palmwedel dargestellt. Seit 2005 wird das stilisierte Vollwappen als einheitliches Logo der städtischen Ämter verwendet.

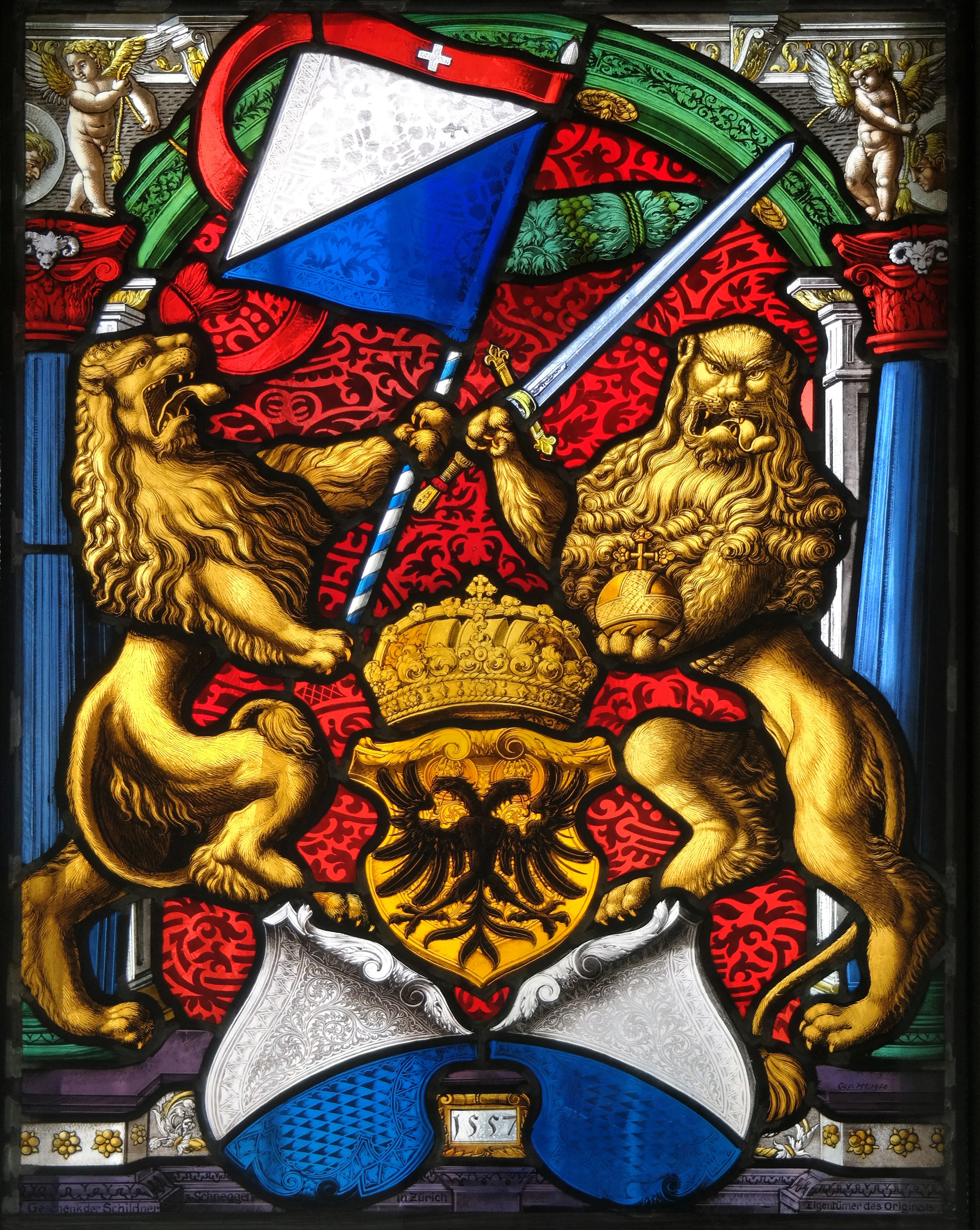
Standesscheibe Zürichs als Reichsstadt, 1557: Banner und Wappen mit Löwen als Schildhalter
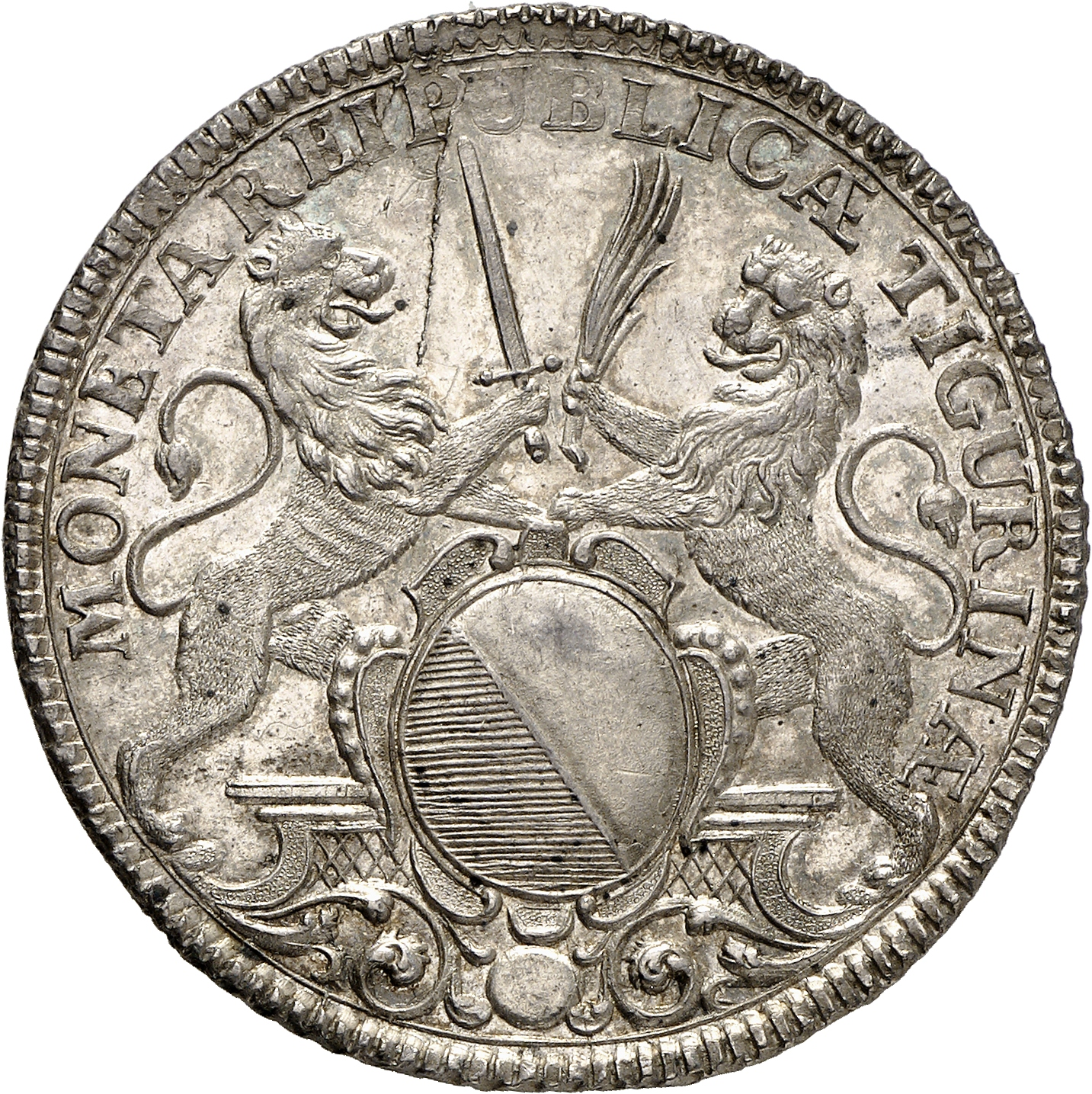
Taler der «Republik Zürich», 1723: Löwen mit Schwert und Palmwedel
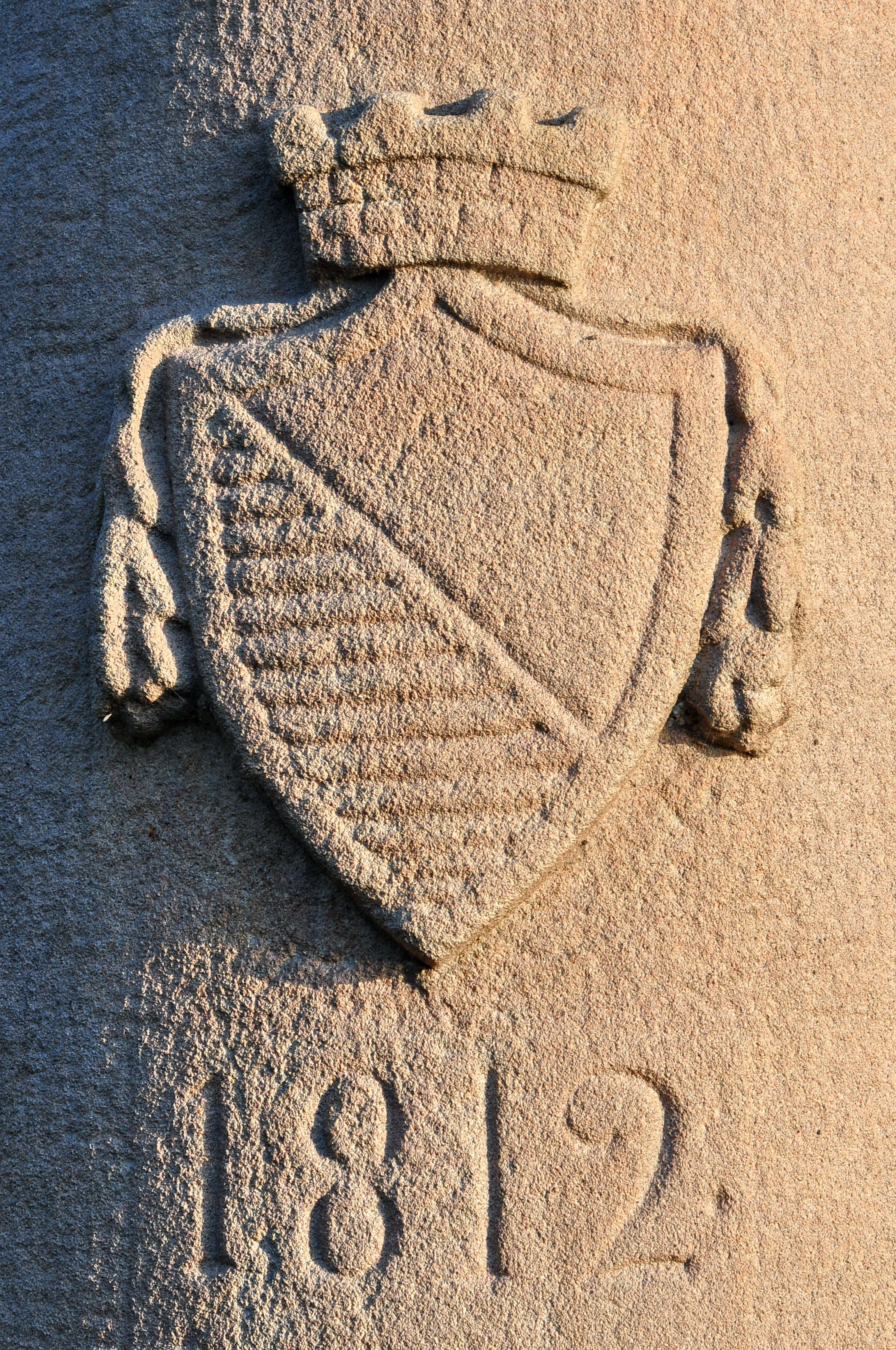
Stadtwappen mit Mauerkrone auf der Klausstud
Emblem der Stadt Zürich

## Bevölkerung

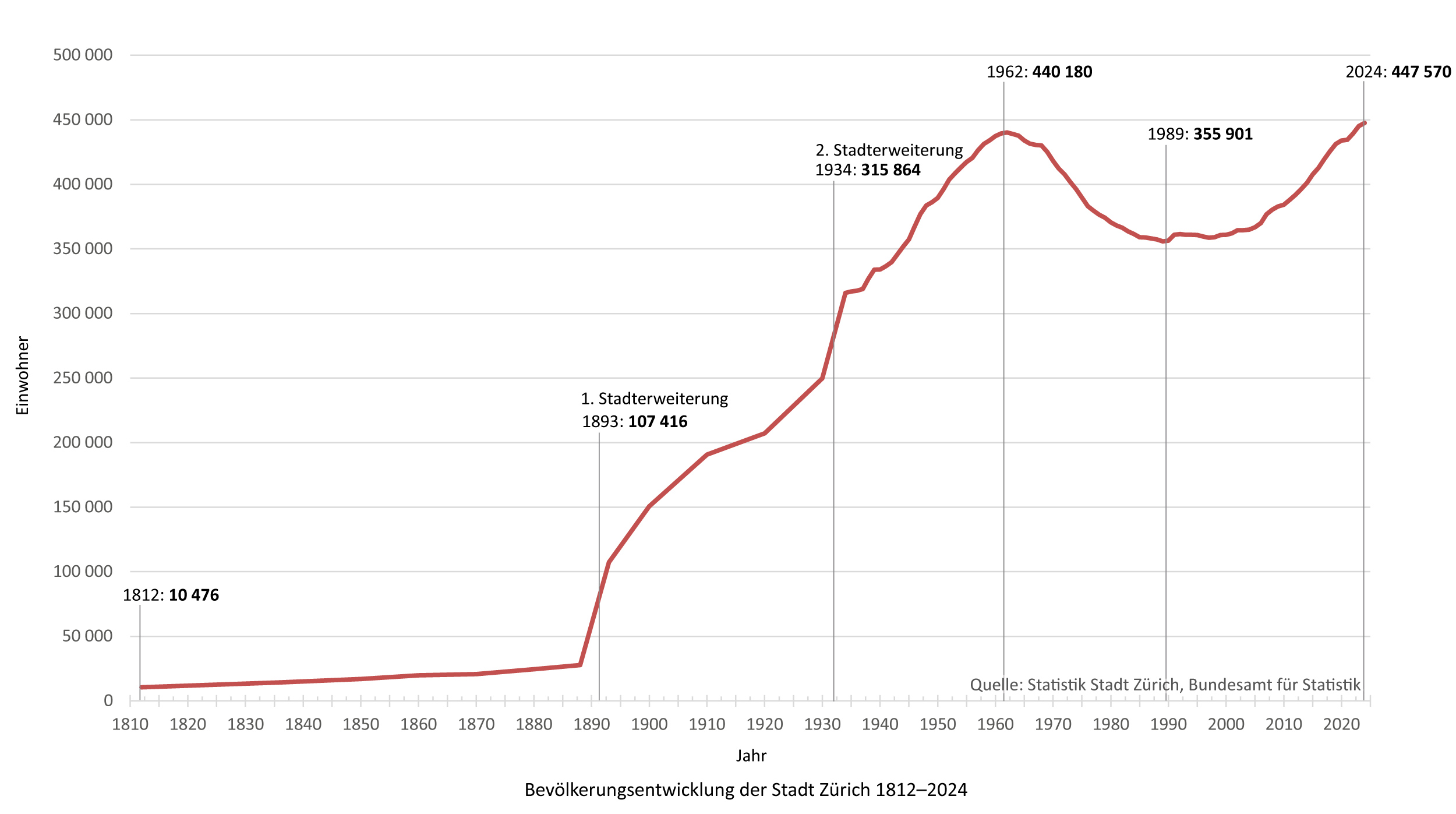
Bevölkerungsentwicklung der Stadt Zürich seit 1836

Per 31. Dezember 2023 lebten in der Stadt Zürich 433'989 Personen. Der höchste Endjahresbestand wurde 1962 mit 440'180 Personen erreicht.
Statistisch gesehen betrug die Einwohnerdichte per Ende 2020 4723 Personen pro Quadratkilometer. 33,8 Prozent der in Zürich gemeldeten Einwohner waren zu diesem Zeitpunkt Ausländer ohne Schweizer Bürgerrecht. Im November 2016 stammte die Bevölkerung Zürichs aus 170 Nationen.
| Herkunft               | Anzahl  | Anteil |
| ---------------------- | ------- | ------ |
| Schweiz                | 295'333 | 67,9 % |
| Deutschland            | 32'472  | 7,5 %  |
| Italien                | 15'568  | 3,6 %  |
| Portugal               | 7'232   | 1,7 %  |
| Spanien                | 6'655   | 1,5 %  |
| Frankreich             | 5'111   | 1,2 %  |
| Österreich             | 4'934   | 1,1 %  |
| Vereinigtes Königreich | 3'842   | 0,9 %  |
| Eritrea                | 3'171   | 0,7 %  |
| Türkei                 | 3'021   | 0,7 %  |
| Griechenland           | 3'010   | 0,7 %  |

In Zürich leben viele zugezogene Personen aus anderen Kantonen (gemeldet: 41 % der Stadtbevölkerung, 60 % der Schweizer).
Aufgrund lokal und regional unterschiedlicher Steuersätze wird zum Teil versucht, die Anmeldung auf das Stadtgebiet zu umgehen.
In der Agglomeration Zürich leben gegenwärtig 1,19 Millionen Personen – laut Eurostat von 2012 sind es 1'392'396; in der Metropolregion Zürich (einschliesslich Winterthur, Baden, Brugg, Schaffhausen, Frauenfeld, Uster/Wetzikon, Rapperswil-Jona und Zug) sind es rund 1,83 Millionen.

### Sprachen
Die offizielle Amts- und Verkehrssprache ist die schweizerische Variante der standardisierten deutschen Sprache, welche auch als Hochdeutsch (wie in Deutschland auch) oder als Schriftdeutsch (weil sie mehrheitlich nur im Schriftverkehr gebraucht wird) bezeichnet wird. Diese wird in den Zeitungen und Zeitschriften, in der Literatur, in Webseiten und im Prinzip in jeglichem Schriftverkehr angewendet. Im Weiteren wird Schweizer Hochdeutsch an Universitäten, Schulen, Theater, in Nachrichtensendungen, Diskussionssendungen und ähnlichen Sendungen im Radio und im Fernsehen (Lokalsender ausgenommen) und grösstenteils bei offiziellen Veranstaltungen behördlicher Institutionen (z. B. Parlamentsdebatten, Gerichte) auch in gesprochener Form verwendet.
Im alltäglichen Umgang wird überwiegend die lokale schweizerdeutsche Variante, nämlich Zürichdeutsch, oder einer der anderen Schweizer Dialekte gesprochen. Diese diglossische Sprachsituation ist für die ganze Deutschschweiz typisch.
Gemäss der Volkszählung 2010 (Mehrfachnennungen waren möglich) sprechen 69,3 % der Stadtzürcher zu Hause Schweizerdeutsch, 22,7 % sprechen Hochdeutsch (welche Variante, wird nicht deutlich gemacht). Erheblich verstärkt hat sich seit der vorletzten Volkszählung im Jahr 2000 die Benutzung des Englischen im privaten Bereich zu Hause: 8,8 %. Italienisch folgt mit 7,1 %, Französisch mit 4,5 %, Bosnisch/Kroatisch/Serbisch 4,1 %, Spanisch 3,9 %, Portugiesisch 3,1 % und Albanisch mit 2,3 %. 20 % der Einwohner Zürichs sprechen zwei oder mehr Sprachen zu Hause.

### Religionen, Konfessionen

#### Religionszugehörigkeit
Seit 1970 nimmt die Zahl der Konfessionslosen stark zu, bei der Stichprobenerhebung von 2020 gaben 42,8 % der Befragten ab 15 Jahren an, keiner Religion zugehörig zu sein und bei der Stichprobenerhebung von 2023 gaben 47,4 % dies an.
| Religion                          | 2018    | 2019    | 2020    | 2023    |
| --------------------------------- | ------- | ------- | ------- | ------- |
| römisch-katholische Kirche        | 26,5 %  | 24,4 %  | 24,3 %  | 21,5 %  |
| evangelisch-reformierte Kirche    | 19,1 %  | 19,5 %  | 17,5 %  | 16,1 %  |
| andere christliche Kirchen        | 5,4 %   | 6,0 %   | 5,9 %   | 5,8 %   |
| islamische Glaubensgemeinschaften | 5,5 %   | 5,4 %   | 5,7 %   | 5,6 %   |
| jüdische Glaubensgemeinschaften   | 1,1 %   | 1,2 %   | 0,9 %   | 1,1 %   |
| andere Religionsgemeinschaften    | 2,1 %   | 2,2 %   | 1,8 %   | 1,9 %   |
| ohne Religionszugehörigkeit (b)   | 38,9 %  | 40,6 %  | 42,8 %  | 47,4 %  |
| keine Angabe                      | 1,4 %   | 0,7 %   | 1,1 %   | 0,6 %   |
| Bevölkerung ab 15 Jahren (c)      | 100,0 % | 100,0 % | 100,0 % | 100,0 % |

2019 waren von der gesamten Wohnbevölkerung Zürichs 105'066 Einwohner (25,1 %) Mitglied der römisch-katholischen Kirche, 80’698 Einwohner (19,3 %) waren Mitglied der evangelisch-reformierten Kirche, 2’015 (0,5 %) Mitglied übriger anerkannter Religionsgemeinschaften, und 231'233 Einwohner (55,2 %) gehörten einer anderen Konfession/Religion an oder waren konfessionslos. Genaue Mitgliederzahlen zu anderen Religionsgemeinschaften (neben den Landeskirchen) liegen für die gesamte Wohnbevölkerung seit der Volkszählung 2000 keine mehr vor. Jedoch führt das Bundesamt für Statistik (BFS) Stichprobenerhebungen durch, bei welchen jeweils auch andere Religionsgemeinschaften in der Stadt Zürich erfasst werden.
Zudem zeigten sich deutliche Zusammenhänge zwischen Nationalität und Religionszugehörigkeit unter den fünfhäufigsten Nationalitäten in Zürich: Während 2016 unter Schweizern ab 15 Jahren die Evangelisch-Reformierten mit 31 % die grösste Konfessionsgruppe bildeten, waren es unter den deutschen Staatsangehörigen (zweithäufigste Nationalität) ab 15 Jahren die Konfessionslosen mit einem Anteil von 45 % (gegenüber 29 % Konfessionslosen unter den Schweizern). Die folgenden Nationalitäten (dritt- bis fünfhäufigste Nationalität) waren alle mehrheitlich römisch-katholisch: Italiener (75 %), Portugiesen (84 %) und Spanier (62 %).

#### Christentum

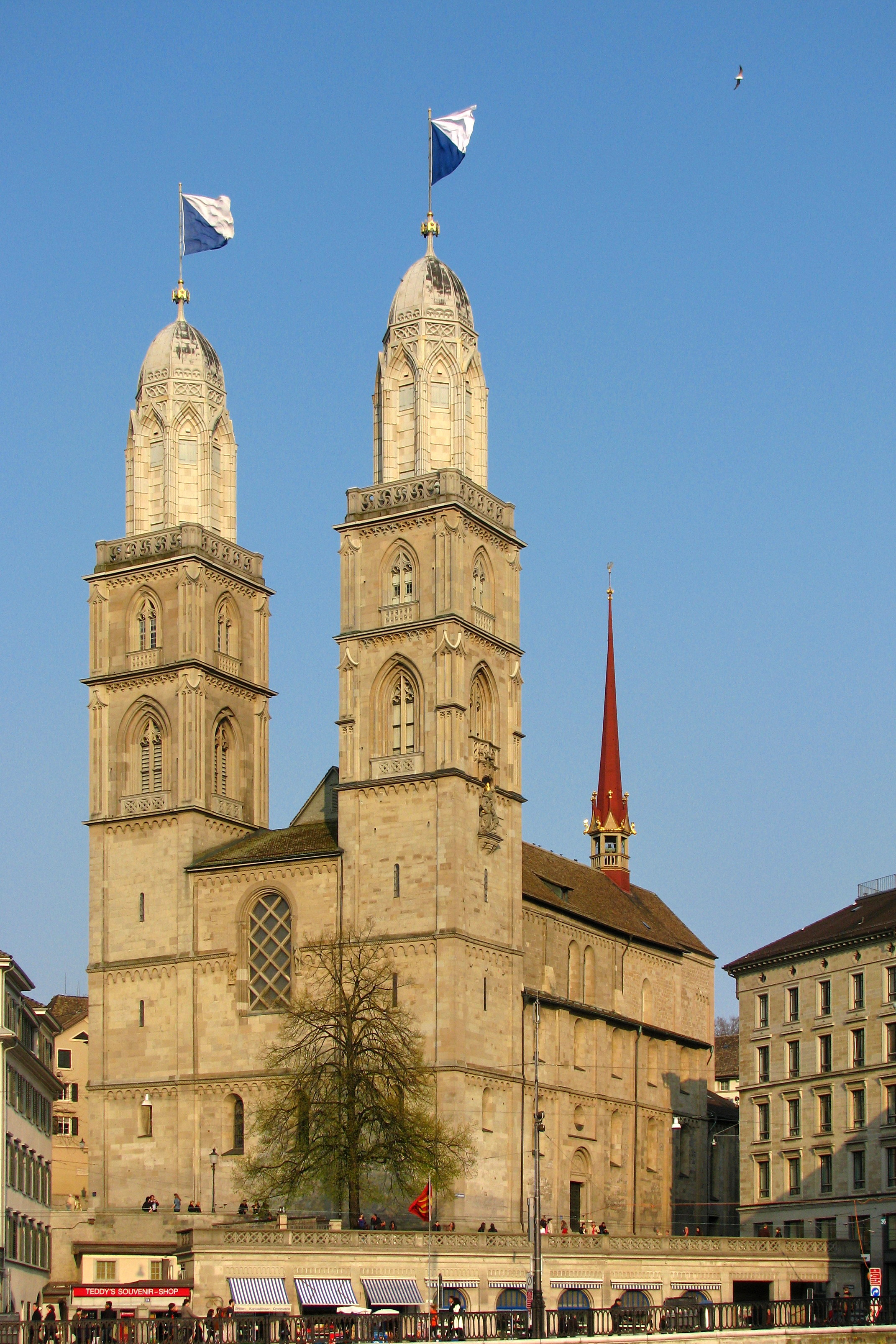
Grossmünster

Die reformierte Konfession und das Täufertum sind 1519 und 1525 beide in Zürich entstanden. Seit der offiziellen Einführung der Reformation unter Huldrych Zwingli im Jahr 1523 galt Zürich als ein Zentrum und Hochburg des Protestantismus in der Schweiz. 2014 wurde Zürich deshalb der Ehrentitel «Reformationsstadt Europas» durch die Gemeinschaft Evangelischer Kirchen in Europa verliehen. Im Verlauf des 20. Jahrhunderts jedoch ging der Anteil der Reformierten aufgrund der fortschreitenden Säkularisierung und vermehrter Einwanderung von Personen verschiedener Religionen stetig zurück. Im Jahr 1970 waren noch ca. 53 % der Einwohner protestantisch, 40 % katholisch. Seither verlieren beide etablierten Kirchen der Schweiz, die evangelisch-reformierte Landeskirche des Kantons Zürich und die römisch-katholische Kirche, konstant Mitglieder, allerdings setzte der Rückgang bei den Katholiken dank der Zuwanderung aus Südeuropa erst etwa zwanzig Jahre später ein. Zürich ist eine der zehn Schweizer Orte, die vom Evangelischen Kirchenbund 2017 das Etikett «Reformationsstadt Europas» tragen.
Ende 2018 gehörten den beiden grössten religiösen Gruppen gemäss Gemeindeporträt Kanton Zürich 20 Prozent der reformierte Landeskirche und 26 Prozent der katholischen Konfession an. Ende 2000 waren 32,1 % reformiert und 33,3 % katholisch; am 31. Dezember 2014 gehörten 22,7 % der Bevölkerung zur evangelisch-reformierten Kirche und 29,0 % zur römisch-katholischen Kirche.
Die evangelisch-reformierte Kirche betreibt in Zürich 46 Kirchen (darunter eine Kirche für die italienisch- und eine für die französischsprachigen Reformierten), die römisch-katholische Kirche 25 und die christkatholische Kirche 2. Auf Anfang 2019 schlossen sich 31 der 33 reformierten Kirchgemeinden auf Stadtgebiet und eine im Limmattal (Oberengstringen) zur neu gebildeten Kirchgemeinde Zürich zusammen. Des Weiteren gibt es eine Evangelisch-Lutherischen Gemeinde. Katholische Kirchgemeinden gibt es auf Stadtgebiet 23, daneben eine christkatholische Gemeinde.
Das orthodoxe Christentum ist in Zürich vertreten durch die griechisch-orthodoxe Kirche Agios Dimitrios sowie die serbisch-orthodoxe Kirchgemeinde der Heiligen Dreifaltigkeit, die rumänisch-orthodoxe Kirchgemeinde des Heiligen Nikolaus und die Orthodoxe Kirche Rumänischer Sprache, die russisch-orthodoxe Kirche der Auferstehung (Собор Воскресения Христова) mit der Kirchgemeinde des Heiligen Pokrov-Mariaschutz, die armenisch-apostolische Kirchgemeinde Sourp Sarkis, die eritreisch-orthodoxe Kirchgemeinde Medhanialem, die äthiopisch-orthodoxe Kirchgemeinde Debre Gennet Qiddist Maryam, die koptisch-orthodoxe Kirche der Heiligen Markus und Mauritius, die syrisch-orthodoxe Kirche von Antiochien und die Gemeinde Saint Mary der malankara-syrisch-orthodoxen Thomaschristen. Mit Rom uniert sind zudem die eritreisch-katholische, syro-malabarische und syro-malankarische Kirche.
Zur lokalen Sektion der Evangelischen Allianz gehören (Stand 2020): Baptistengemeinde Zürich 7, C3 Zürich, Chrischona Zürich, Christliches Zentrum Buchegg, Diakonie Bethanien, Equippers Friedenskirche Zürich, Ev.-ref. Kirchgemeinde Zürich-Hirzenbach, Evangelische Gemeinde Albisrieden, Evangelische Täufergemeinde Zürich, Freie Evangelische Gemeinde Zürich, Freie Evangelische Gemeinde Zürich-Helvetiaplatz, Freie Missionsgemeinde Zürich, Gemeinden St. Anna und Lukas, Heilsarmee Zürich-Nord, Heilsarmee Zürich-Zentral, International Protestant Church Zürich IPC, New Testament Church of God International, Quartierchile Züri 3,
Verein Inklusiv, Chrischtehüsli, Vineyard Zürich, Weltweite Kirche Gottes Zürich und Zoe Gospel Center.
Neben der Evangelischen Allianz bestehen andere Freikirchen wie etwa Action Biblique (die zur Vereinigung der AB Gemeinden der Schweiz gehört), Christliche Gemeinde Zürich, Bibelchristliche Gemeinde, Herrnhuter Sozietät, Gemeinde Christi, Christliche Versammlung, Gemeinde für Christus (früher Evangelischer Brüderverein genannt), Gemeinde Gottes, sowie die Vereinigung Apostolischer Christen.
Ferner sind in Zürich u. a. auch die Kirche Jesu Christi der Heiligen der Letzten Tage (Mormonen), die Freikirche der Siebenten-Tags-Adventisten, die Neuapostolische Kirche mit mehreren Gemeinden und ihrem internationalen Hauptsitz und die Zeugen Jehovas vertreten. Nebst den bereits genannten religiösen Strömungen gibt es in Zürich auch eine Vielzahl von anderen und kleineren Glaubensgemeinschaften.

#### Islam
Ein starkes Wachstum in der Stadt verzeichnete die islamische Gemeinde: Die Anzahl Muslime stieg von 1990 bis 2000 in der Gesamtbevölkerung auf mehr als das Doppelte von rund 9'000 auf 20'000 Personen (5,7 %) an. Im Jahr 2010 machte der Anteil der Muslime unter der Bevölkerung ab 15 Jahren etwa 5 % aus. Die islamische Bevölkerung Zürichs hat ihre Wurzeln grossteils in Bosnien und dem Kosovo.
Die erste Moschee der Schweiz wurde im Quartier Riesbach an der Forchstrasse erbaut. Es handelt sich um die Mahmud-Moschee aus den Jahren 1962 bis 1963, die von der Ahmadiyya-Gemeinschaft betrieben wird. Andere muslimische Zentren sind in der ganzen Stadt verteilt.

#### Judentum

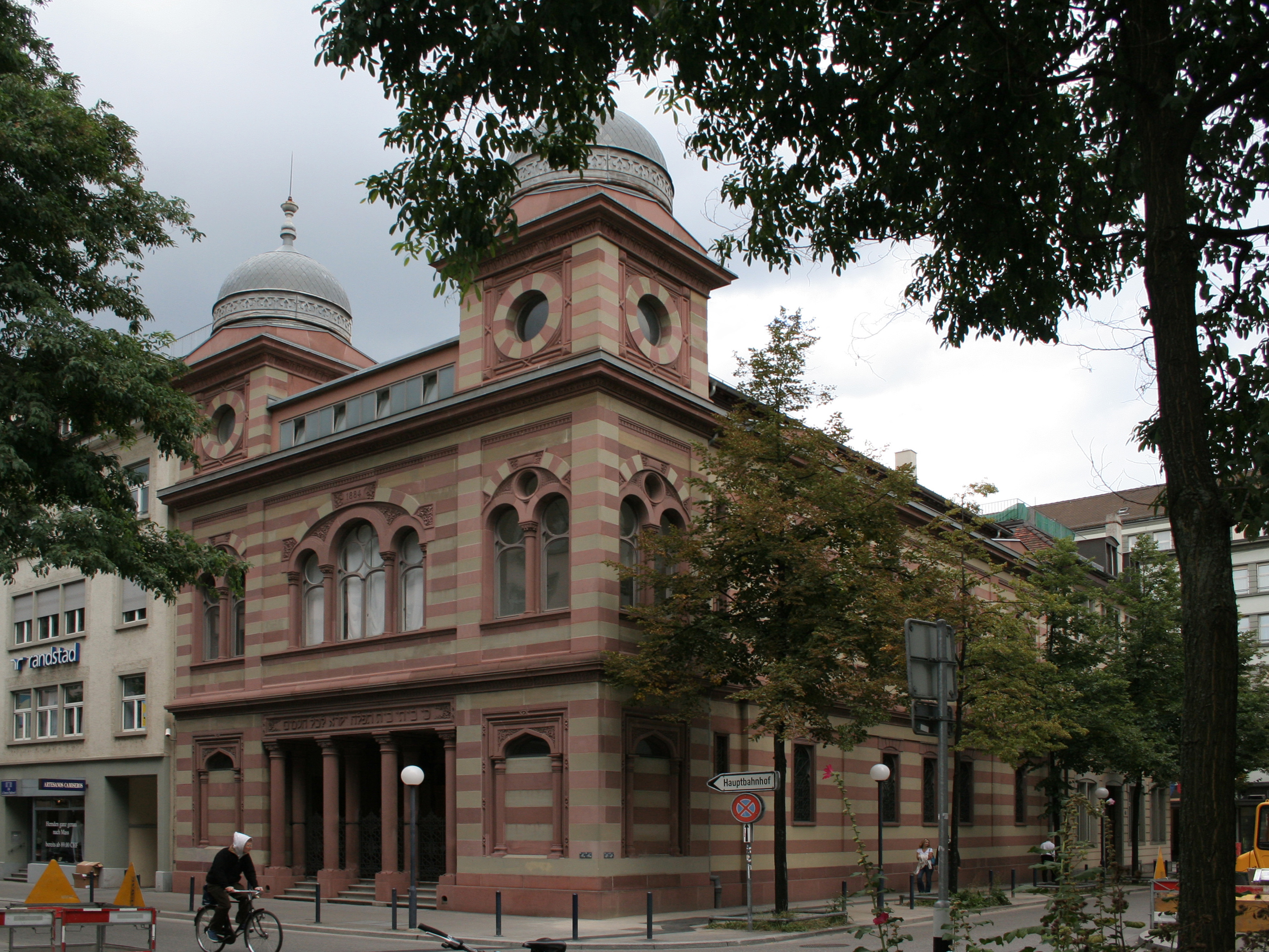
Die Synagoge der Israelitischen Cultusgemeinde Zürich

Das Judentum ist in Zürich stärker als in anderen Schweizer Städten vertreten. Um die 5000 Juden leben in den Kreisen 2 und 3, weitere 1000 auf dem restlichen Stadtgebiet. Grössere Gemeinden sind die sich als Einheitsgemeinde verstehende Israelitische Cultusgemeinde Zürich, die Jüdische liberale Gemeinde Or Chadasch – diese beiden wurden auf eigenes Begehren vom Kanton Zürich 2007 öffentlich-rechtlich anerkannt –, die orthodoxe Israelitische Religionsgesellschaft Zürich und die ostjüdisch-orthodoxe Agudas Achim.
Die Bevölkerung der jüdischen Glaubensgemeinde hält sich seit 1970 mehr oder weniger konstant bei etwa einem Prozent.
Bekannte jüdische Persönlichkeiten Zürichs sind etwa der Nationalrat David Farbstein (1868–1953), die Schriftsteller Kurt Guggenheim (1896–1983) und Charles Lewinsky (* 1946) sowie der Medienunternehmer Roger Schawinski (* 1945).

#### Hinduismus
Für die Hindus bietet der Hare-Krishna-Tempel einen überregionalen Treffpunkt.

#### Buddhismus
Im Quartier Riesbach befindet sich das Buddhistische Zentrum Zürich, das in der Tradition der Karma-Kagyü-Linie steht, einer der vier grossen buddhistischen Schulen in Tibet.

#### Konfessionslose
Im Jahr 1970 gaben 2 % der Stadtbevölkerung an, keiner Konfession anzugehören. Dieser Prozentsatz erhöhte sich im Jahre 2000 auf 17 %. In der Bevölkerung ab 15 Jahren entfielen 2016 auf die Konfessionslosen 34 Prozent, 2019 waren 40,6 Prozent ohne Religionszugehörigkeit.

### Soziales
Im Jahr 2019 haben 9.365 Frauen und 10.827 Männer vorübergehend oder dauerhaft Sozialhilfegelder zur Existenzsicherung erhalten. Sofern diese Zahlen in Beziehung zur Anzahl Frauen beziehungsweise zur Anzahl Männer in der zivilrechtlichen Bevölkerung gesetzt werden, ergibt sich die sogenannte «kumulative Sozialhilfequote». Diese ist zwischen 2018 und 2019 bei den Frauen um 0,5 Prozent und bei den Männern um 0,6 Prozent gesunken. Insgesamt liegt die kumulative Sozialhilfequote 2019 in der Stadt Zürich bei 4,9 Prozent.

## Politik

### Legislative – Gemeinderat
- AL: 8
- Grüne: 18
- SP: 37
- EVP: 3
- GLP: 17
- Die Mitte: 6
- FDP: 22
- SVP: 14

Gesetzgebendes Organ (Legislative) der Stadt Zürich ist der Gemeinderat mit 125 Mitgliedern. Er tagt jeden Mittwochabend im Zürcher Rathaus. Bis 1934 hiess der Gemeinderat Grosser Stadtrat. Die Parlamentarier werden seit 2006 nach dem Proporzverfahren nach der «doppeltproportionalen Divisormethode mit Standardrundung» («Doppelter Pukelsheim») gewählt. Mit diesem Wahlverfahren sollen Verzerrungen in den kleinen Wahlkreisen und eine Bevorzugung der grossen Parteien verhindert werden. Eine Partei muss dabei in mindestens einem Wahlkreis fünf Prozent der Stimmen erhalten, um bei der Verteilung der Sitze berücksichtigt zu werden. Die Fünf-Prozent-Hürde war in dem System ursprünglich nicht vorgesehen. Sie soll eine zu starke Zersplitterung der Parteienlandschaft verhindern.
Das Stadtgebiet ist in neun Wahlkreise aufgeteilt. Die Zahl der Personen, die in einem Wahlkreis wohnhaft sind, wird durch einen Zuteilungs-Divisor geteilt und zur nächstgelegenen ganzen Zahl gerundet. Das Ergebnis bezeichnet die Zahl der Sitze, die im betreffenden Wahlkreis zu vergeben sind. Der Zuteilungs-Divisor wird so festgelegt, dass 125 Sitze vergeben werden.
Amtsältester Gemeinderat war lange Zeit Niklaus Scherr von der Alternativen Liste, der dem Stadtparlament von 1978 bis 2017 angehört hat.
Die Wahlergebnisse der Gemeinderatswahlen seit 1895 finden sich im Artikel Ergebnisse der Kommunalwahlen in Zürich.
| Partei                                | 2022 | 2018 | 2014 | 2010 | (2009) | 2006 | 2002 | 1998 | 1994 |
| ------------------------------------- | ---- | ---- | ---- | ---- | ------ | ---- | ---- | ---- | ---- |
| Sozialdemokratische Partei (SP)       | 37   | 43   | 39   | 39   | 45     | 44   | 49   | 49   | 43   |
| Freisinnig-Demokratische Partei (FDP) | 22   | 21   | 21   | 18   | 19     | 19   | 20   | 26   | 28   |
| Grüne Partei der Schweiz (GPS)        | 18   | 16   | 14   | 14   | 14     | 14   | 10   | 7    | 5    |
| Grünliberale Partei (glp)             | 17   | 14   | 13   | 12   | 0      | 0    | 0    | 0    | 0    |
| Schweizerische Volkspartei (SVP)      | 14   | 17   | 23   | 24   | 22     | 24   | 31   | 26   | 19   |
| Alternative Liste (AL)                | 8    | 10   | 9    | 5    | 3      | 5    | 3    | 2    | 2    |
| Evangelische Volkspartei (EVP)        | 3    | 4    | 0    | 4    | 6      | 6    | 2    | 1    | 2    |
| Die Mitte (Die Mitte)                 | 6    | 0    | 6    | 7    | 10     | 10   | 9    | 8    | 10   |
| Schweizer Demokraten (SD)             | 0    | 0    | 0    | 2    | 3      | 3    | 0    | 1    | 4    |
| Partei für Zürich (PFZ)               | 0    | 0    | 0    | 0    | 2      | 0    | 0    | 0    | 0    |
| Übrige                                | 0    | 0    | 0    | 0    | 1      | 0    | 1    | 1    | 0    |
| Landesring der Unabhängigen (LdU)     | 0    | 0    | 0    | 0    | 0      | 0    | 0    | 4    | 7    |

### Exekutive – Stadtrat
Der Stadtrat als Kollegialbehörde mit neun Mitgliedern ist vollziehendes Organ (Exekutive) der Stadt Zürich. Seine Hauptaufgabe ist die Leitung der Stadtverwaltung. Die stimmberechtigten Zürcherinnen und Zürcher wählen den Stadtrat alle vier Jahre nach dem Majorzwahlverfahren. Seit dem 1. Mai 2009 ist die Sozialdemokratin Corine Mauch Stadtpräsidentin. Sie ist die erste Frau in diesem Amt. Die von der Stadtschreiberin geleitete Stadtkanzlei unterstützt den Stadtrat in administrativen Belangen. In rechtlichen Fragen wird der Stadtrat vom Rechtskonsulenten beraten.
| Name                                  | Departement (Abkürzung)                      | seit                           | Partei |
| ------------------------------------- | -------------------------------------------- | ------------------------------ | ------ |
| Corine Mauch, Stadtpräsidentin        | Präsidialdepartement (PRD)                   | 2009                           | SP     |
| Daniel Leupi, I. Vizepräsident        | Finanzdepartement (FD)                       | 2013 (2010–2013 Vorsteher SID) | GPS    |
| Karin Rykart                          | Sicherheitsdepartement (SID)                 | 2018                           | GPS    |
| Andreas Hauri                         | Gesundheits- und Umweltdepartement (GUD)     | 2018                           | GLP    |
| Simone Brander                        | Tiefbau- und Entsorgungsdepartement (TED)    | 2022                           | SP     |
| André Odermatt                        | Hochbaudepartement (HBD)                     | 2010                           | SP     |
| Michael Baumer                        | Departement der Industriellen Betriebe (DIB) | 2018                           | FDP    |
| Filippo Leutenegger II. Vizepräsident | Schul- und Sportdepartement (SSD)            | 2018 (2014–2018 Vorsteher TED) | FDP    |
| Raphael Golta                         | Sozialdepartement (SD)                       | 2014                           | SP     |

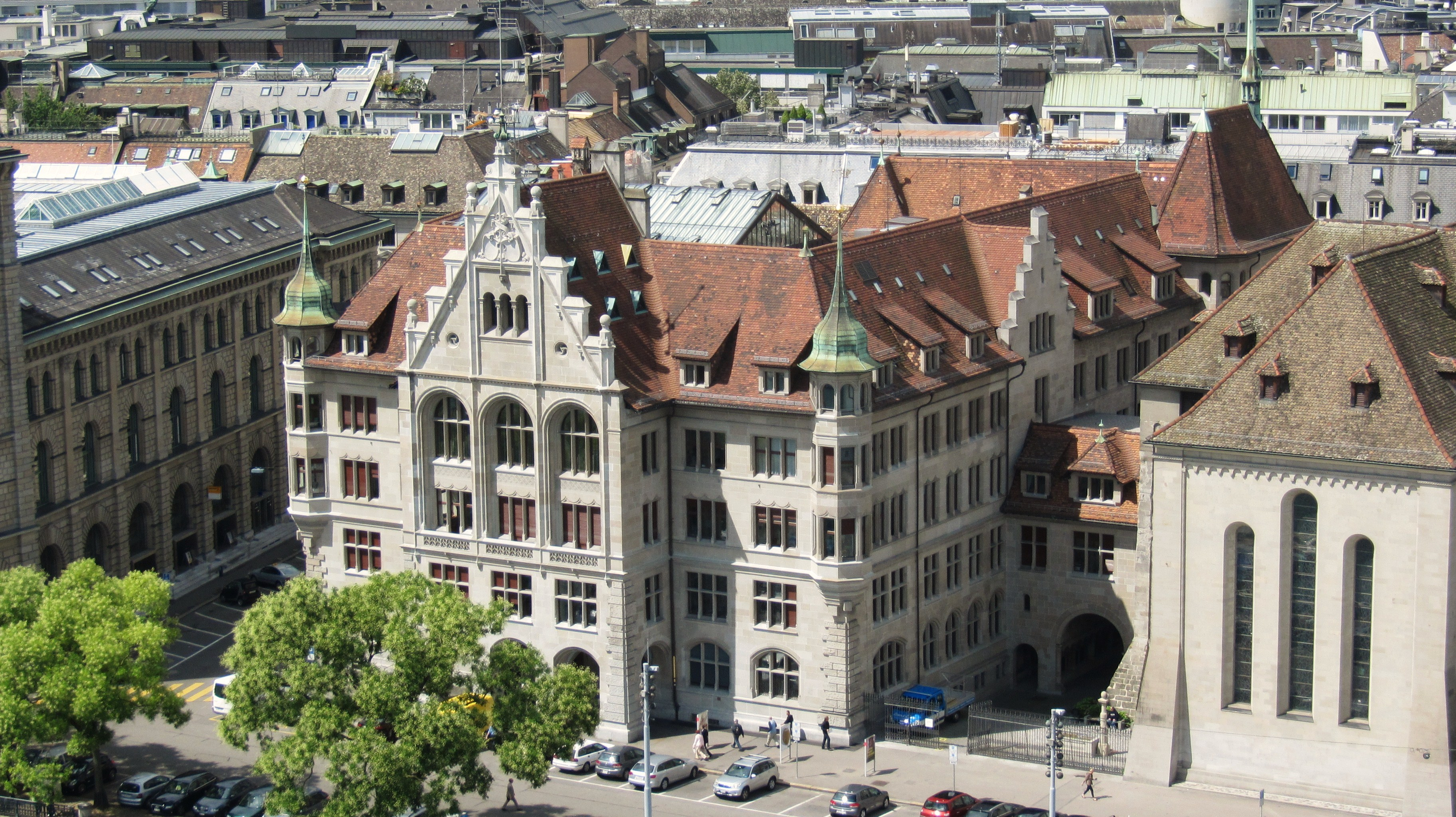
Stadthaus von Zürich

Die Stadtverwaltung ist in neun Departemente geordnet, denen jeweils ein Mitglied des Stadtrates vorsteht:
- Das Präsidialdepartement mit etwa 500 Angestellten umfasst die Bereiche Kultur, Museen, Bevölkerung, Stadtentwicklung, Gleichstellung, Archiv und Statistik. Administrativ sind dem Präsidialdepartement die Stadtammann-, Betreibungs- und Friedensrichterämter[94] zugeordnet. Sitz des Präsidialdepartements und der Stadtpräsidentin ist das Stadthaus.[95]
- Das Finanzdepartement beinhaltet die Finanzverwaltung, das Steuerwesen, Human Resources Management, Organisation und Informatik sowie Liegenschaften Stadt Zürich (LSZ).[96]
- Das Sicherheitsdepartement, dessen Hauptsitz sich im Amtshaus I am Bahnhofquai befindet, umfasst Stadtpolizei, Stadtrichteramt, Dienstabteilung Verkehr sowie die Dienstabteilung Schutz & Rettung (SRZ), die aus Sanität, Feuerwehr, Feuerpolizei und Zivilschutz besteht.[97] Vor dem 1. Oktober 2016 hiess es Polizeidepartement, der Name wurde jedoch als Folge der Stadtzürcher Volksabstimmung vom 22. November 2015 angepasst.[98][99]
- Das Tiefbau- und Entsorgungsdepartement (TED) u. a. im Amtshaus V am Werdmühleplatz mit ca. 1600 Angestellten umfasst die Ämter Tiefbauamt, Geomatik + Vermessung (GeoZ), Grün Stadt Zürich, Entsorgung + Recycling (ERZ).[100]
- Das Hochbaudepartement beinhaltet das Amt für Städtebau mit dem baugeschichtlichen Archiv, der Denkmalpflege und der Stadtarchäologie, das Amt für Baubewilligungen mit den Kreisarchitekten und das Amt für Hochbauten. Zusätzlich bewirtschaftet es die städtischen Immobilien.[101]
- Das Gesundheits- und Umweltdepartement umfasst alle städtischen Ämter und Dienste des Gesundheitswesens und der Alterspflege sowie den Bereich Umweltschutz und bis Mitte 2010 die Stadtküche. Am 13. Juni 2010 bewilligte das Stadtzürcher Stimmvolk den Verkauf der Stadtküche an die Catering-Firma DSR.[102]
- Das Departement der Industriellen Betriebe mit etwa 4000 Angestellten umfasst die Wasserversorgung (WVZ), das Elektrizitätswerk (EWZ), die städtischen Verkehrsbetriebe (VBZ), sowie die Verwaltung der rechtlich selbständigen Gasversorgung.[103]
- Das Schul- und Sportdepartement befasst sich mit der Volksschule sowie den Sportanlagen und -anlässen in Zürich.[104] Ebenfalls zum Schul- und Sportdepartement gehören Musikschule und Konservatorium Zürich[105] sowie die Fachschule Viventa[106]
- Das Sozialdepartement u. a. im Verwaltungszentrum Werd umfasst die Sozialen Dienste, die Sozialen Einrichtungen und Betriebe sowie weitere Bereiche. Zu seinen Aufgaben gehört die Existenzsicherung, Beratung, Beschäftigung von Sozialhilfebeziehenden, Unterstützung von Flüchtlingen, Überlebenshilfe für Drogenabhängige und Obdachlose, Subventionierung der Kinderbetreuung sowie Soziokultur.[107]

### Projekt Zentralverwaltung

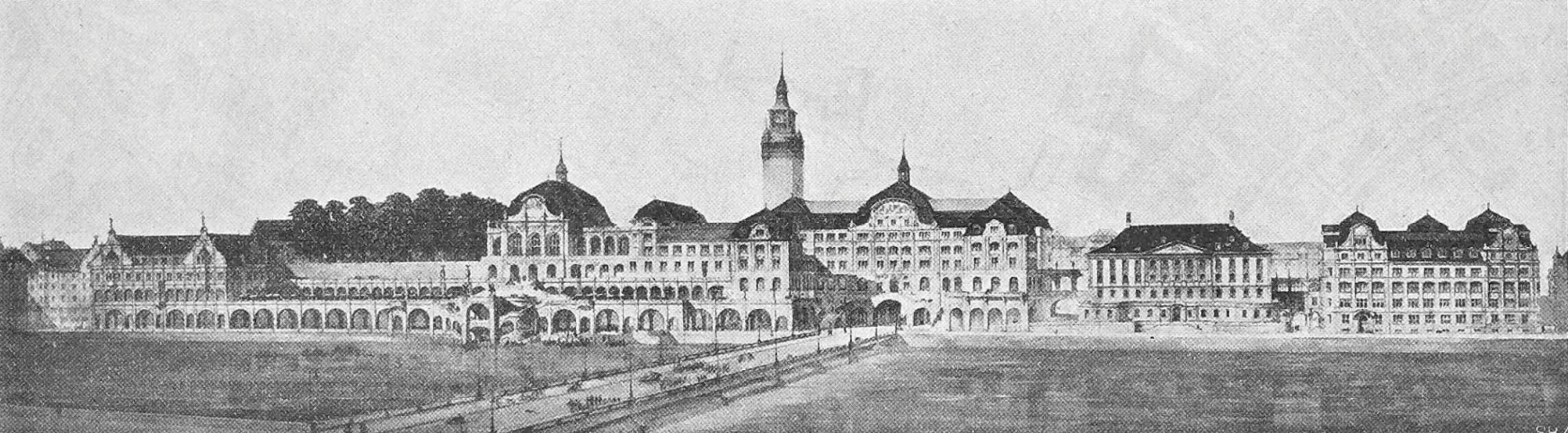
Projekt einer Zentralverwaltung von Gustav Gull

Die verschiedenen Ämter und Abteilungen der Stadtverwaltung sind über die ganze Stadt Zürich verstreut in den sogenannten Amtshäusern, obwohl die Stadt bereits 1894 beschlossen hatte, eine neue Zentralverwaltung zu bauen. Für das Verwaltungszentrum wurden zuerst verschiedene Standorte untersucht, wie das Areal des heutigen Sechseläutenplatzes oder des Bürkliplatzes. Im Jahre 1897 wurde das Areal des ehemaligen Klosters Oetenbach gewählt und durch die Stadt käuflich erworben. Ein Jahr später wurde als Notbehelf das Stadthaus gebaut. In den Jahren 1903 bis 1904 wurde das ehemalige Waisenhaus zum Amtshaus II umgebaut.
1905 stellte Gustav Gull ein Projekt vor, das die Zusammenfassung aller Amtsstellen in einer grossen, 400 Meter langen Überbauung entlang der Limmat vorsah, die neben den Gebäuden der Verwaltung auch eine Markthalle umfasst hätte. Neben dem bereits erworbenen Land wären auch der Nord- und Osthang des Lindenhofs und die Schipfe überbaut worden. Die Uraniastrasse, damals noch als Stadthausstrasse bezeichnet, wäre mit einer Durchfahrtshalle durch das Hauptgebäude der Stadtverwaltung hindurchgeführt worden. Die Umsetzung des Projektes war in Etappen vorgesehen. Von 1917 bis 1919 wurden die Amtshäuser III und IV gebaut. Nach 1918 wurde das Grossprojekt aus finanziellen Gründen aufgegeben. Lediglich das Amtshaus V wurde 1935 noch gebaut, sodass sie zusammen mit dem Stadthaus den wachsenden Raumbedürfnissen der Stadtverwaltung nicht mehr genügten.
Seit einigen Jahren ist die Stadtverwaltung bemüht, die Amtsstellen wieder zu konzentrieren. Zu diesem Zweck hat die Stadtverwaltung 2001 das Hochhaus Werd erworben und bis 2005 zum Verwaltungszentrum Werd umgebaut.

### Nationale Wahlen
Bei den Nationalratswahlen 2023 betrugen die Wähleranteile in Zürich: SP 33,03 % (+7,40), Grüne 14,68 % (−5,71), SVP 14,27 % (+0,60), glp 13,58 % (−2,08), FDP 11,15 % (−0,68), Mitte 6,18 % (+1,76), FGA 2,29 % (−1,71), EVP 1,50 % (−0,19), PdA/Sol. 0,57 (−0,07), EDU 0,42 (+/−0,00) und SD 0,09 (−0,08).

### Kantonale Behörden
Als Kantonshauptstadt ist Zürich Sitz des Parlaments, der Regierung und Verwaltung des Kantons Zürich. Die kantonale Legislative – der Kantonsrat – tagt wie der Stadtzürcher Gemeinderat im Rathaus am Limmatquai. Die kantonale Verwaltung ist am Walcheplatz und am Neumühlequai domiziliert (Verwaltungsgebäude Walche – erbaut nach den Plänen der Architekten Gebrüder Pfister – und Caspar-Escher-Haus). Zusätzlich befindet sich ein Grossteil der kantonalen Judikative – das kantonale Obergericht und das Verwaltungsgericht – in der Stadt Zürich. Das Bezirksgericht des Bezirks Zürich, mit rund 400 Angestellten das grösste Gericht im Kanton Zürich, ist in verschiedenen Gebäuden an der Badenerstrasse untergebracht, mehrheitlich im sogenannten Bezirksgebäude.

### Partnerstädte
Die Stadt Zürich pflegt Städtepartnerschaften, seit 1982 mit Kunming in der Volksrepublik China und seit 2003 mit San Francisco in den Vereinigten Staaten. Ein reger Austausch bestand von 2010 bis 2017 zudem mit der ukrainischen Stadt Winnyzja.

## Wirtschaft

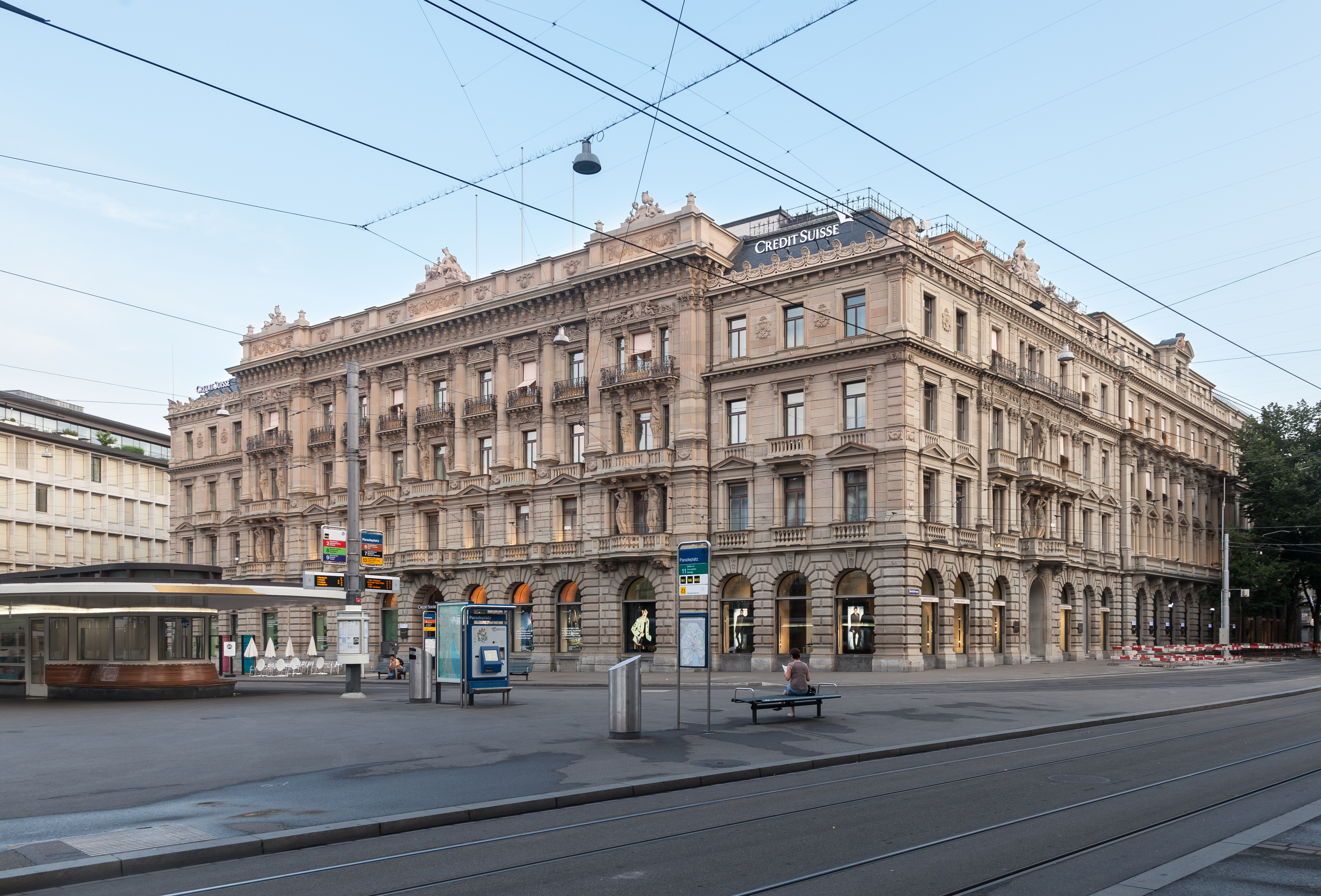
Bankenzentrum am Paradeplatz

Zürich gilt als das Wirtschaftszentrum der Schweiz. Der gesamte Wirtschaftsraum in und um Zürich wird auch als Greater Zurich Area bezeichnet. International zeichnet er sich insbesondere durch tiefe Steuersätze und eine hohe Lebensqualität aus, weshalb einige internationale Konzerne einen Sitz in Zürich haben. 2018 waren 5,4 % der Bevölkerung Millionäre (gerechnet in US-Dollar). Zürich ist damit, hinter Monaco und Genf, die Stadt mit der dritthöchsten Millionärsdichte weltweit. Aufgrund ihrer internationalen wirtschaftlichen Bedeutung wird die Stadt Zürich oft zu den Global- bzw. Weltstädten gezählt.
Die Wirtschaft ist sehr stark auf den Dienstleistungssektor ausgerichtet, in dem knapp 90 % der Zürcher Beschäftigten tätig sind. Im Industriesektor sind rund 10 % tätig und in der Landwirtschaft sind es heute weniger als 1 %. Bei einer erwerbstätigen Wohnbevölkerung von 200'110 (Stand: Volkszählung 2000) weist die Stadt 318'543 Arbeitsplätze vor. Die Mehrheit der Beschäftigten (56 %) waren Pendler aus anderen Gemeinden. Neben den rund 178'000 Zupendelnden gibt es rund 39'000 aus der Stadt Wegpendelnde.
Der wichtigste Wirtschaftszweig in Zürich ist der Finanzdienstleistungssektor, der am Paradeplatz sein Zentrum hat. Die beiden bis 2023 selbständigen Grossbanken UBS, die weltweit grösste Vermögensverwalterin, und Credit Suisse, die Schweizerische Nationalbank, die Zürcher Kantonalbank, die traditionsreiche Privatbank Julius Bär sowie etliche kleinere Bankinstitute haben ihren Sitz in der Stadt. Auch über 100 Auslandbanken sind in Zürich vertreten. Auf dem Bankenplatz Zürich sind rund 45'000 Personen beschäftigt, knapp die Hälfte aller Bankangestellten der Schweiz. Eine grosse Bedeutung hat das Privatkundengeschäft, da über 25 % der weltweit grenzüberschreitend angelegten Vermögenswerte in Zürich verwaltet werden (schweizweit sind es rund ein Drittel). Die schweizerische Post betrieb von 1920 bis 1996 in Zürich ein Rohrpostsystem, zu deren diskreten Kunden auch die Banken zählten. Auch die Börse SIX Swiss Exchange spielt international eine wesentliche Rolle und verstärkt die Bedeutung des Finanzplatzes Zürich. Sie gehört zu den technologisch führenden Börsen der Welt. Im Weiteren repräsentiert Zürich weltweit den drittgrössten Versicherungsmarkt. Swiss Re, eine der weltweit grössten Rückversicherungen, und Swiss Life, der grösste Lebensversicherungskonzern der Schweiz, haben ihre Hauptsitze in Zürich. Eine weitere Versicherungsgesellschaft von internationaler Bedeutung ist die Zurich Insurance Group. Der gesamte Finanzdienstleistungssektor generiert nahezu 50 % der Steuereinnahmen der Stadt Zürich.
Als zweitwichtigster Wirtschaftszweig folgen die unternehmensbezogenen Dienstleistungen wie Rechts- und Unternehmensberatung, Informatik oder Immobilienverwaltung. Zu erwähnen ist etwa das Unternehmen IBM Schweiz, das in Rüschlikon ein bedeutendes Forschungslabor betreibt. Seit 2004 betreibt zudem Google in Zürich das europäische Forschungszentrum. Auf dem ehemaligen Areal der Hürlimann AG wurde der zweitgrösste Standort des Unternehmens nach Mountain View eingerichtet.
Infolge des Strukturwandels hat die Bedeutung der produzierenden Industrie und der Bauwirtschaft abgenommen. Allerdings haben immer noch bedeutende Industriefirmen Niederlassungen in der Stadt Zürich, so zum Beispiel Siemens. Der Elektrotechnikkonzern ABB hat zudem seinen Hauptsitz in Zürich.
Aus den übrigen Wirtschaftszweigen sind insbesondere zu erwähnen: der grösste Schweizer Detailhandelskonzern Migros, der weltgrösste Schokoladenproduzent Barry Callebaut, die beiden grössten Automobilhändler AMAG-Gruppe und Emil Frey Gruppe, sowie der grösste Schweizer Reisekonzern Kuoni.
Nicht zuletzt dank der kulturellen Vielfalt in Zürich ist auch der Tourismus in den letzten Jahren ein bedeutender Wirtschaftsfaktor geworden. Jedes Jahr empfängt die Stadt Zürich rund neun Millionen Tagestouristen sowie zwei Millionen Übernachtungsgäste, von denen sich eine Mehrheit auch geschäftlich in Zürich aufhält.

## Infrastruktur und Lebensqualität

### Strom- und Wasserversorgung, Entsorgung
Für die Stromversorgung ist das Elektrizitätswerk der Stadt Zürich (EWZ) verantwortlich, das 14 eigene Kraftwerke besitzt. Die durchschnittliche jährliche Unterbrechungsdauer durch Stromausfall pro Verbraucher (SAIDI-Wert) betrug 2018 unter 10 Minuten und lag damit leicht unter dem Schweizer Durchschnitt.
Die Gewinnung, Aufbereitung und Verteilung von Trinkwasser stellt die Wasserversorgung Zürich (WVZ) sicher. Das Wasser stammt zu rund 70 % aus dem Zürichsee und zu je 15 % aus Grund- und Quellwasser. EWZ und WVZ sind kommunale Unternehmen und der Stadtverwaltung unterstellt. Das Abwasser wird im Klärwerk Werdhölzli gereinigt.
Mit rund 1200 Brunnen ist Zürich eine der brunnenreichsten Städte der Welt. Aus allen öffentlichen Brunnen fliesst Trinkwasser. Das Brunnenwasser stammt entweder aus dem normalen Leitungsnetz der Wasserversorgung oder – bei rund 400 Brunnen – aus dem speziellen Quellwassernetz.
Diese Notwasserversorgung beruht auf einem von der übrigen Wasserversorgung unabhängigen Netz, welches mit Quellwasser aus dem Sihl- und Lorzetal und von Stadtquellen gespeist wird. Neben den 80 Notwasserbrunnen aus Bronze, die 1973 vom Innenarchitekten Alf Aebersold entworfen wurden und in der ganzen Stadt verteilt sind, sind rund 320 weitere Brunnen an das separate Quellwassernetz angeschlossen.
Viele Jahrhunderte lang waren die öffentlichen Brunnen von zentraler Bedeutung für die Trinkwasserversorgung Zürichs. Heute dienen sie – wie der Venedigbrunnen – in erster Linie der Verschönerung der Stadt.
Entsorgung + Recycling Zürich entsorgt rund 300 Kilogramm Haushaltabfälle pro Einwohner und Jahr; wenn Bau- und Betriebsabfälle hinzugerechnet werden, beträgt die Menge 700 Kilogramm pro Einwohner und Jahr.

### Polizei, Rettungsdienste und Feuerwehr
Im Sicherheitsdepartement sind städtische Aufgabengebiete zusammengefasst, die mit Sicherheit zu tun haben; vor allem die Dienstabteilungen Stadtpolizei Zürich und Schutz und Rettung Zürich. Schutz und Rettung Zürich ist die grösste zivile Rettungsorganisation der Schweiz, in der seit 2000 fast alle Hilfsdienst- und Rettungsdienstorganisationen (z. B. Zürcher Sanität, Feuerwehr, Zivilschutz) zusammengefasst sind. Kantonale und Bundesaufgaben werden ebenfalls wahrgenommen. Wichtiges Standbein ist auch die Milizfeuerwehr.

### Friedhöfe
In Zürich gibt es 26 Friedhöfe, darunter landschaftsarchitektonisch bedeutende wie den historischen Friedhof Sihlfeld oder den modernen Friedhof Eichbühl. Berühmte Persönlichkeiten ruhen auf Zürichs Friedhöfen, u. a. Henry Dunant, James Joyce und Alfred Escher.

### Lebensqualität
Zürich galt bis zum Jahr 2008 siebenmal in Folge als Stadt mit der höchsten Lebensqualität weltweit. In der Studie «Worldwide Quality of Living Survey» («Studie zur weltweiten Lebensqualität») untersuchte die renommierte Beratungsfirma Mercer 215 Grossstädte anhand von 39 Kriterien, darunter Freizeit, Erholung, Sicherheit, Sauberkeit, politische und ökonomische Stabilität sowie medizinische Versorgung. Von 2009 bis 2023 rangierte Zürich an zweiter Stelle hinter Wien; 2024 stand Zürich wieder an erster Stelle. Zürich wird aber auch als eine der Städte mit den weltweit höchsten Lebenshaltungskosten gelistet.
In einer Studie der Globalization and World Cities Research Group an der britischen Universität Loughborough landete Zürich in der Kategorie der Beta-Weltstädte auf dem ersten Rang, zusammen mit San Francisco, Sydney und Toronto.
Zürich besitzt die Auszeichnung Energiestadt Gold für eine nachhaltige Energiepolitik. Die offiziellen Gebäude im Eigentum der Stadt Zürich werden in der Regel nach Minergie gebaut.
Um die Lebensqualität für Geringverdiener im Hinblick auf den Wohnungsmarkt zu verbessern, hat die Stadt Zürich die Stiftungen Wohnungen für kinderreiche Familien und Alterswohnungen der Stadt Zürich gegründet.

## Medien
Zürich ist die Medienmetropole der Schweiz, in der mehr als ein Drittel der Schweizer Journalisten arbeiten. Mit TX Group, Ringier, NZZ, und SRF sind vier der fünf grössten Schweizer Medienhäuser hier beheimatet. Zürich und die Umgebung sind zudem das wichtigste Zentrum des Landes für Online-, Privatfernseh- und Alternativmedien, sowie der Kreativwirtschaft insgesamt.

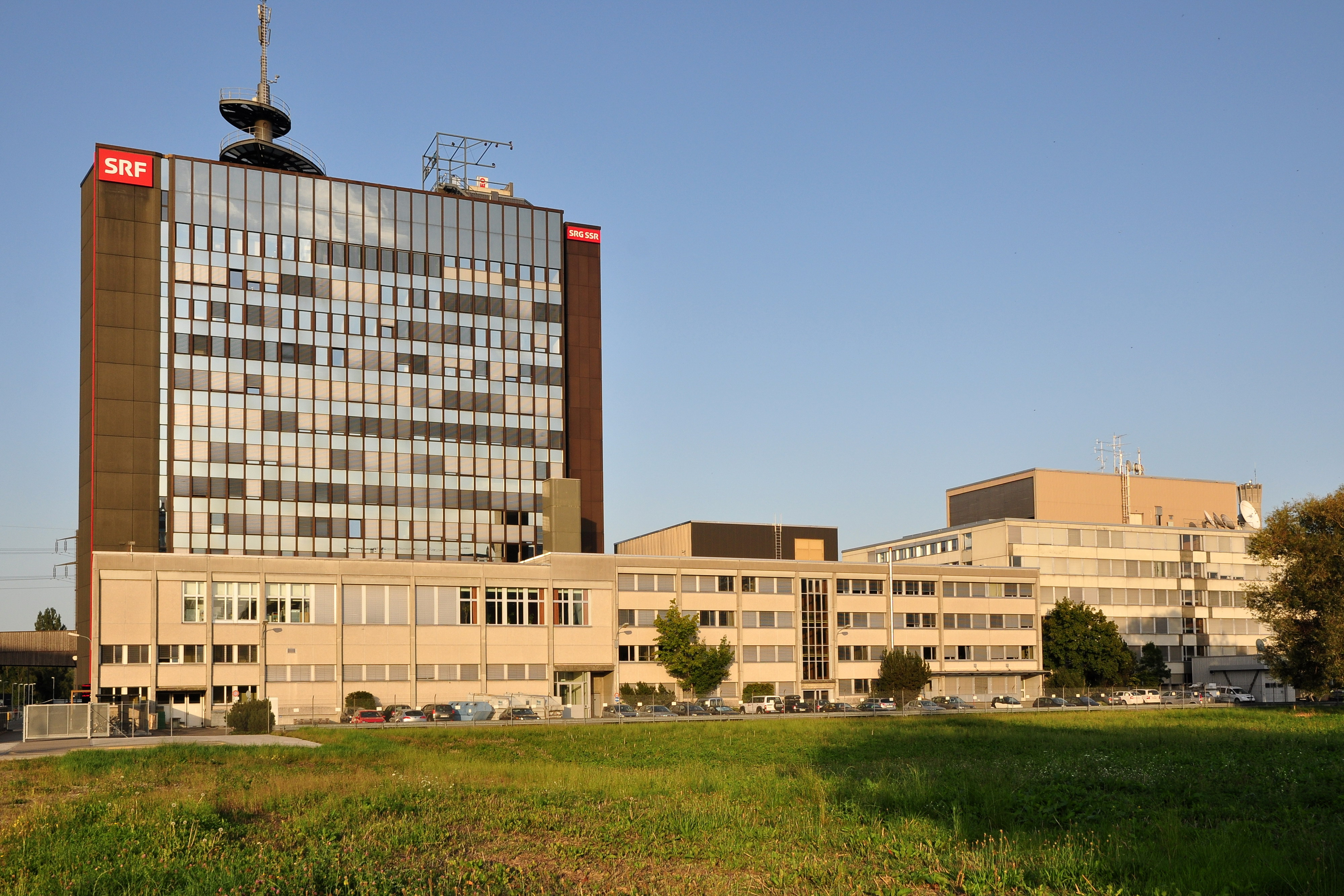
Blick auf den Sitz des Schweizer Fernsehens im Quartier Leutschenbach (Zürich Seebach)

### Fernsehen
Im Quartier Leutschenbach, nördlich des Bahnhofs Oerlikon, befinden sich sowohl die zahlreichen Sendestudios als auch die Verwaltung des öffentlich-rechtlichen Fernsehens Schweizer Radio und Fernsehen (SRF).
Das Regionalfernsehen TeleZüri sowie TV24 und TV25, das zwischenzeitlich als Tele24 die ganze Schweiz versorgte, hat seinen Sitz auf dem Steinfelsareal beim Escher-Wyss-Platz. In Schlieren werden die privaten TV-Sender Star TV sowie 3+, 4+ und 5+ produziert. Dazu gibt es einen Sender namens TeleZ aus Wallisellen.

### Radio
Ein Teil des öffentlich-rechtlichen Radio Schweizer Radio und Fernsehen befindet sich in Zürich. Seit August 2022 werden die Radioprogramme von Radio SRF 1, Radio SRF 3, Radio SRF Virus, Radio SRF Musikwelle sowie das Regionaljournal der Region Zürich/Schaffhausen auf dem SRF-Campus am Leutschenbach produziert. Davor befanden sich die Radiostudios in Unterstrass. Die Nachrichtensendungen werden hingegen aus Bern übertragen.
Verschiedene lokale Radiosender (Radio 24 an der Limmatstrasse, Energy Zürich im Seefeld, Radio 105 in Oerlikon, Radio LoRa und Radio 1) sind ebenfalls in der Stadt Zürich beheimatet. Daneben sorgen unter dem Jahr zahlreiche Eventradios (Radio queertunes (Mai/Juni), Radio Streetparade (Juli/August) und rundfunk.fm (August/September)) für Abwechslung im Äther.

### Zeitungen
Die Printmedien-Landschaft hat in den letzten 50 Jahren eine starke Konzentration erfahren. Heute erscheinen in Zürich drei grosse Tageszeitungen mit überregionaler Bedeutung:
Die international renommierte Neue Zürcher Zeitung (NZZ), der Tages-Anzeiger (TA) des tamedia-Verlags sowie die nationale Boulevardzeitung Blick des Verlags Ringier. Hinzu kommen deren Sonntagsausgaben: die NZZ am Sonntag, die SonntagsZeitung und der SonntagsBlick.
Nur werktags erscheint die morgendliche Gratiszeitung 20 Minuten.
Ebenfalls als Gratiszeitung wird das Tagblatt der Stadt Zürich – in seiner Funktion als städtisches Amtsblatt – mittwochs an die Haushalte geliefert. Hinzu kommen die kostenlos verteilten, wöchentlich erscheinenden Quartierzeitungen Höngger, Zürich 2, Zürich West, Züriberg und Zürich Nord sowie (als Beilage zum Tagblatt der Stadt Zürich) Die Vorstadt und Quartier-Echo.
Nicht mehr herausgegeben werden u. a. Die Tat, die dem Migros-Konzern nahestand, die Züri-Woche sowie die kurzlebigen Gratisblätter ZürichExpress (erschien 1999–2003), Metropol (2000–2002), heute (2006–2008) und .ch (2007–2009), NEWS (2007–2009).

### Zeitschriften
Aus den grossen Verlagshäusern in der Stadt entstammen zahlreiche weitere Publikationen. Zu den wichtigsten gehören die Wirtschaftszeitschrift Bilanz, das Nachrichtenmagazin Weltwoche, die Frauenzeitschrift Annabelle sowie die Publikumszeitschriften Schweizer Familie und Schweizer Illustrierte.

## Verkehr

### Motorisierter Individualverkehr
Die Stadt Zürich besitzt Anschlüsse an alle wichtigen Schweizer Autobahnen. Über die A1 gelangt man direkt nach Genf oder St. Gallen, mit der A3 hat man Anschluss nach Basel und Chur und die A4 verbindet Winterthur via Zürich mit Luzern.
Aufgrund der zahlreichen Anschlüsse sind in Zürich regelmässige Verkehrsüberlastungen die Folge. Seit 1985 ist als Gegenmassnahme die Nordumfahrung der Stadt in Betrieb, die inzwischen an ihre Kapazitätsgrenzen stösst. Zu täglichen Staus kam es zudem auf der ursprünglich als Provisorium errichteten Westtangente (1972), einer innerstädtischen Verbindung der beiden Autobahnenden der A1 und A3, die vor der Inbetriebnahme des Aeschertunnels am 4. Mai 2009 teilweise mitten durch Wohnquartiere führte. Die zeitgleiche Inbetriebnahme des Uetlibergtunnels sorgt dafür, dass die Zürcher Innenstadt verstärkt aus Richtung Süden angefahren werden kann, zumal mit der Inbetriebnahme des Islisbergtunnels am 13. November 2009 der Verkehr aus Richtung Luzern fast bis in die Innenstadt hinein vierspurig fliessen kann. Zugleich wird durch den Lückenschluss bei der A3 und der A4 allerdings ein Teil des Verkehrs zwischen Basel und dem Tessin von der A2 und Luzern fort ins Umland Zürichs und ans Nordufer des Vierwaldstättersees sowie das Südufer des Zürichsees gelenkt. Dass die geplante Erweiterung des Gubristtunnels (ca. 2012) die notwendige Entlastung von Staus schaffen wird, ist fraglich. Teilweise realisiert wurde zudem das schon lange zur Diskussion stehende Zürcher Expressstrassen-Y, dabei sollte ein Stadttunnel die ganze Stadt unterqueren und so die drei Autobahnen nach Bern/Basel (A1), Chur (A3) und Winterthur (A1/A4) unterirdisch verbinden.
Zur Verringerung des Strassenverkehrslärms wird auf weiten Teilen Tempo 30 (Zonen und Strecken) eingeführt und lärmarme Beläge werden eingebaut. Der Motorisierungsgrad in Zürich (Personenwagen pro 1000 Einwohner) lag im Jahr 2016 bei 328.

### Veloverkehr
Der Veloverkehr in Zürich hatte 2015 einen Anteil von 12 % an der Verkehrsmittelwahl, gemessen als Anteil der Wege als Hauptverkehrsmittel.
Aufgrund der städtischen Velorouteninitative, welche im September 2020 von über 70 % der Stimmbevölkerung angenommen wurde, plant die Stadt Zürich die Erstellung von 50 km Veloschnellrouten auf autofreien Quartierstrassen. Ende 2020 wurden davon 1,3 km auf der Baslerstrasse in Altstetten umgesetzt, bis Ende 2021 ist die Erstellung von 15 km Veloschnellrouten geplant, wobei eine Schwierigkeit darin besteht, eine durchgängige Route über Autohauptrouten zu erstellen. Zu Beginn sind die Routen zudem noch nicht autofrei. Auch im Jahr 2021 waren die meisten bei Verkehrsunfällen verletzten Personen Velofahrende.

### Fernverkehr

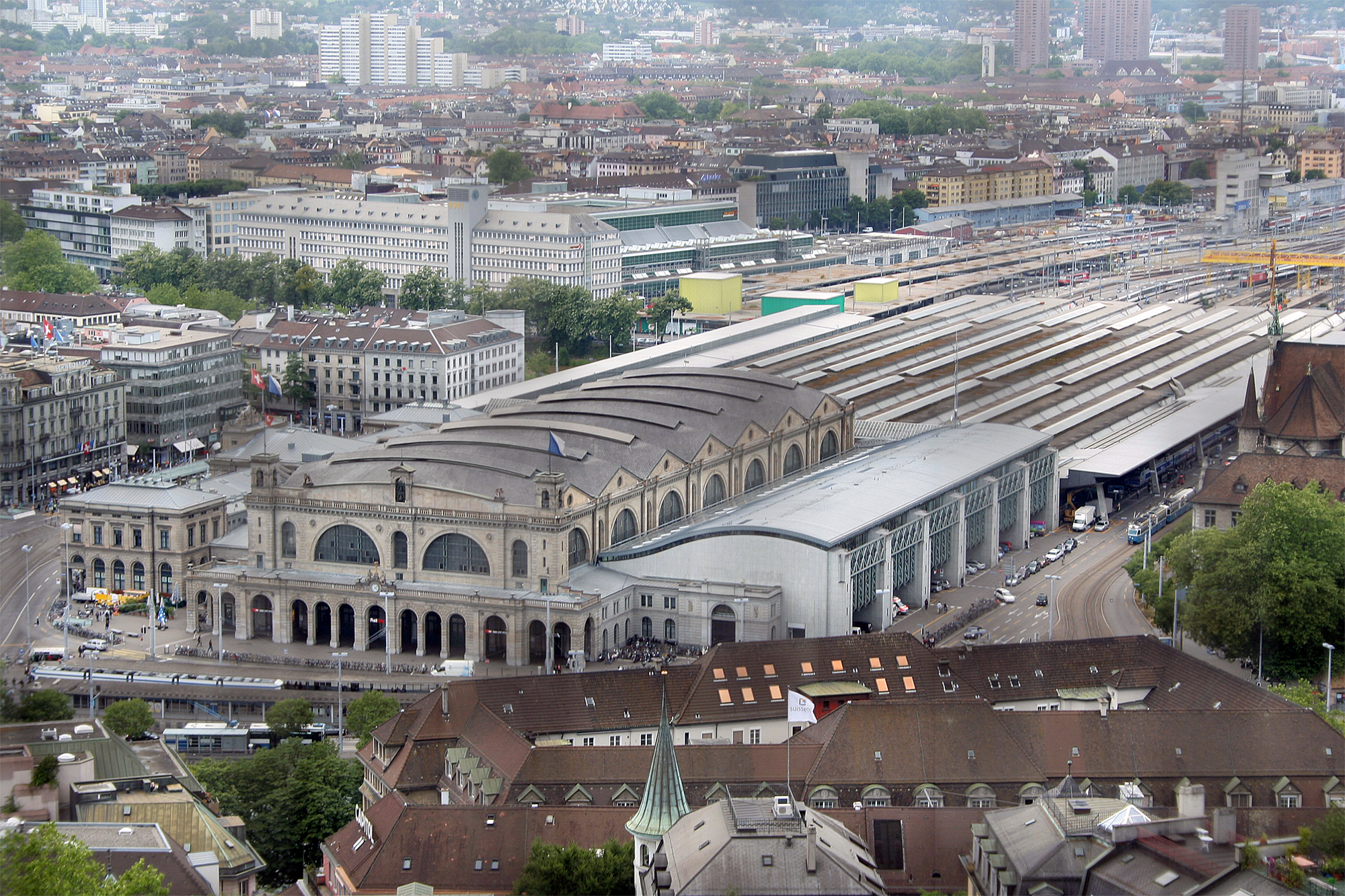
Zürich Hauptbahnhof

Mit dem Hauptbahnhof Zürich besitzt Zürich den grössten und wichtigsten Verkehrsknoten der Schweiz. Auf 20 Haupt- und 6 S-Bahn-Gleisen werden die Züge aus den Regionen der Schweiz und fast alle internationalen Verbindungen wie EuroCity, TGV, ICE, Railjet und City Night Line abgefertigt. Täglich verkehren von hier aus 870 nationale und internationale Züge.

### Nahverkehr

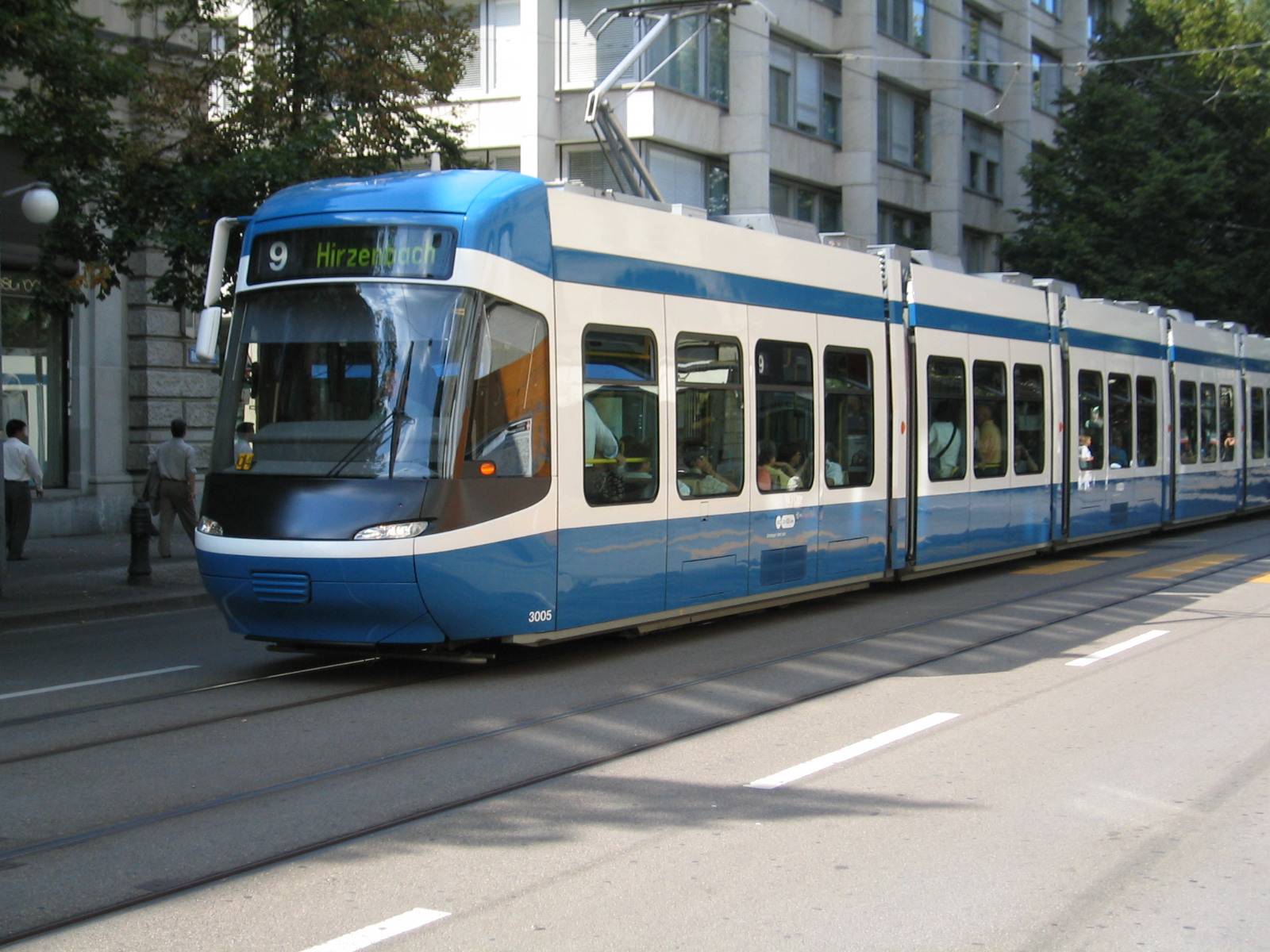
Cobra-Tram der Verkehrsbetriebe Zürich

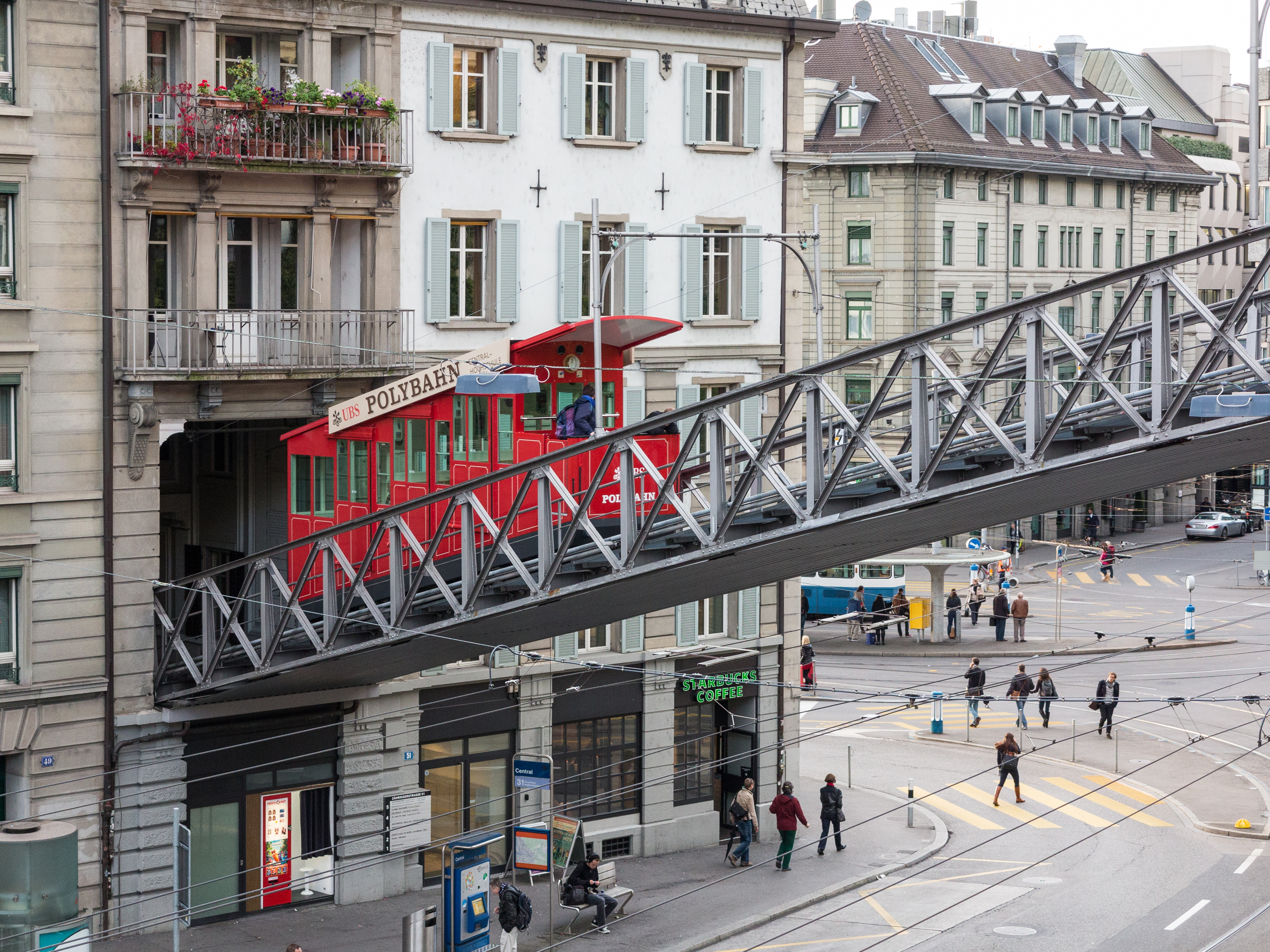
Polybahn

Das ÖV-Angebot der Stadt Zürich wird mehrheitlich durch die Verkehrsbetriebe Zürich (VBZ) erbracht. Die VBZ sind Betreiber der Strassenbahn Zürich mit 15 Linien und des Trolleybus Zürich mit sechs Linien. Ergänzt werden diese durch 14 Autobuslinien auf dem Gebiet der Stadt Zürich. Hinzu kommen sieben Quartierbuslinien sowie das Polybähnli, die Seilbahn Rigiblick und die Dolderbahn. Weitere 31 Autobuslinien betreiben die VBZ in der Agglomeration Zürich. Das gesamte Streckennetz der Verkehrsbetriebe Zürich umfasst in der Stadt Zürich ca. 300 Kilometer.
Im Dezember 2006 wurde im Norden Zürichs die erste Etappe der Glattalbahn eröffnet. Ein weiterer Abschnitt dieser Strassenbahn bindet ab 2008 den Flughafen sowie die zwischen Flughafen und Stadt liegenden aufstrebenden Gemeinden direkt an das Tramnetz der Stadt Zürich an.
Diverse Projekte für eine U-Bahn oder eine Tiefbahn sind bisher aus finanziellen Gründen und am Widerstand der Bevölkerung gescheitert, welche diese an der Urne ablehnte. Nur ein kurzes Teilstück, der Tramtunnel Milchbuck–Schwamendingen, wurde verwirklicht und später für die Strassenbahn adaptiert.
Seit 1990 ergänzt das durch die Schweizerischen Bundesbahnen (SBB) und weitere Anbieter (in der Stadt Zürich z. B. die Sihltal-Zürich-Uetliberg-Bahn) betriebene S-Bahn-Netz den Nahverkehr und verbindet die Aussengemeinden mit der Stadt Zürich. Auf dem Gebiet der Stadt werden neben dem Hauptbahnhof als Drehscheibe 22 weitere Bahnhöfe von den S-Bahn-Linien bedient. Darunter befindet sich auch der für seine moderne Architektur preisgekrönte Bahnhof Zürich Stadelhofen. Die Forchbahn wird zwar als S-Bahn-Linie S18 betrieben, benutzt in der Stadt Zürich jedoch das Strassenbahnnetz und hält in dem Sinne nicht an Bahnhöfen.
Seit Dezember 2022 verbindet die Limmattalbahn Altstetten mit Killwangen. Alle Betreiber sind Mitglied im Zürcher Verkehrsverbund (ZVV), weswegen sämtliche öffentlichen Verkehrsmittel innerhalb der Tarifverbundgrenzen mit demselben Ticket befahren werden können.

### Schifffahrt

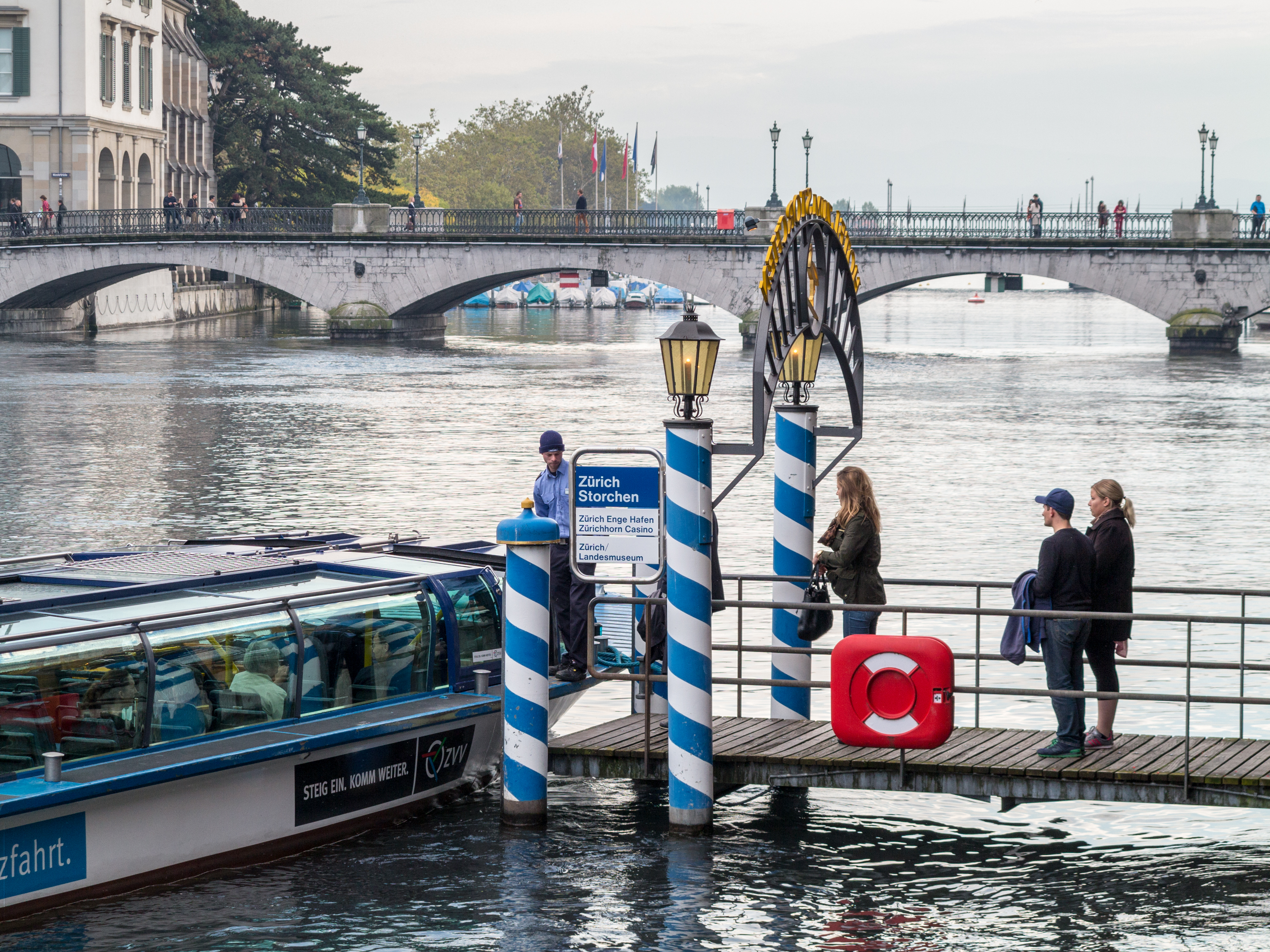
ZVV-Halte-/Anlagestelle Zürich Storchen

Auf dem gesamten Zürichsee verkehren Kursschiffe der Zürichsee-Schiffahrtsgesellschaft (ZSG). Vom Bürkliplatz aus bedienen die Schiffe die beiden Anlegestellen Wollishofen und Zürichhorn, welche sich auf Stadtgebiet befinden. Von dort aus fahren die Schiffe weiter zu den Anlegestellen in den Zürichsee-Gemeinden.
Die Rundfahrt der Limmatschiffe führt auf der Limmat vom Landesmuseum aus bis zum Bürkliplatz und weiter nach Wollishofen und Zürichhorn. Zusätzlich wird mit den Limmatschiffen auch die Haltestelle Hafen Enge bedient.
Wie alle anderen Anbieter im Kanton Zürich ist auch die ZSG Mitglied im Zürcher Verkehrsverbund.

### Flugverkehr

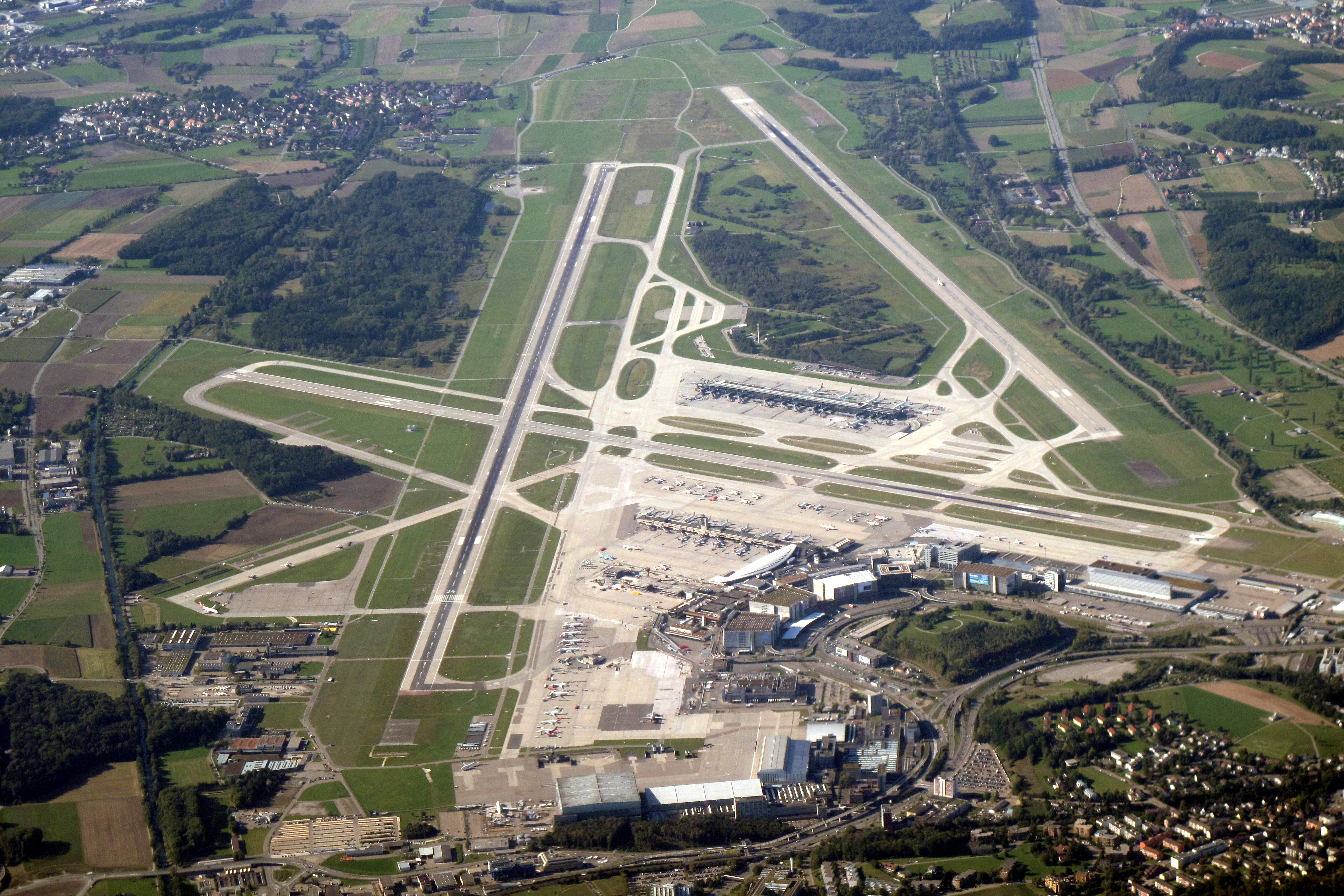
Der Flughafen Zürich

Der Flughafen Zürich (früher Flughafen Zürich-Kloten) ist der mit Abstand wichtigste Flughafen der Schweiz und zählt zu den grössten Flughäfen in Europa. Er wird durch die Flughafen Zürich AG (ehemals Unique) betrieben. Der nördlich der Stadt Zürich gelegene Flughafen dient als Drehkreuz der Fluggesellschaften Swiss (Swiss International Air Lines und Swiss Global Air Lines) und Deutsche Lufthansa (dritter Hub) und ist Heimatflughafen der Fluggesellschaften Edelweiss Air und Helvetic Airways, sowie Sitz der Schweizerischen Rettungsflugwacht (Rega). Der Flughafenkopf liegt auf dem Gebiet der Gemeinde Kloten, das gesamte Flughafenareal erstreckt sich darüber hinaus auf die Gemeinden Opfikon-Glattbrugg, Rümlang, Oberglatt und Winkel.

## Bildung

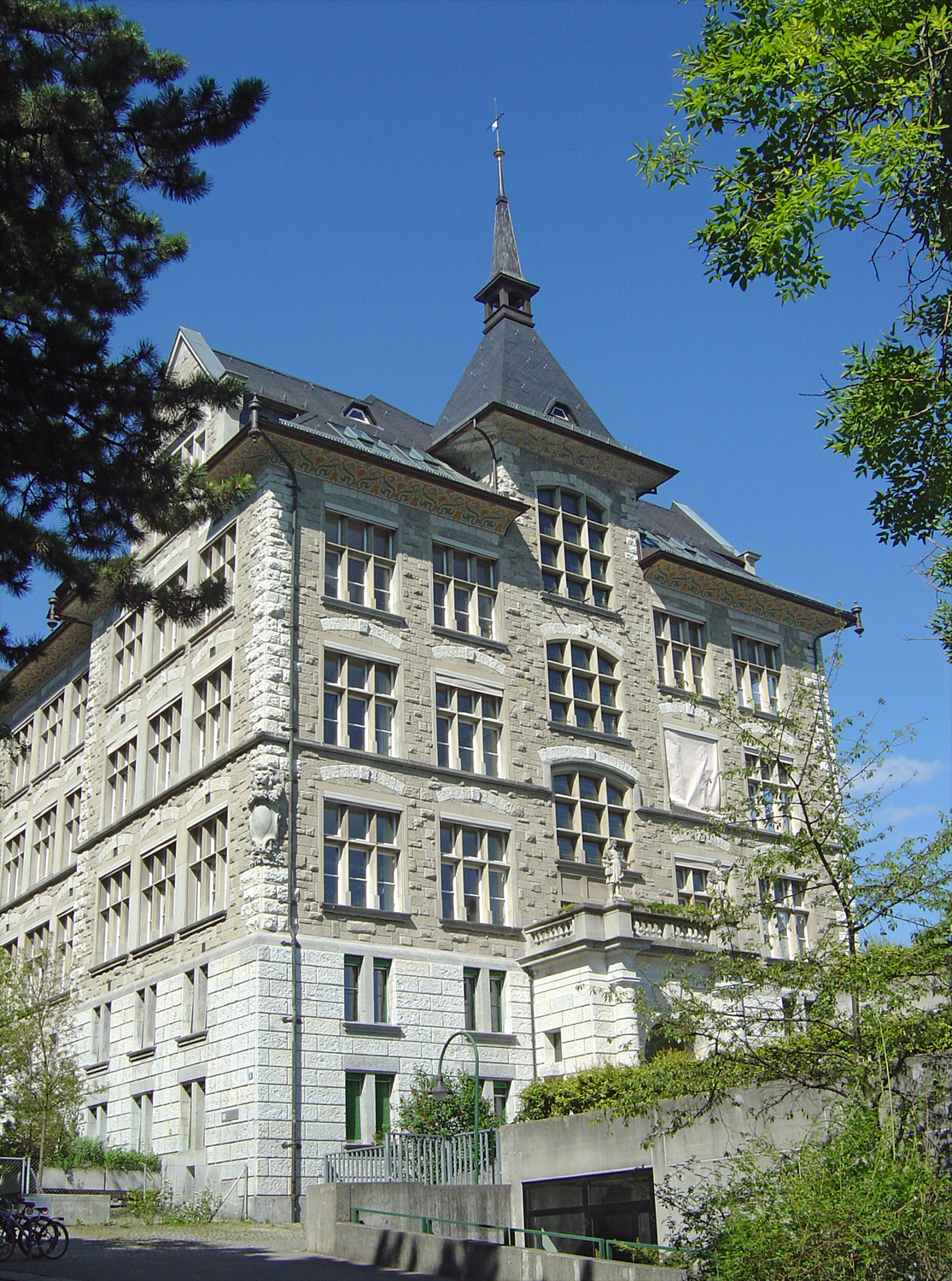
Das Primarschulhaus Bühl in Wiedikon

Die Stadt Zürich gliedert sich in die sieben Schulkreise Glattal, Letzi, Limmattal, Schwamendingen, Uto, Waidberg und Zürichberg. Jeder Schulkreis ist jeweils in kleinere Schuleinheiten aufgeteilt, in welchen die Schulen, Kindergärten und Horte eines geografisch begrenzten Gebietes zusammengefasst sind. Das Netz der Schuleinheiten ist sehr feinmaschig und so haben die meisten Schüler einen relativ kurzen Schulweg innerhalb ihres Quartieres. Die Volksschule, d. h. die Schule, welche die obligatorische Schulzeit von neun Jahren abdeckt, ist in Abschnitte von jeweils drei Jahren unterteilt, die Unter-, Mittel- und Oberstufe. Dementsprechend existieren innerhalb einer Schuleinheit Unter-, Mittel- und Oberstufen-Schulhäuser. In den international gebräuchlichen Schulstufen-Einteilungen entspricht die Unter- und Mittelstufe der Primarstufe, die Oberstufe der Sekundarstufe I.

### Primarstufe
Die Primarstufe wird eingeteilt in die Unterstufe (erste bis dritte Klasse) und Mittelstufe (vierte bis sechste Klasse). Kinder aller Leistungsstufen besuchen den gleichen Unterricht. Das Überspringen von Klassen ist für leistungsstarke Kinder möglich. Nach der Primarstufe müssen die Jugendlichen eine weiterführende Schule der Sekundarstufe I besuchen, da die obligatorische Schulzeit neun Jahre beträgt.

### Sekundarstufe I
Die meisten Kinder wechseln nach der Primarschule prüfungsfrei in die dreijährige Sekundarschule. Die Gemeinden bzw. Schulkreise haben dabei die Wahl aus zwei Organisationsformen, die dreiteilige oder die gegliederte Sekundarschule. Die dreiteilige Sekundarschule umfasst die Abteilungen A, B und C, die auf unterschiedlichen Anforderungsstufen geführt werden. A ist die anspruchsvollste Stufe. Die Schulkreise Uto, Letzi, Waidberg, Zürichberg, Glattal und Schwamendingen führen eine dreiteilige Sekundarschule. An der gegliederten Sekundarschule werden Stammklassen und Niveaugruppen gebildet. Dieses Modell führt in der Stadt Zürich nur der Schulkreis Limmattal. Die Oberstufenschule K+S steht musikalisch, tänzerisch oder sportlich besonders begabten Jugendlichen offen.
Nach einer bestandenen Aufnahmeprüfung besteht nach der sechsten Klasse der Primarschule auch die Möglichkeit in die Unterstufe des Gymnasiums (Progymnasium) einzutreten. Das sogenannte Langzeitgymnasium (sechs Jahre) wird in der Stadt Zürich an den Kantonsschulen Rämibühl (Real- und Literargymnasium), Hohe Promenade, Freudenberg, Wiedikon und Oerlikon angeboten.

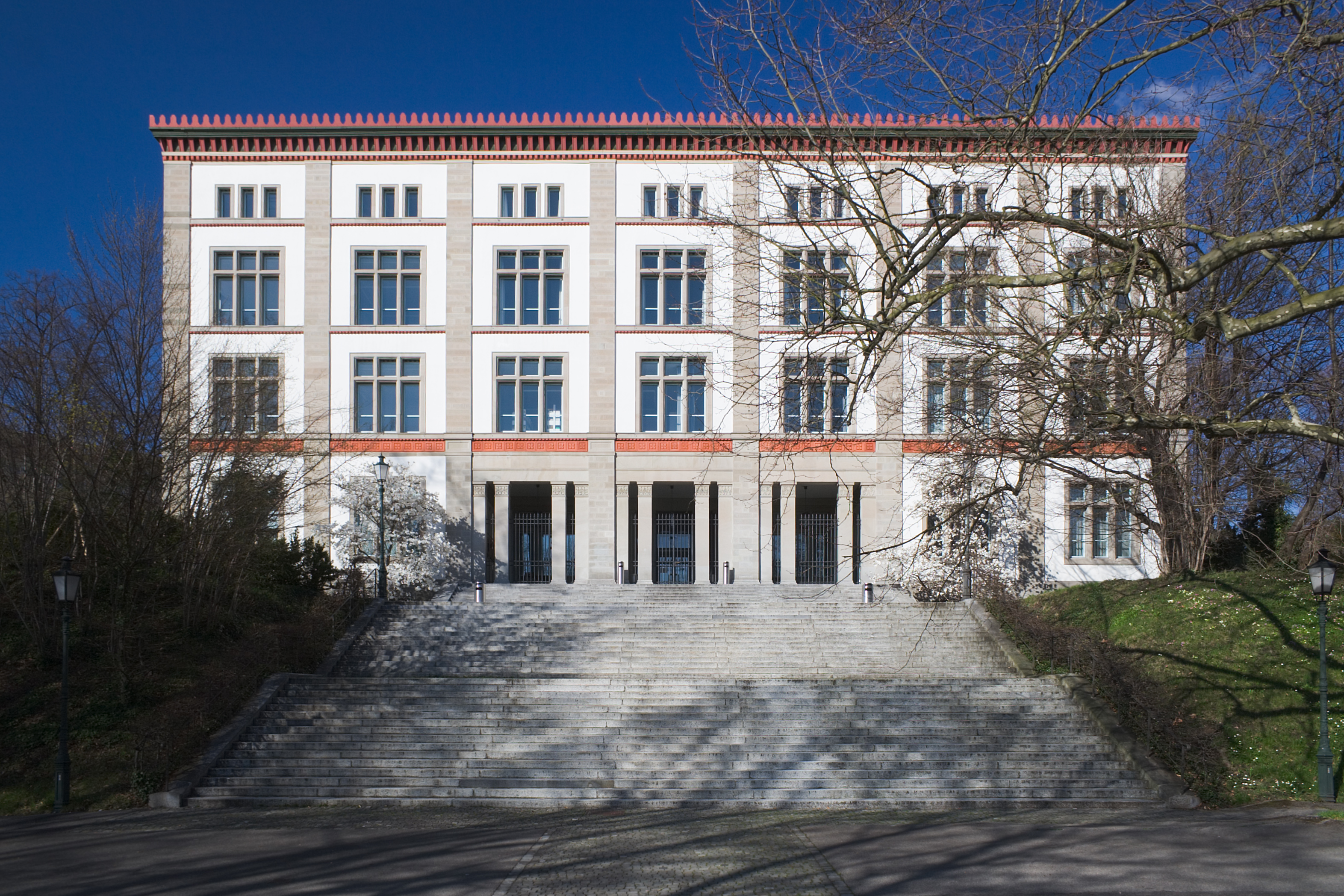
Die Alte Kantonsschule an der Rämistrasse

### Sekundarstufe II
Nach dem Abschluss der Sekundarstufe I stehen je nach Leistungsniveau verschiedene weiterführende Anschlussmöglichkeiten auf der Sekundarstufe II offen. Die Schüler können sowohl nach zwei als auch nach drei Jahren (nach bestandener Aufnahmeprüfung in den Fächern Deutsch, Mathematik und Französisch) ins Kurzgymnasium (vier Jahre) an einer Kantonsschule (Gymnasium, umgangssprachlich Gymi), in die Handelsmittelschule, Informatikmittelschule (beide drei Jahre mit anschliessendem Praktikumsjahr) oder in eine Fachmittelschule wechseln.
Die Schüler des Langzeitgymnasiums können nach zwei Jahren das Schulprofil wechseln und auch in ein Kurzgymnasium der Sekundarstufe II übertreten.
Es gibt in Zürich 13 Gymnasien, darunter die Kantonsschulen Rämibühl, Hohe Promenade, Stadelhofen, Freudenberg, Enge, Wiedikon und Oerlikon.
Wer nach der Sekundarstufe I eine Berufslehre beginnt, besucht eine entsprechende Berufsschule. Für leistungsstarke Lehrlinge steht der Besuch einer Berufsmittelschule offen.
Die Schulen der Sekundarstufe II werden vom Kanton betrieben.

### Hochschulen

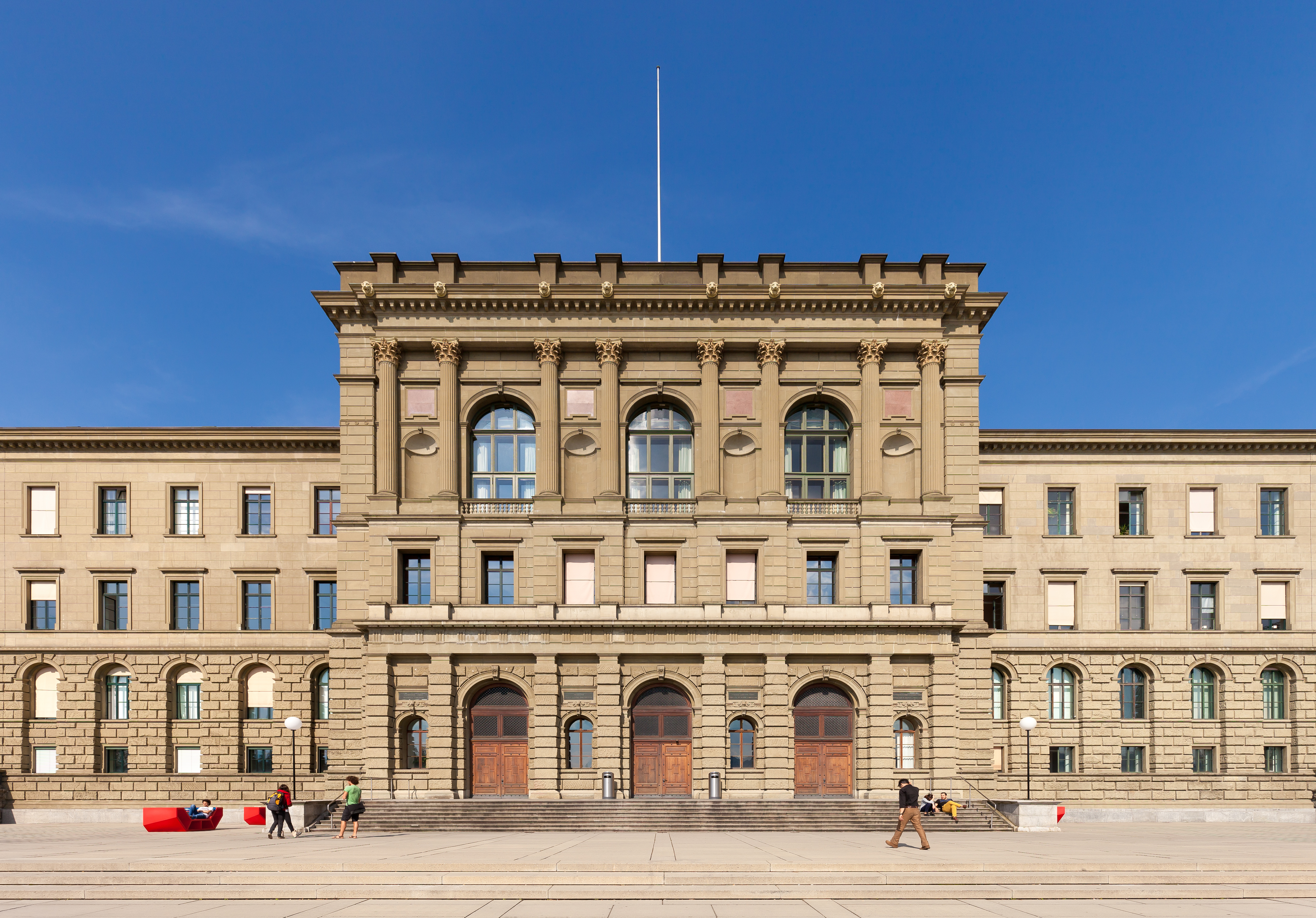
Hauptgebäude der ETH Zürich, von der Polyterrasse aus gesehen

Zürich ist ein bedeutender Hochschulstandort der Schweiz. Insbesondere die Universität Zürich, gegründet 1833, und die Eidgenössische Technische Hochschule (ETH), gegründet 1855, haben nationale wie internationale Bedeutung. Die prominenten Hauptgebäude der beiden Hochschulen befinden sich über der rechtsseitigen Altstadt auf der sogenannten «Zürcher Akropolis», die das Stadtbild massgeblich prägt. Das Hochschulquartier im Kreis 1 entlang der Rämistrasse ist Standort zahlreicher universitärer Institute und Fakultätsgebäude sowie des Universitätsspitals. Die ETH betreibt auf dem Hönggerberg und die Universität im Irchelpark und in Oerlikon grosse Zweigstellen. Während die ETH hauptsächlich vom Bund finanziert wird, ist die Universität eine kantonale Institution. Die Zentralbibliothek Zürich ist eine selbständige Stiftung des Kantons und der Stadt; sie ist gleichzeitig Stadt-, Kantons- und Universitätsbibliothek.
Seit 1995/98 auf eidgenössischer bzw. kantonaler Ebene die gesetzlichen Grundlagen für die Schaffung von Fachhochschulen geschaffen wurden, haben sich verschiedene kantonale und private Hochschulen im berufsbildenden Sektor zur Zürcher Fachhochschule (ZFH) zusammengeschlossen. In der Stadt Zürich angesiedelt sind die Hochschulen für Angewandte Psychologie, Künste, Soziale Arbeit, Technik, Wirtschaft sowie für Pädagogik.

## Kunst, Kultur und Tourismus

### Allgemeine Sehenswürdigkeiten
Die meisten Sehenswürdigkeiten Zürichs sind in und um die Altstadt gruppiert und deswegen am einfachsten zu Fuss oder mit kurzen Fahrten in Tram oder Bus erreichbar. Neben Gebäuden und Denkmälern ist auch die Lage Zürichs am Zürichsee einen Blick wert. Am Bellevue oder am Bürkliplatz bietet sich bei gutem Wetter ein schöner Blick auf den See und die Alpen. Beide Seeufer mit ihren Promenaden und Parkanlagen sind dann jeweils Anziehungspunkte für viele Einheimische und Touristen.
Der Zürcher Hausberg Uetliberg ist mit der Sihltal-Zürich-Uetliberg-Bahn (SZU) zu erreichen, die ab dem Hauptbahnhof verkehrt.

#### Altstadt

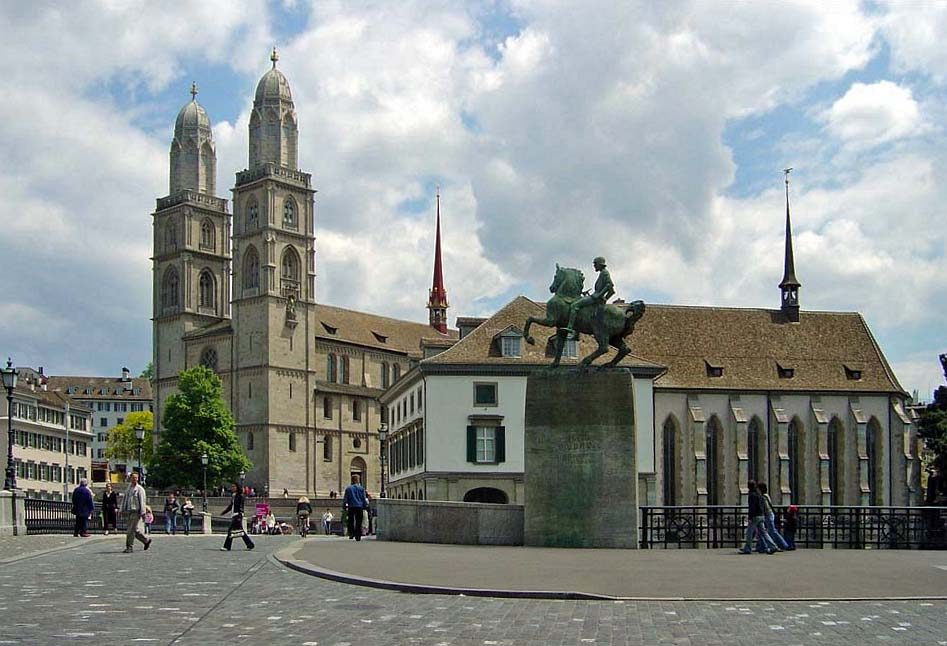
Grossmünster und Wasserkirche

Die Hauptsehenswürdigkeiten Zürichs sind Teile der erhaltenen Altstadt beidseits der Limmat zwischen Central-Platz, respektive Hauptbahnhof und dem See, mit Bellevue und Bürkliplatz. Linksufrig verläuft die Bahnhofstrasse anstelle der alten Stadtmauer, mit in Flussnähe um den Lindenhof und bei der Kirche St. Peter erhaltenen alten Gassen. Rechtsufrig verläuft das Limmatquai vorbei an Grossmünster und Rathaus, woran sich ein Quartier mit erhaltenen alten Gassen bis zum Neumarkt anschliesst, Niederdorf und Oberdorf genannt.
Im Stadtarchiv am Neumarkt kann ein Modell der mittelalterlichen Stadt besichtigt werden, an der Spiegelgasse 14 findet sich das zeitweilige Domizil von Lenin. Am Zähringerplatz steht neben der Zentralbibliothek die gotische Predigerkirche mit dem Predigerchor, der allerdings von der Kirche abgetrennt und mit Zwischenböden unterteilt ist.
Linksufrig stehen die Fraumünsterkirche mit ihren Fenstern von Marc Chagall und dem ausgemalten Kreuzgang von Paul Bodmer sowie die am Standort des römischen Tempels errichtete Kirche St. Peter mit dem grössten Turmzifferblatt Europas (Durchmesser: 8,7 Meter). Die gotische Augustinerkirche ist seit 1873 Pfarrkirche der Christkatholischen Kirche. Historisch bedeutsam ist der Lindenhof, obschon heute nur noch eine Grünanlage. Aus neuerer Zeit stammen die städtischen Amtshäuser, zwischen Lindenhof und dem Bahnhof, welche im frühen 20. Jahrhundert von Gustav Gull erbaut wurden.

#### Innenstadt des 19. Jahrhunderts

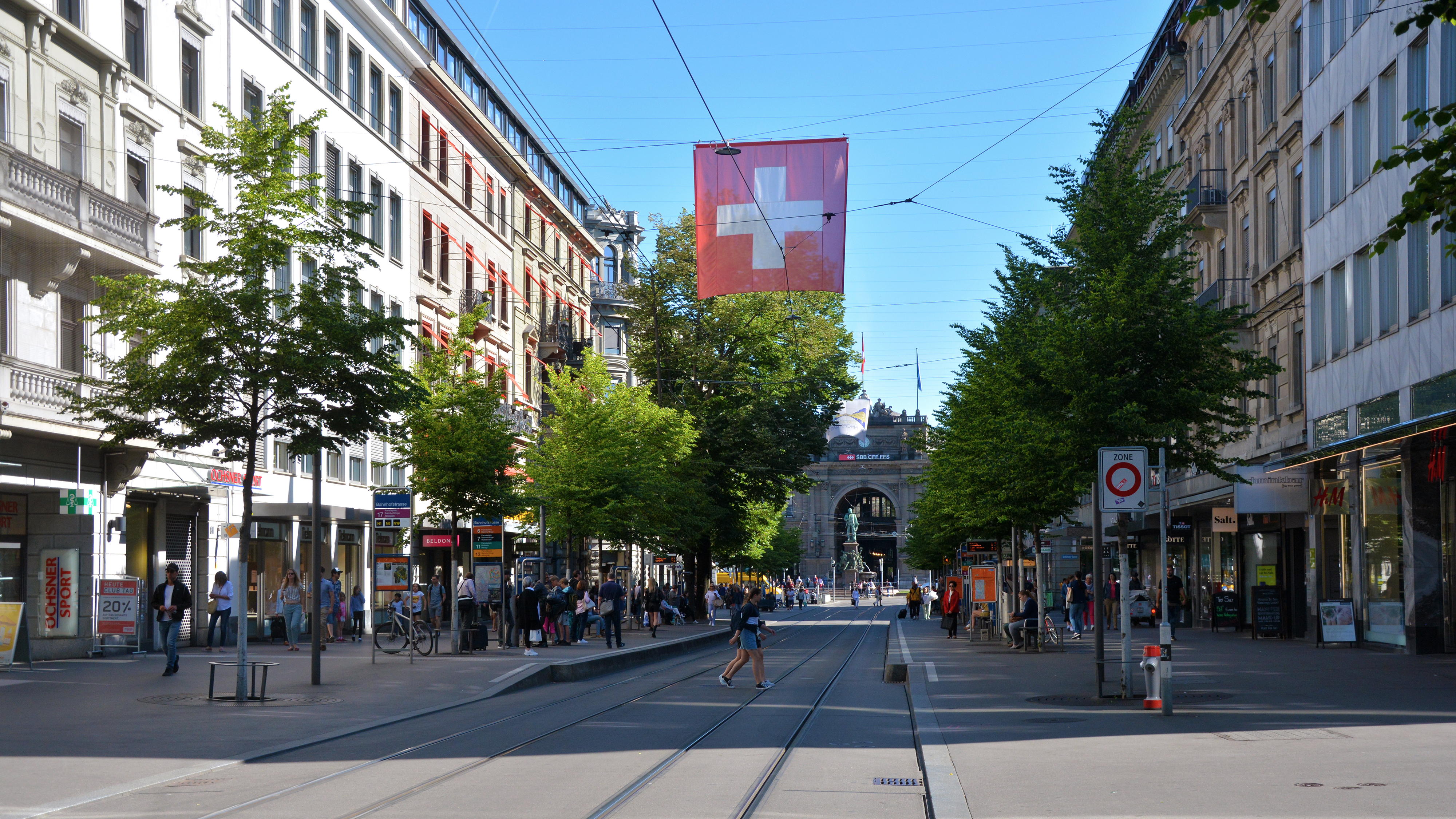
Bahnhofstrasse; im Hintergrund das Alfred-Escher-Denkmal und der Hauptbahnhof

Rund um die Altstadt liegt die im Stil des Historismus erbaute Stadt des 19. Jahrhunderts, die zwischen Bahnhofstrasse und Schanzengraben an die Stelle der einstigen barocken Stadtbebauung des 17. und 18. Jahrhunderts getreten ist. International besonders bekannt ist die Bahnhofstrasse, die vom Hauptbahnhof zum See führt. Sie ist von grossbürgerlichen Häusern und neueren Geschäftsbauten flankiert. Hier finden sich traditionellerweise zahlreiche Banken, exklusive Boutiquen und Bijouterien. Sehenswert ist insbesondere der Paradeplatz an der oberen Bahnhofstrasse mit dem dominanten Hauptsitz der Grossbank Credit Suisse von 1873 und dem Stammhaus der berühmten Confiserie Sprüngli. Auch der Hauptbahnhof selbst ist wegen seiner erhaltenen alten Bahnhofshalle einen Blick wert. Vor dem Bahnhof befindet sich das Denkmal für Alfred Escher, einen Schweizer Wirtschaftspionier und Initiator des Gotthardbahnbaus. Hinter dem Bahnhof liegt das schlossartige Gebäude des schweizerischen Landesmuseums und dahinter der Platzspitz-Park zwischen den Flüssen Sihl und Limmat. An der Bärengasse in der Nähe des Paradeplatzes findet sich ferner – ein Rest der einstigen barocken Bebauung dieses Quartiers – eine Filiale des Landesmuseums zur Geschichte der Stadt Zürich; eine weitere Filiale liegt mit dem Zunfthaus zur Meisen (Porzellan- und Fayencensammlung) in der Altstadt. Sehenswert ist die Blüemlihalle im Eingang der Polizeiwache im Amtshaus I an der Limmat unweit vom Hauptbahnhof, gestaltet zwischen 1923 und 1925 von Augusto Giacometti.
Am Seeufer befinden sich der Sitz der Schweizerischen Nationalbank und zahlreiche repräsentative Bauten aus der Jahrhundertwende. Das untere Seebecken des Zürichsees (auf Stadtgebiet) ist mit Parks gesäumt: Auf der linken Seeseite liegen am Mythenquai die Landi- und die Engewiese, am rechten Seeufer der Park am Zürichhorn. Dort und an der Stirnseite des Sees stehen Firmensitze renommierter Unternehmen, wichtige Hotels wie das Baur au Lac und Kulturbauten wie das Kongresshaus mit der Tonhalle oder das Opernhaus.

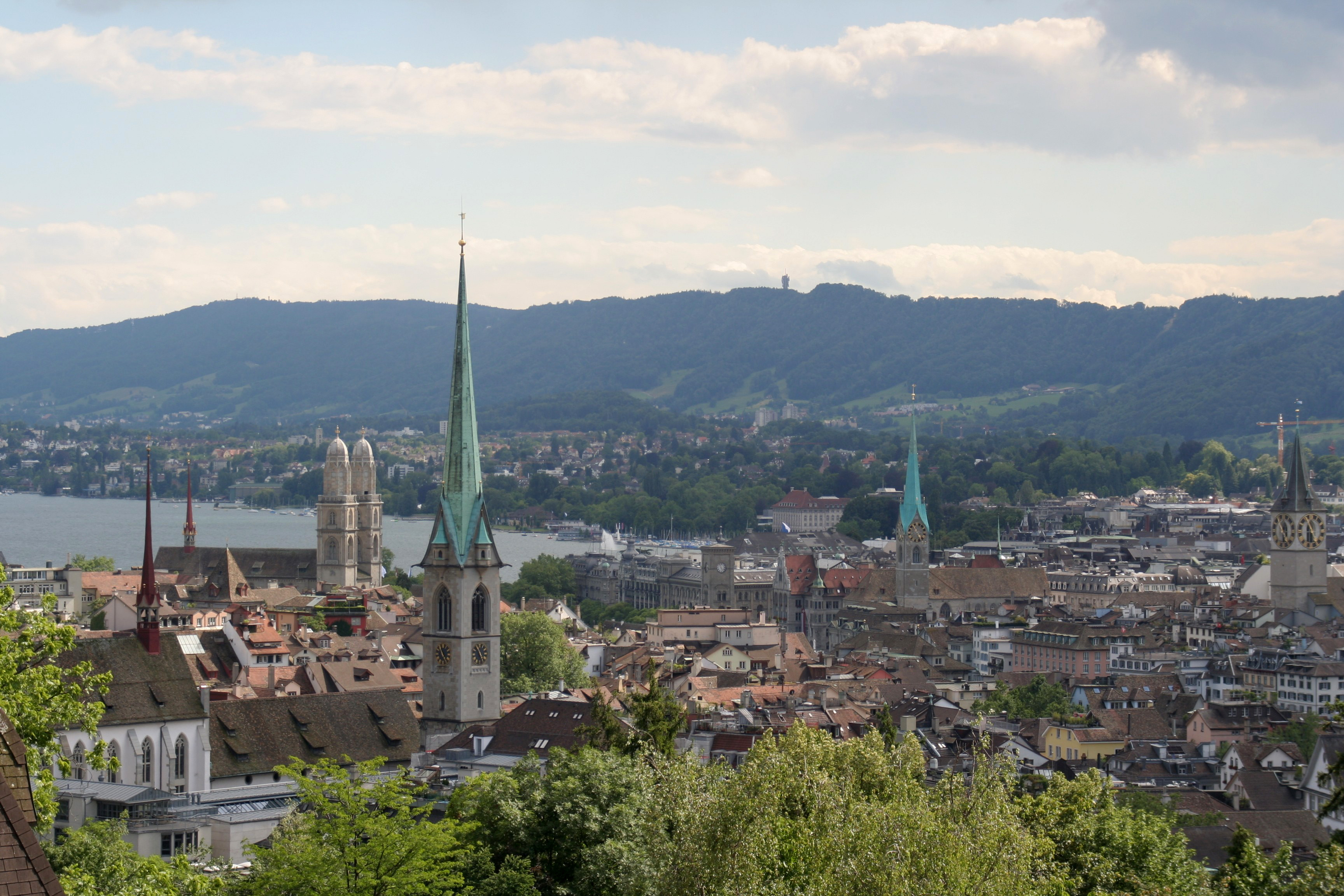
Aussicht von der Polyterrasse auf die Altstadt

Über der rechtsseitigen Altstadt liegt das Hochschulquartier. Hier dominieren die Hauptgebäude der Eidgenössischen Technischen Hochschule (ETH) von Gottfried Semper und der Universität. Vom Central-Platz kann man mit der Polybahn in ungefähr zweiminütiger Fahrt die Polyterrasse erreichen, von wo sich ein spektakulärer Ausblick über ganz Zürich bietet. Zahlreiche Institutsgebäude im Umkreis der Hauptgebäude sind ebenfalls sehenswert, besonders die Sternwarte von Semper und das alte Chemiegebäude der ETH. In der Nähe der ETH liegt die katholische Liebfrauenkirche mit bemerkenswerter Innenausstattung im neoromanischen Stil. Folgt man von der Universität der Rämistrasse Richtung Heimplatz, der im Volksmund «Pfauen» genannt wird, gelangt man zum Rechtswissenschaftlichen Institut der Universität, in dessen Innenhof 2005 ein Bibliotheksbau von Santiago Calatrava eröffnet wurde. Am Heimplatz selbst befinden sich das Schauspielhaus, ein Theater mit internationaler Ausstrahlung, und das Kunsthaus, mit wechselnden Ausstellungen und einer permanent zugänglichen Sammlung mit den Schwerpunkten Picasso, Munch, Monet, Giacometti und Chagall. Am Hirschengraben liegen, als Rest der älteren Bebauung, die barocken Palais «Haus zum Rechberg» und «Haus zum Kiel» sowie die Häusergruppe «Neuberg» mit einer sehenswerten Empire-Ausstattung.

#### Moderne Bauten und Viertel

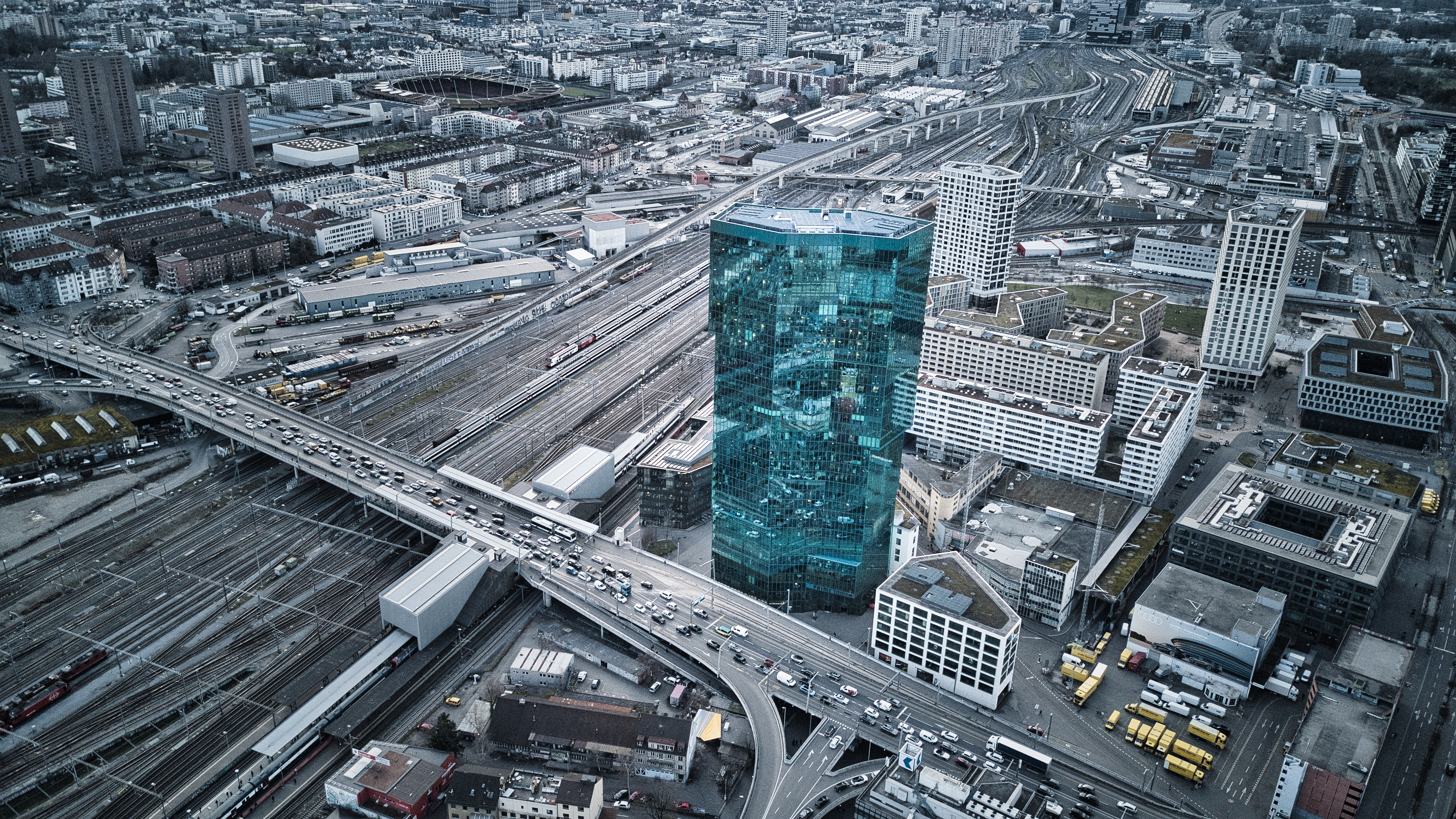
Der Prime Tower ist mit 127 m das höchste Gebäude in Zürich (Foto 2023)

Im Vergleich zu anderen Städten gibt es in Zürich wenige Hochhäuser. Bis in die 1950er Jahre gab es in Zürich kein einziges privates Hochhaus. Anschliessend wurden zurückhaltend einige Hochhäuser bewilligt. Sehenswerte Bauten der Moderne aus den 1950er und 1960er Jahren finden sich am Schanzengraben und an der Sihlporte sowie in der Nähe des Bahnhofs Enge (die Schulanlage der Kantonsschulen Freudenberg/Enge). Schwerpunkt aktueller Architektur ist das alte Industriequartier Zürich-West zwischen Langstrasse und Hardbrücke. In diesem Trendquartier finden sich auch zahlreiche Szeneclubs sowie die Schiffbauhalle des Schauspielhauses. Bis 2020 entsteht südwestlich des Hauptbahnhofs das neue Quartier Europaallee.

#### Parks und Naherholungsgebiete
Der Zoo am Zürichberg bietet als Hauptattraktion die Masoala-Regenwald-Halle, die als solches einmalig ist in Europa. Von den diversen Stadtparks sind insbesondere der (neue) Botanische Garten der Universität und der Chinagarten, ein Geschenk der Partnerstadt Kunming am Ufer des Zürichsees sehenswert. Etwas versteckt liegt der Rosengarten des Muraltenguts in der Enge. Im gleichen Quartier findet sich auch der Belvoirpark, der zu den frühesten Landschaftsgärten der Region zählt und mit seiner Aussicht auf den See, die Stadt und die Berge unter den Zürcher Parks besonders hervorzuheben ist. Direkt daneben findet sich das Museum Rietberg in der Villa Wesendonck und Park-Villa Rieter mit Schwerpunkt auf asiatischer und islamischer Kunst. In der Nähe dieser Museen befindet sich auch die Sukkulenten-Sammlung Zürich.

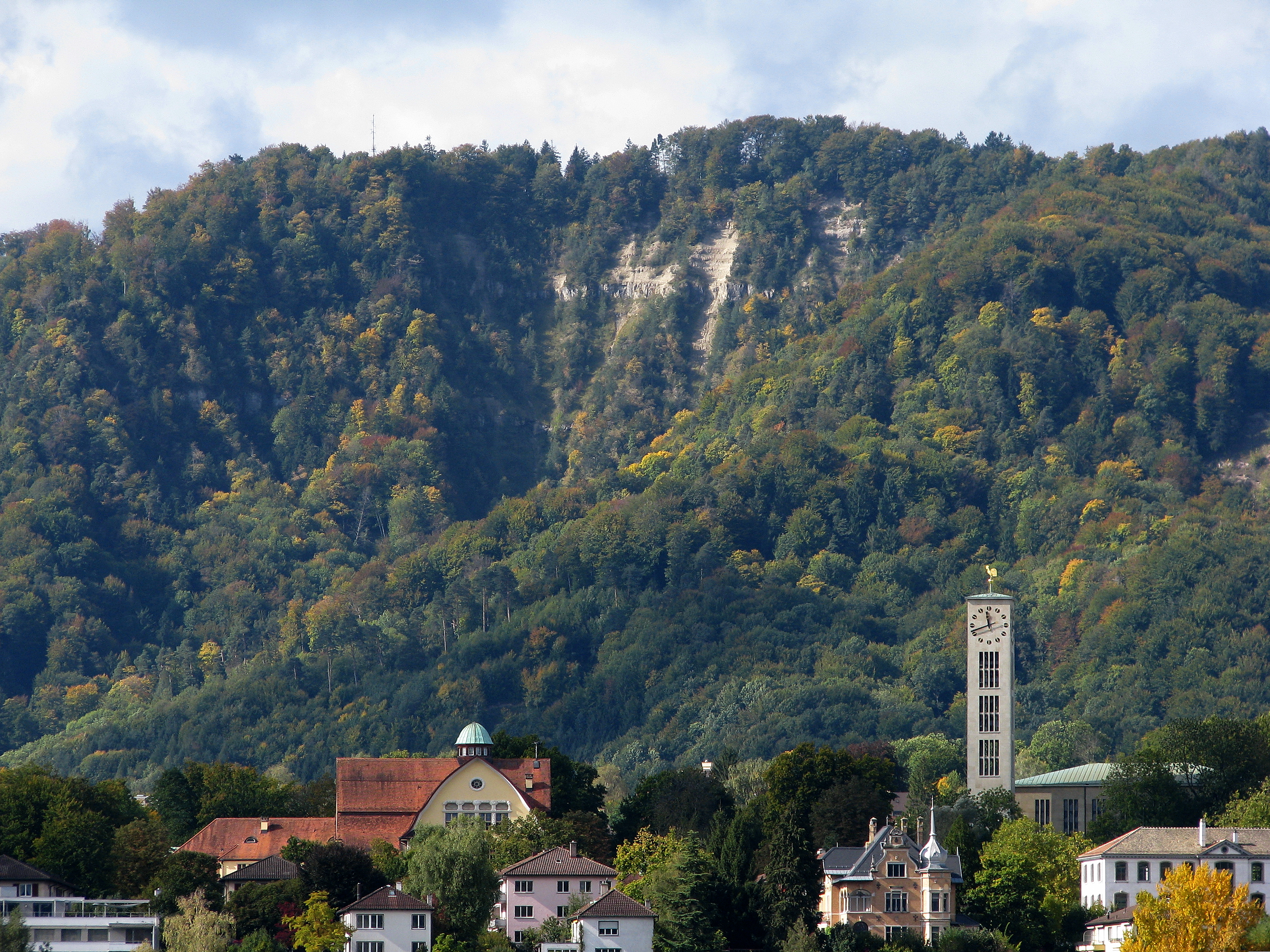
Die Fallätsche in Leimbach, im Vordergrund die Kirche von Wollishofen

Die Stadt weist zudem neben kulturellen und historischen Sehenswürdigkeiten bereits wenige Kilometer ausserhalb des Stadtzentrums ausgedehnte Grünflächen mit ursprünglicher Vegetation auf, die sich auch für anspruchsvolle Bergwanderungen eignen. An der Albiskette findet sich die Fallätsche, ein Erosionstrichter, der langsam wieder mit Vegetation überwuchert wird und häufig mit grösseren Abbrüchen von sich reden macht. Ein erwähnenswerter Wanderpfad ist der Denzlerweg an den Abhängen des Uetlibergs, welcher durch dichten Wald vom Kolbenhof in fast direkter Linie zum Uto-Kulm führt und den Besucher die nahe Grossstadt in kurzer Zeit vergessen lässt. Auf der anderen Seeseite am Zürichberg finden sich ebenso längere Wanderwege, beispielsweise der Pfad von der Mühle Hirslanden zur Trichtenhauser Mühle.

#### Ausflüge in die Region
Die Ausflugsziele in der Region Zürich sind zahlreich: etwa der Rheinfall in Schaffhausen, die Höllgrotten in Baar, das Fotomuseum, die Sammlungen von Oskar Reinhart, die Villa Flora sowie das Kunstmuseum oder das Technorama in Winterthur, die längste Holzbrücke der Schweiz oder das mittelalterliche Schloss in Rapperswil.

### Plan Lumière (Lichtmasterplan)

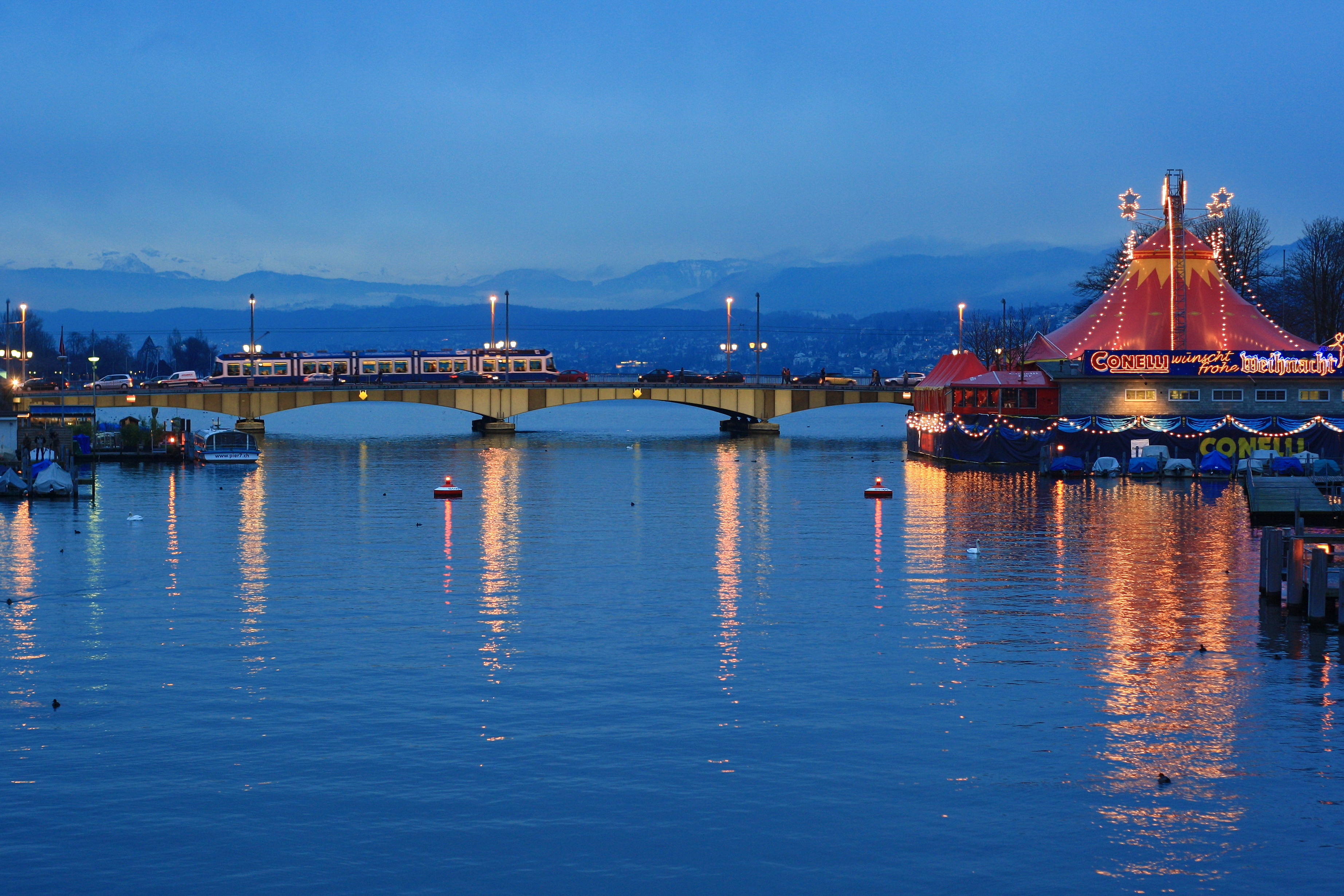
Die gemäss Plan Lumière beleuchtete Quaibrücke, rechts der Circus Conelli auf dem Bauschänzli (Dezember 2009)

Im Frühjahr 2006 beschloss der Gemeinderat der Stadt Zürich einen «Plan Lumière». Das Büro des Lichtplaners Roland Jéol aus Lyon wurde beauftragt, markante Punkte der Stadt in den Nachtstunden zu illuminieren. Bis November 2009 sind 15 Projekte umgesetzt worden, an weiteren 15 Projekten wird momentan gearbeitet. Ziel des Plans ist es, Zürich in ein neues, besseres Licht zu rücken. Die Bevölkerung und Gäste, die Zürich besuchen, sollen die Stadt nachts mit anderen Augen wahrnehmen. Der öffentliche Raum soll auch am Abend einen attraktiven Auftritt erhalten und die Orientierung und das Sicherheitsgefühl sollen verbessert werden. Zugleich wird bei der Stadtillumination dafür gesorgt, dass durch diese möglichst keine zusätzliche Lichtverschmutzung entsteht.

### Kunst und Kultur
Die Stadt Zürich ist ein wichtiges Zentrum des Schweizer Kunst- und Kulturschaffens. Einen Teil ihres kulturellen Aufschwungs verdankt Zürich zahlreichen Malern, Komponisten und Schriftstellern, die sich – oft als politische Flüchtlinge – in der Stadt aufgehalten und ihre Prägung hinterlassen haben: unter anderen Antonio Ligabue, Max Frisch, James Joyce, Thornton Wilder, Hermann Hesse und Thomas Mann. In Zürich im Cabaret Voltaire entstand 1916 die künstlerische und literarische Strömung Dadaismus.
Mit über 65 % der Filmproduktionsfirmen konzentriert sich auch das Schweizer Filmwesen in Zürich. Seit 2005 wird jährlich das Zurich Film Festival durchgeführt. Seit 2015 bringt ausserdem das einzige Smartphone-Filmfestival der Schweiz, das Mobile Motion Film Festival, jährlich die besten Smartphone-Filme aus aller Welt auf die Leinwand.
Das Präsidialdepartement der Stadt Zürich hat zur Kulturförderung ein jährliches Budget von 140 Millionen Franken zur Verfügung. Corinne Mauch nannte 2025 eine Zahl von «seit Jahren» 1,6 Prozent der städtischen Gesamtausgaben.

#### Museen und Galerien

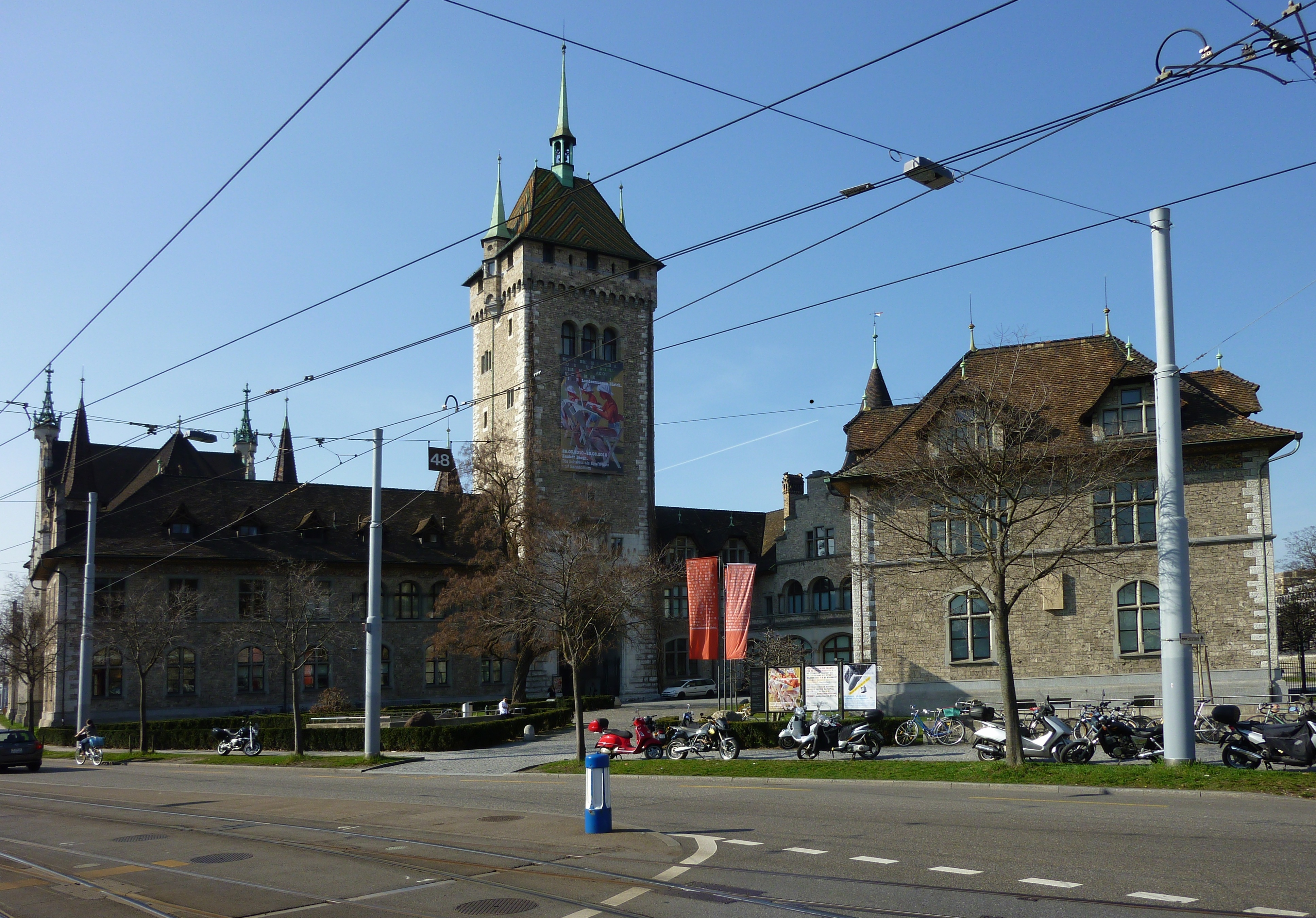
Das Schweizerische Landesmuseum in Zürich

Typisch für Zürich ist die Galeriendichte: An der Rämistrasse in der Innenstadt befinden sich Galerien wenige Schritte voneinander entfernt. Zusammen mit London und New York hat sich Zürich zu einer bedeutenden Drehscheibe für zeitgenössische Kunst entwickelt. Alleine in der Kernstadt befinden sich über 50 Museen, von denen sich rund 14 der Kunst widmen, und mehr als 100 Galerien. Im Kunsthaus Zürich, dem Museum für bildende Kunst, findet man eine bedeutende Sammlung von Gemälden, Skulpturen, Fotografien und Videokunst wie beispielsweise von Edvard Munch, Alberto Giacometti und anderer moderner und zeitgenössischer Künstler. Das Museum Rietberg ist eines der international führenden Zentren für aussereuropäische Kunst. Wenige Schritte vom Hauptbahnhof Zürich entfernt beherbergt das Schweizerische Landesmuseum – ein über 100-jähriges schlossartiges Gebäude – die grösste kulturgeschichtliche Sammlung der Schweiz. Erwähnenswert ist auch das kleine Museum des Stadtarchivs am Neumarkt, wo ein Modell der Stadt Zürich im 18. Jahrhundert zu sehen ist.
Zürich beherbergt das weltweit einzige No Show Museum, das sich ausschliesslich dem «Nichts» widmet. In seinen Ausstellungen zeigen leere Bilderrahmen und weisse Räume, wie Abwesenheit, Leere und Stille in der Kunst thematisiert werden. Eine Einladung, im Informationszeitalter auch das Unsichtbare wahrzunehmen.
Weitere beachtenswerte Museen sind: Zoologisches Museum Zürich, Völkerkundemuseum Zürich, Nordamerika Native Museum, Museum für Gestaltung Zürich, Helmhaus, Museum Bellerive, Graphische Sammlung der ETH Zürich, Stiftung Sammlung E. G. Bührle, Centre Le Corbusier, Tram-Museum, Mühlerama Tiefenbrunnen, Museum Rietberg, Migros-Museum, MoneyMuseum, Zivilschutz-Museum, FIFA Museum sowie die 2023 eröffnete als Arbeitszimmer eingerichtete Thomas-Mann-Ausstellung: Im Schreiben eingerichtet. Thomas Mann und sein Arbeitszimmer.

#### Bibliotheken und Archive
Kulturelles Rückgrat der Stadt Zürich bilden die zahlreichen Bibliotheken und Archive. Viele können ihre Wurzeln bis ins Frühmittelalter zurückverfolgen, so z. B. die Zentralbibliothek Zürich, die Stadt-, Kantons- und Universitätsbibliothek ist. Universitätsbibliotheken sind in der Regel auch für Nicht-Studierende und Nicht-Universitätsangehörige offen, ausgenommen sind jedoch oft Institutsbibliotheken. Den wissenschaftlich orientierten Bibliotheken stehen die öffentlichen Bibliotheken gegenüber, die sich explizit an den Bedürfnissen ihrer Benutzer orientieren und keinen Sammelschwerpunkt kennen. Die Pestalozzi-Bibliothek Zürich verfügt über 14 Zweigstellen und ist so in allen Kreisen der Stadt vertreten.
Weitere Bibliotheken und Archive sind: Hauptbibliothek der Universität Zürich, Schweizerisches Sozialarchiv, Stadtarchiv Zürich, ETH-Bibliothek, Kunsthaus Zürich Bibliothek, Staatsarchiv des Kantons Zürich

#### Theater und Konzerte

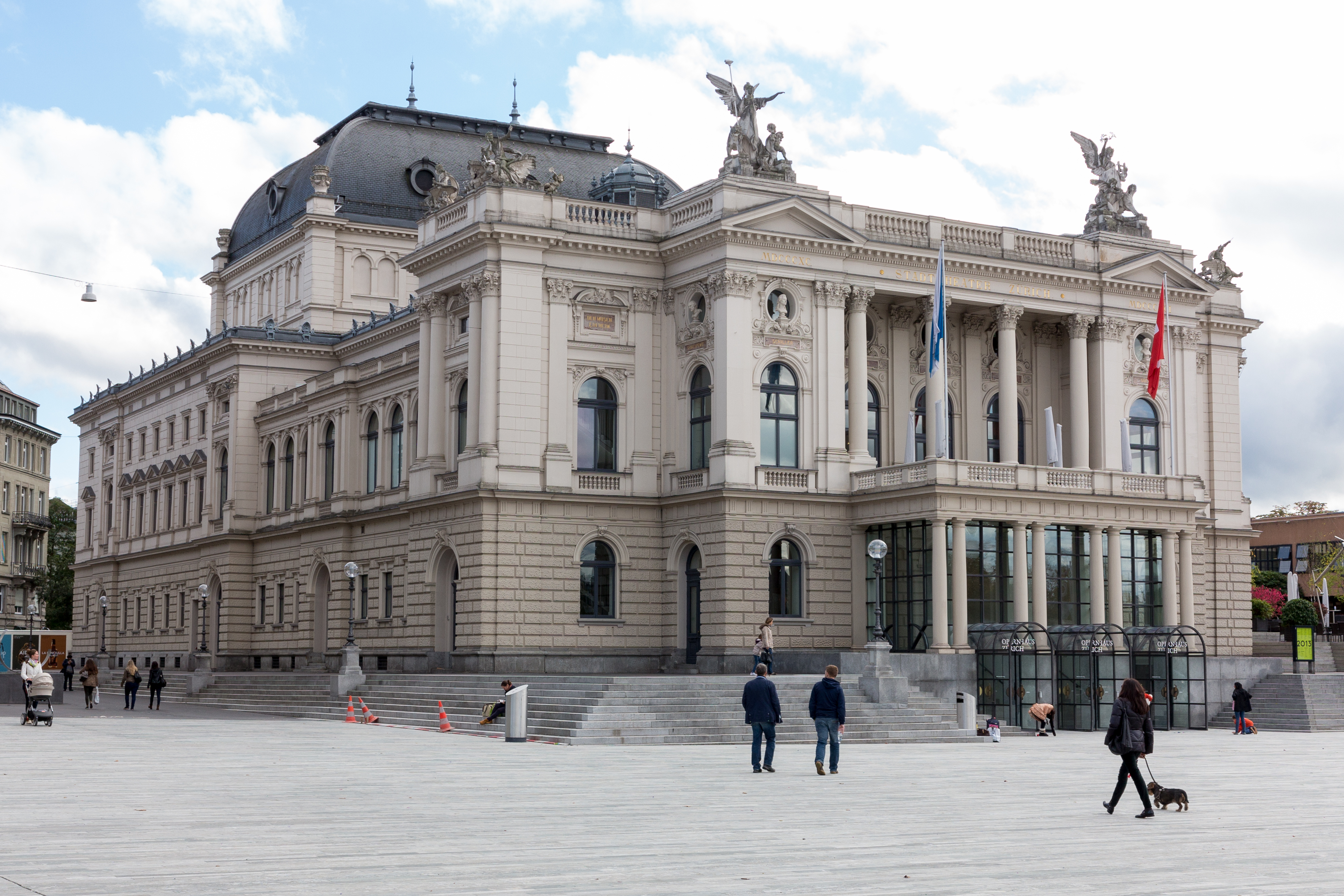
Opernhaus Zürich

Zürich weist eine grosse Anzahl von Theatern und Konzertlokalen auf. International bekannt sind das Opernhaus Zürich, die Tonhalle und das Schauspielhaus Zürich. Dazu kommen das Theaterhaus Gessnerallee, das Theater am Neumarkt, das Bernhard-Theater, das Theater am Hechtplatz und die zahlreichen Kleintheater – im Jahr 2022 bestanden in Zürich insgesamt 18 Theater. Bekannte Konzertlokale sind das Volkshaus am Helvetiaplatz, die Rote Fabrik in Wollishofen und der X-Tra im Limmathaus am Limmatplatz. Für Grossveranstaltungen werden das Hallenstadion in Oerlikon oder das Stadion Letzigrund genutzt. Von wachsender Bedeutung ist zudem die Maag Music Hall im Industriequartier.
Zu den jährlich stattfindenden Vorführungen mit nationaler Ausstrahlung und internationaler Beteiligung zählen unter anderem im Winter die Eiskunstlaufgala Art on Ice und im Sommer die Freiluftkonzertreihe Live at Sunset.
Zahlreiche Zürcher Musikensembles sind weit über die Schweizer Grenzen hinaus bekannt. Dazu zählen das Tonhalle-Orchester, das Orchester der Oper Zürich, das Zürcher Kammerorchester und die Zürcher Sängerknaben.

#### Kunst im öffentlichen Raum
An Zürichs öffentlichen Strassen und Plätzen und in Parks finden sich über 1300 Kunstwerke. Darunter sind zum Beispiel die Giacometti-Halle in der Polizei-Hauptwache, die Chorfenster von Marc Chagall in der Fraumünster-Kirche, die Heureka-Installation von Jean Tinguely am Zürichsee, der «L’Ange Protecteur» von Niki de Saint Phalle an der Decke der Zürcher Hauptbahnhofshalle, die Granitskulptur von Max Bill an der Bahnhofstrasse oder das futuristische Bahnhofsareal Stadelhofen von Santiago Calatrava.

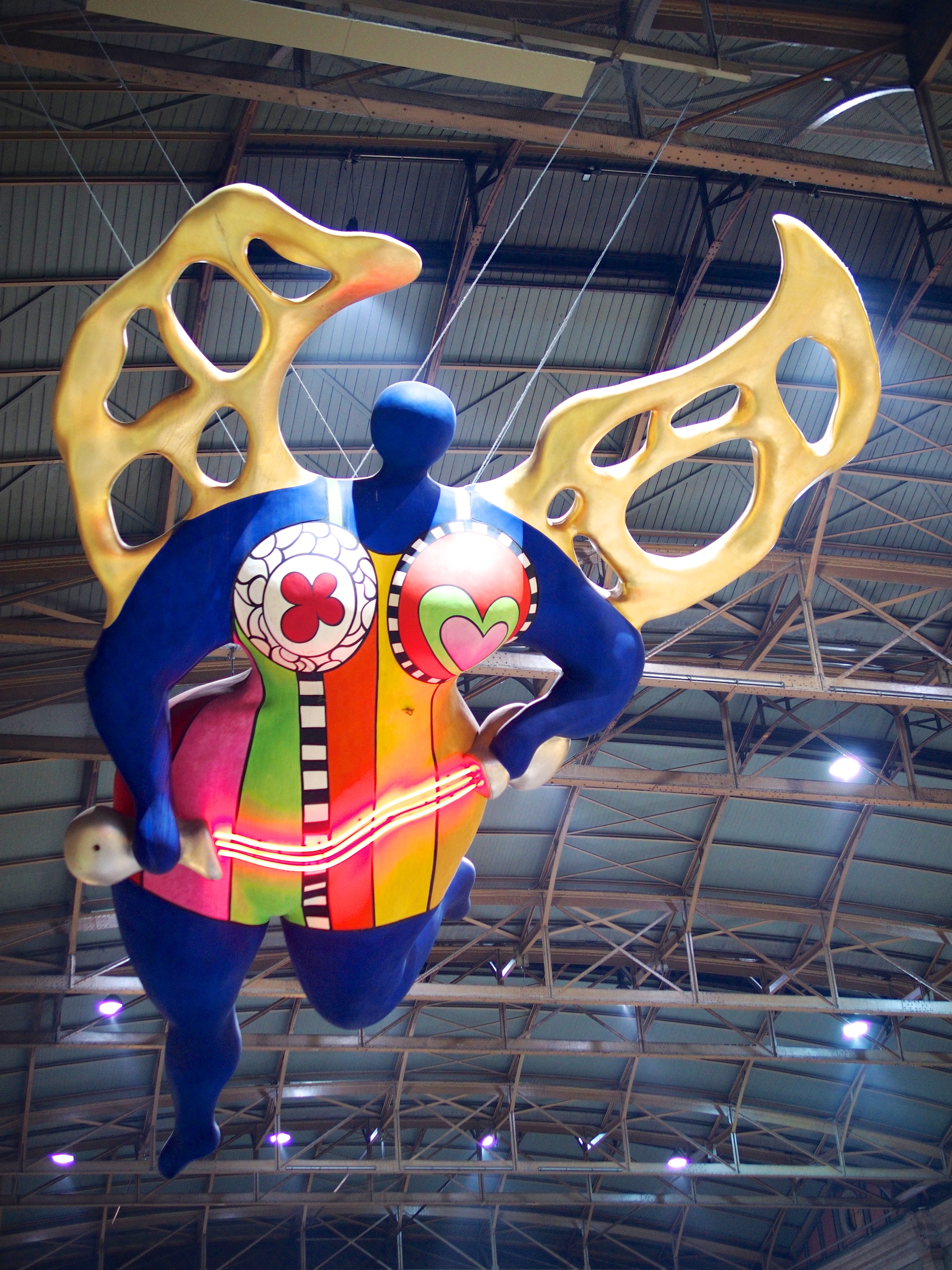
Niki de Saint Phalle: Ange protecteur, deutsch: Schutzengel für Reisende (1997). Wannerhalle, Hauptbahnhof
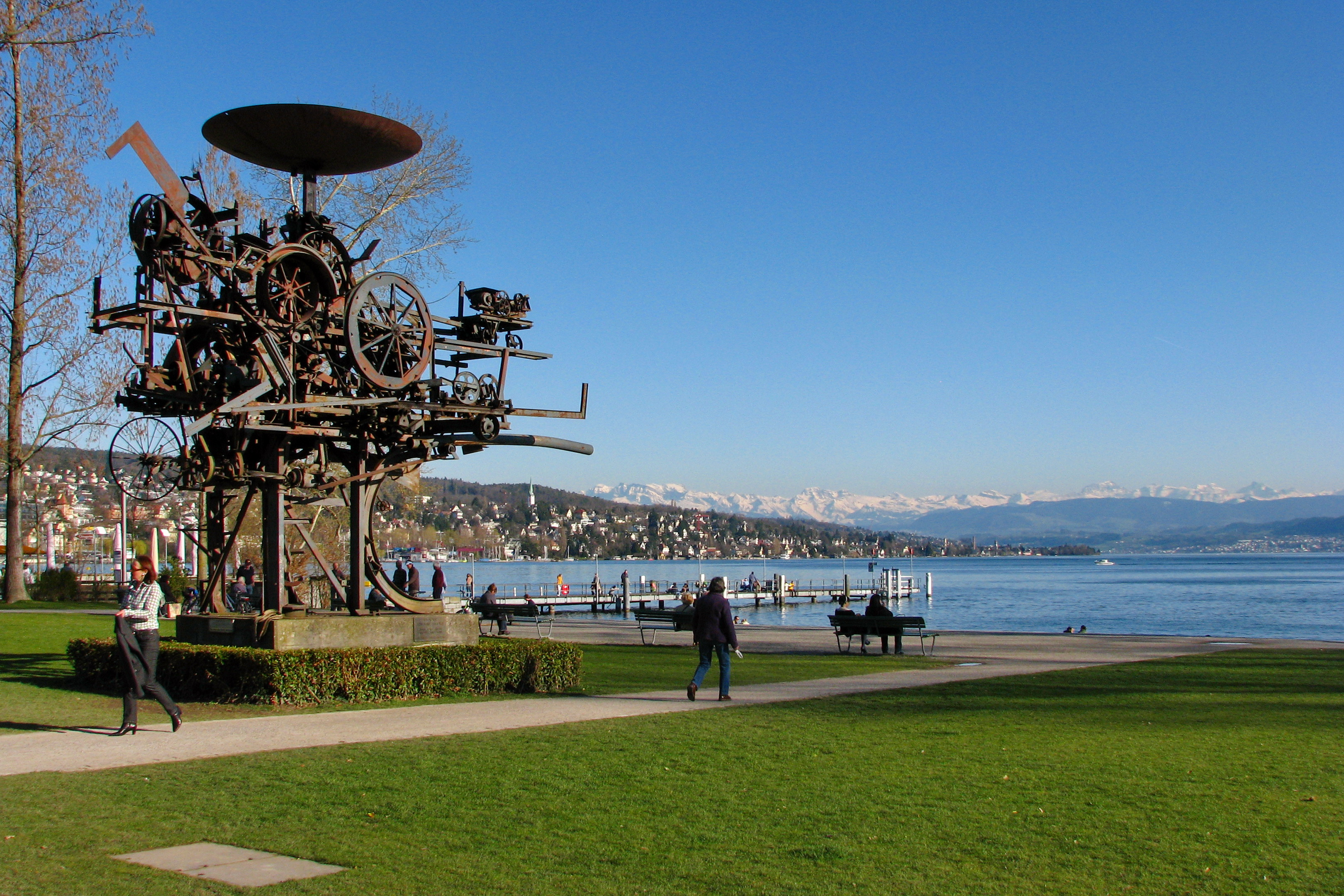
Jean Tinguely: Heureka (1963/64). Zürichhorn
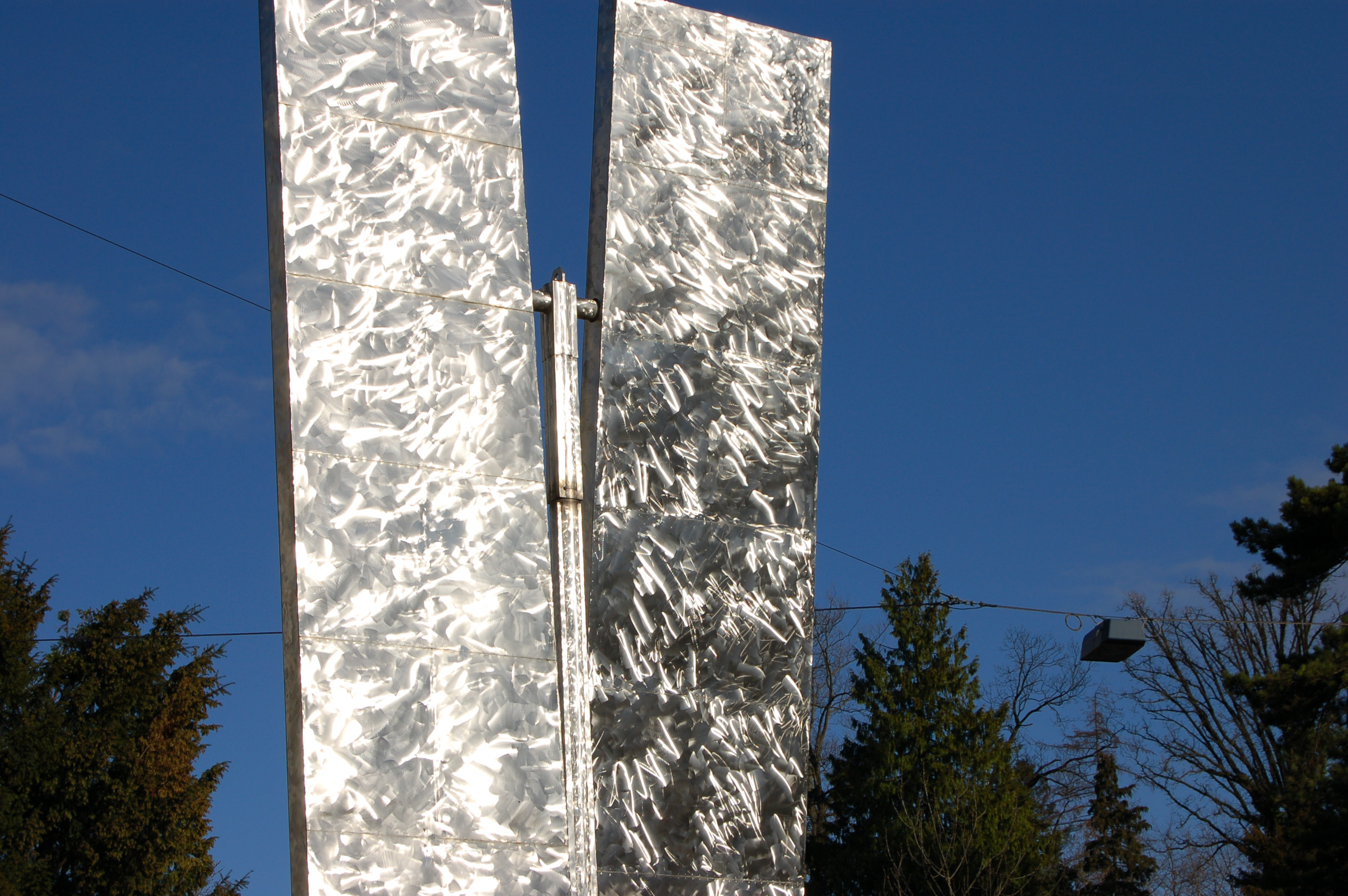
George Rickey: Two Rectangles Vertical Gyratory up III (1972). Schanzengraben
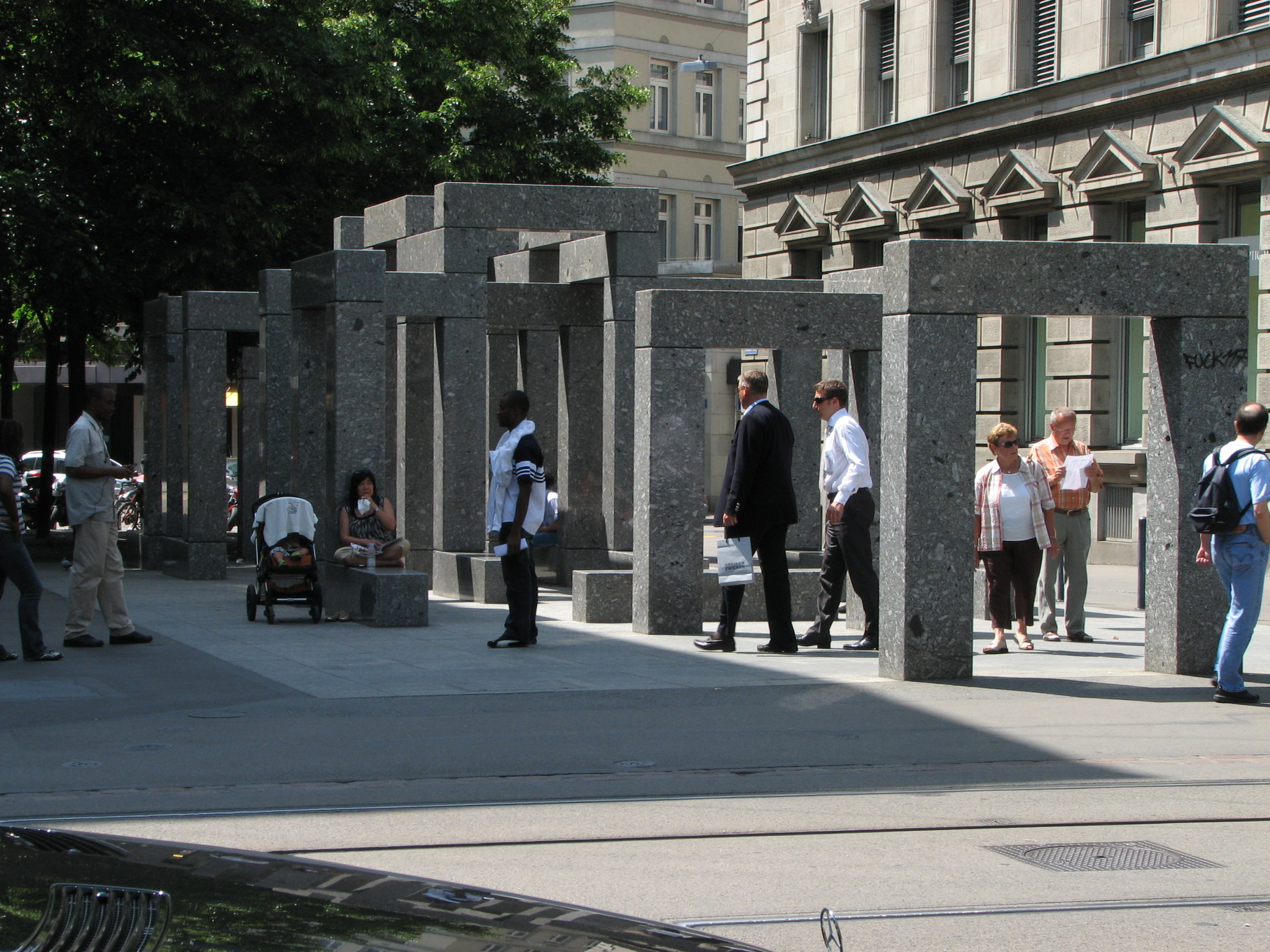
Max Bill: Pavillon-Skulptur (1979–1983). Bahnhofstrasse
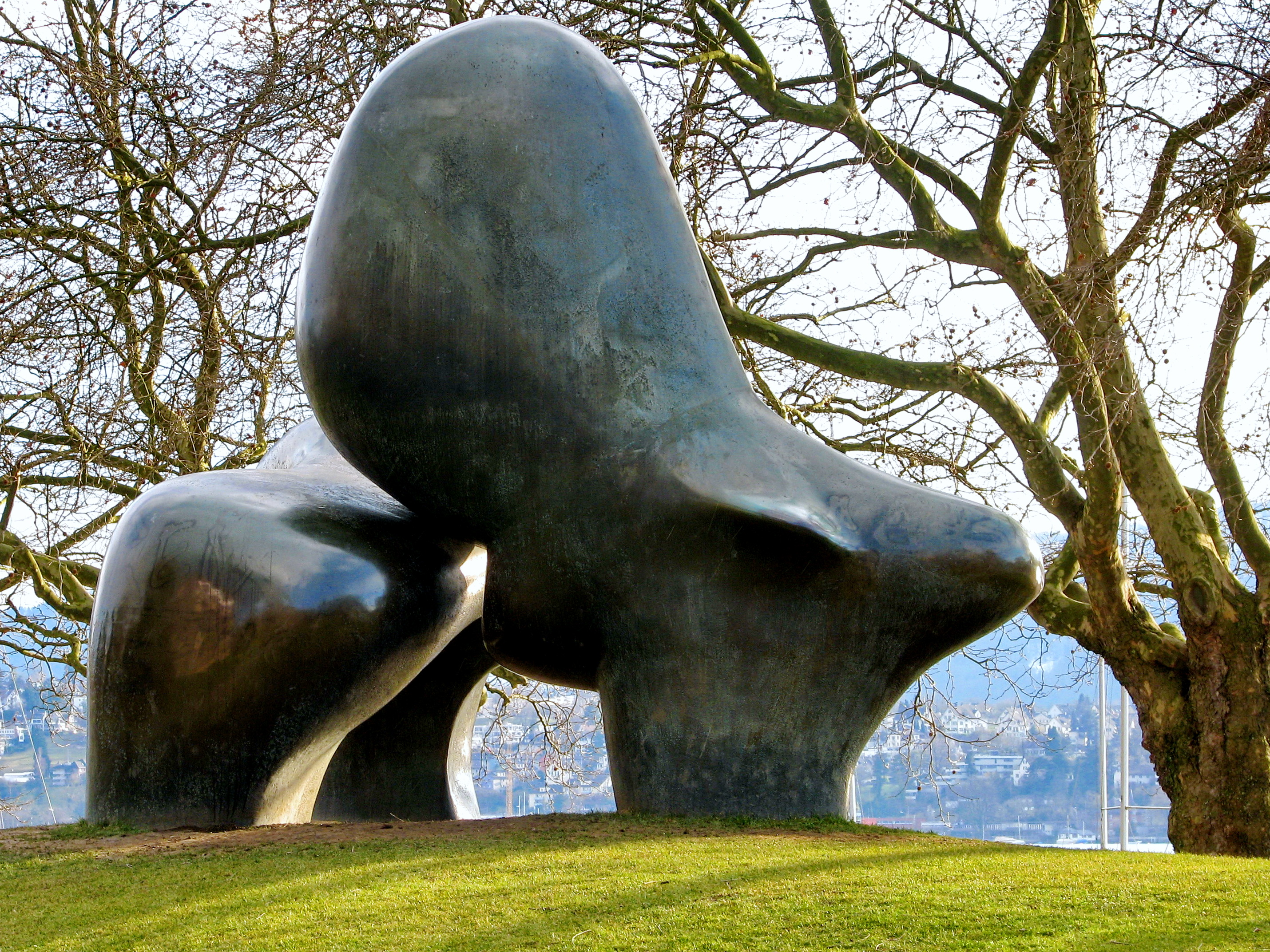
Henry Moore: Sheep Piece (1971–1972). Zürich-Seefeld

### Veranstaltungen und Feste

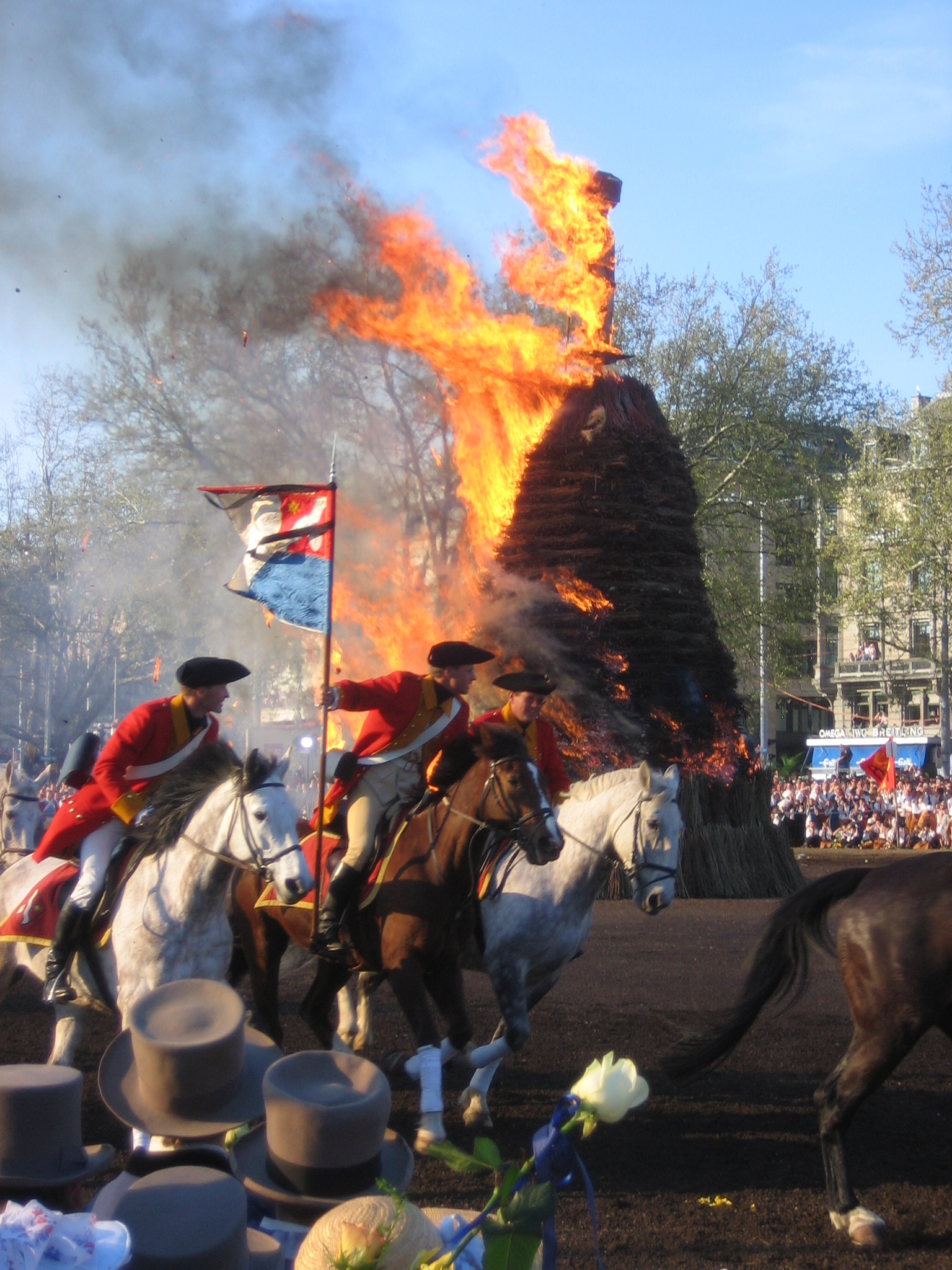
Sechseläuten

Traditionelle Veranstaltungen in Zürich sind das Sechseläuten sowie das Knabenschiessen. Das Sechseläuten findet jedes Jahr im April statt. Mittelpunkt des Festes ist ein Umzug der Zünfte und das Abbrennen des «Bööggs», des personifizierten Winters. Beim Knabenschiessen, welches Mitte September durchgeführt wird, machen rund 5000 Jugendliche den Schützenkönig unter sich aus. Beide Anlässe finden an einem Montag statt und sind in der Stadt Zürich sowie im nahen Umland offizielle Feiertage.
International bekannt ist auch die Street Parade, die grösste House- und Techno-Parade der Welt. Die Street Parade findet jeweils am zweiten Augustwochenende statt und zieht rund eine Million Menschen in die Limmatstadt.
Ebenfalls im Sommer finden verschiedene Festivals, Open Airs, Strassen- und Platzfeste statt, unter anderem das Caliente-, Lauter- und Vorstadt Sounds Festival, das Langstrassen-, Dörfli-, Brupbacherplatz, Hallwylplatz-, Idaplatz- und Röntgenplatzfest, sowie das Stolze-, Werdinsel-, Wipkingen- und Wollishofen Openair.
Alle drei Jahre (zuletzt 2023) findet das Züri Fäscht, das mit Abstand grösste Schweizer Volksfest, statt. Es lockt während drei Tagen bis zu drei Millionen Menschen an das Zürcher Seebecken.
Am letzten Tag vor den Weihnachtsferien feiern die Schulkinder in den frühesten Morgenstunden seit Jahrhunderten lärmend den Schulsilvester. An Silvester findet der Silvesterzauber Zürcher Hoteliers statt, die grösste Neujahrsparty der Schweiz.
Bekannte Kunst- und Kulturveranstaltungen in Zürich sind die Festspiele Zürich, das Zürcher Theater Spektakel oder das Zurich Film Festival.
In Zürich finden zahlreiche Messen und Ausstellungen statt. Zu den bekanntesten Messen zählen die Züspa, die Orbit-iEX, die Fespo, die Giardina und die Expovina.

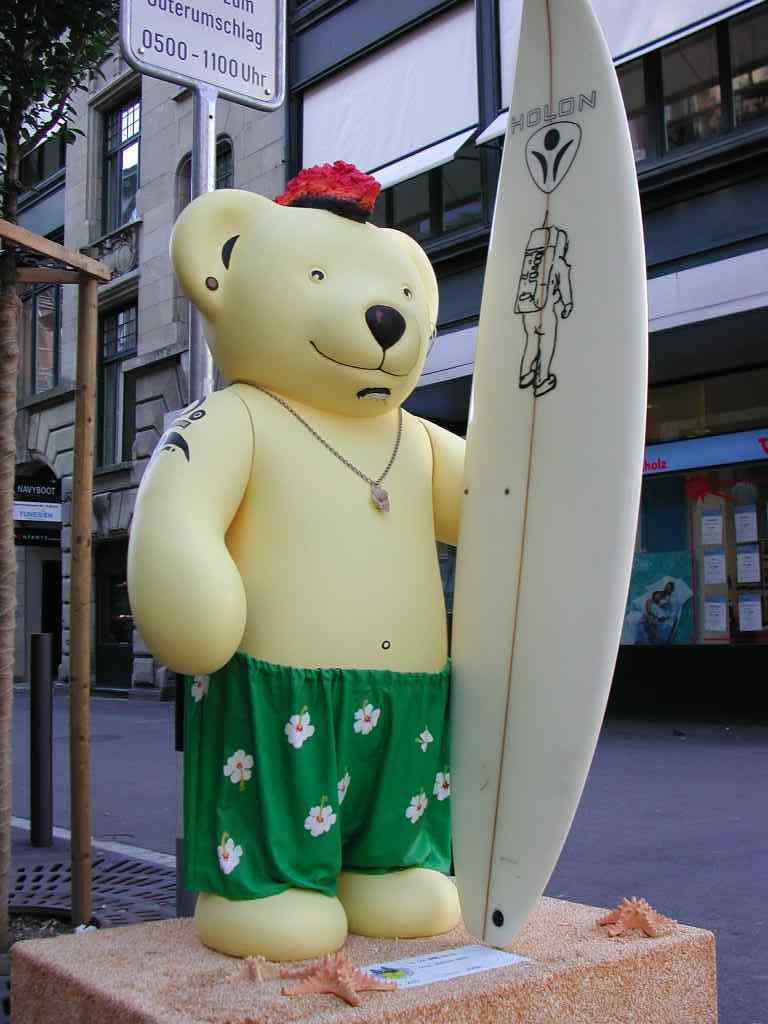
Einer der rund 500 Teddys

In unregelmässigen Abständen stellt die City Vereinigung von den Mitgliedern gesponserte Figuren in der ganzen Stadt auf. Die Mitglieder lassen ihre Figuren von Künstlern gestalten. Oft wird die Gestaltung an das Geschäftsfeld des Sponsors angepasst, manchmal werden auch Wortspiele umgesetzt oder mehrere Figuren als Serie gestaltet. Nachdem die Stadt Zürich bei der ersten Aktion 1986 mit Figuren ihres Wappentieres, dem Löwen, verziert wurde, folgten 1999 Kühe, 2001 Sitzbänke und 2005 schliesslich Teddybären. Die Figuren stehen jeweils während des Sommers in der Innenstadt (und an Aussenstationen wie dem Flughafen Zürich). Nach Ende der Aktion werden jeweils diejenigen Figuren, welche von den Sponsoren nicht behalten werden, in einer Auktion versteigert. 2009 wurde Zürich zur «Gartencity». Dabei wurden in der ganzen Stadt von Künstlern gestaltete Töpfe mit Pflanzen aufgestellt.

### Nachtleben

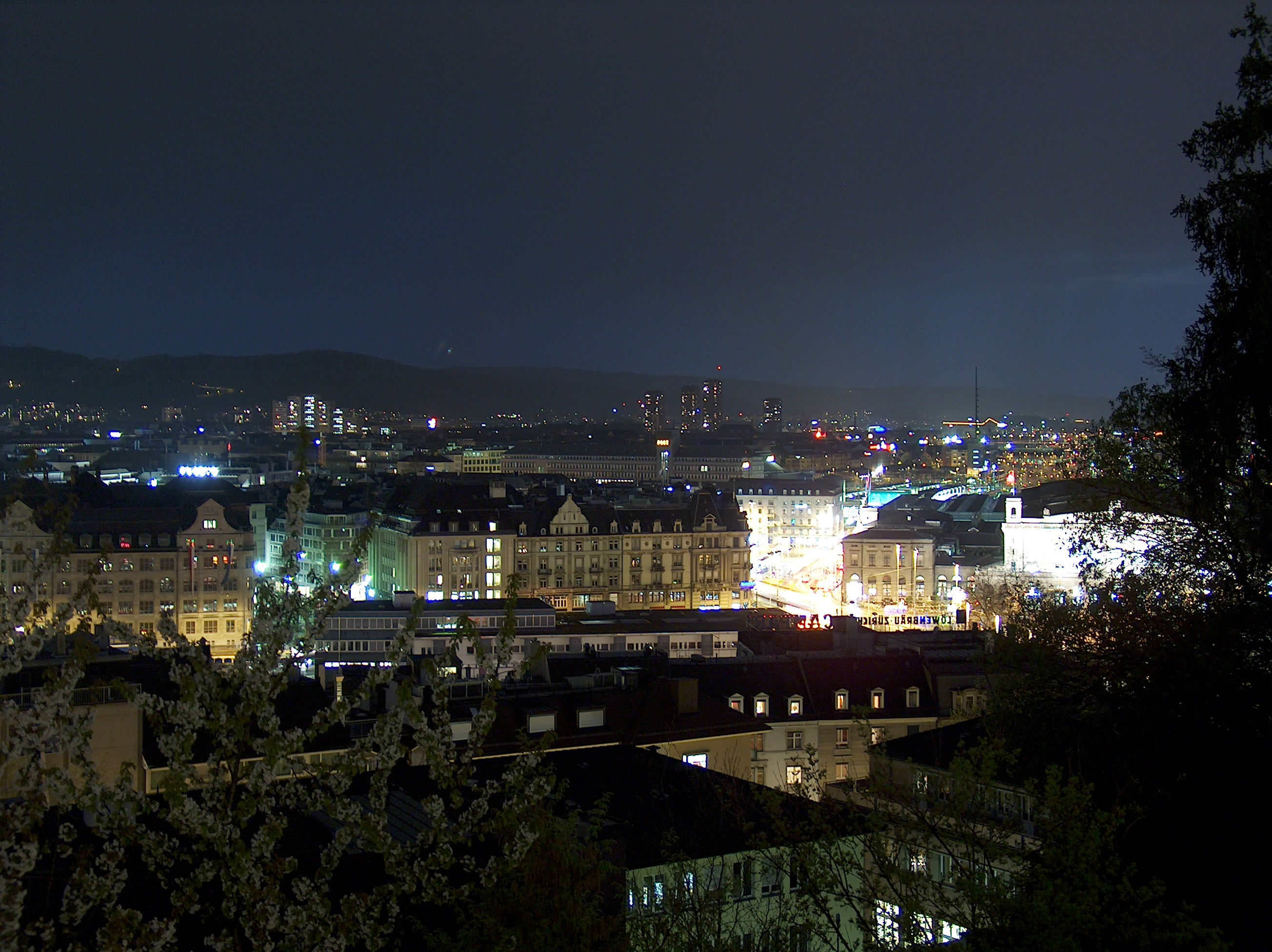
Zürich bei Nacht von der Polyterrasse gesehen

Zürich bietet ein vielfältiges Nachtleben mit 500 Bars, Nachtclubs und Diskotheken und weist die höchste Clubdichte der Schweiz auf. Zu den beliebtesten Ausgeh-Quartieren zählen das Langstrassequartier, das Niederdörfli und Zürich-West. Während der Sommermonate wird das breite Angebot zudem mit diversen Freiluftkinos, unter anderem das seit 1989 stattfindende Kino am See (heute Allianz Cinema), sowie weiteren Veranstaltungen und Bars unter freiem Himmel ergänzt. Neben Konzerten von internationalen berühmten Persönlichkeiten finden regelmässig zahlreiche regionale Anlässe statt.
Kultstatus geniessen die sogenannten «Badi-Bars» in den städtischen Badeanlagen. Zu den bekanntesten zählen das Rimini, die Barfussbar, das Seebad Enge sowie das Flussbad Oberer Letten.

### Einkaufen und Mode
Zürichs Einkaufsangebot ist breit gefächert. Internationale Modemarken finden sich vor allem an der Bahnhofstrasse; lokale, urbane Zürich-Modemarken im Langstrassenquartier. Grosse Einkaufszentren auf Stadtgebiet sind das Sihlcity in Wiedikon mit 80 Geschäften und der Letzipark in Altstetten. So auch in der Altstadt mit kleineren Läden. In den Läden am Flughafen und im Hauptbahnhof Zürich beziehungsweise im Shopville kann auch am Wochenende eingekauft werden.
Die Zürcher Bahnhofstrasse hat wesentlich zum Ruf Zürichs als Einkaufsparadies beigetragen. Im ehemaligen Fröschengraben finden sich heute internationale Marken-, Juwelier- und Uhrengeschäfte sowie Kaufhäuser. Je weiter der Bahnhofstrasse vom Bahnhof Richtung See gefolgt wird, desto exklusiver werden die Boutiquen mit noblen Kleidermarken, Accessoires, Schmuck und Uhren. Hier reihen sich bekannte Luxusgeschäfte aneinander.
Neben internationalen Mode- und Luxusmarken finden sich in Zürich zahlreiche Läden und Ateliers mit urbanen Zürich-Modemarken. Zürichs Kreativwirtschaft wächst stetig. Heute finden sich rund 4000 kreative Betriebe in der Stadt. Das Langstrassenquartier in Zürich-West ist ein Zentrum des kreativen Schaffens. In Zürichs vielfältigstem Viertel, zum Beispiel in der Ankerstrasse, lassen sich in den Läden Kleider, Hüte, Schuhe, Accessoires, Schmuck, Möbel und verschiedene Gebrauchsgegenstände finden. Hier finden sich 70 Modemarken. Viele Ateliers haben ihren eigenen kleinen Laden.
Im November findet im Kongresshaus jeweils die Blickfang statt, eine Designmesse für Möbel, Mode und Schmuck.
Kontraste zur Bahnhofstrasse und dem Langstrassenquartier sind das Handwerksquartier Schipfe sowie die Flaniermeilen des Nieder- und Oberdorfs. Die Schipfe zählt zu den ältesten Stadtquartieren und ist das Quartier der Handwerker geblieben. Und im Zentrum der Altstadt, im Ober- und Niederdorf, finden sich viele Trend- und Traditionsgeschäfte wie Schwarzenbach Kolonialwaren mit 140-jähriger Familientradition.

## Sport
Zürich besitzt neben privaten sehr viele städtisch geförderte Sportanlagen, die vom Sportamt unterhalten werden. Dieses ist dem Schul- und Sportdepartement der Stadt Zürich untergeordnet. Die Aufgabe des Sportamtes ist die Sportförderung, die Bereitstellung von Sportanlagen für das öffentliche Publikum, die Abhaltung des obligatorischen Schwimmunterrichts (Schulsport) und die Aufklärung der Bevölkerung über Sportmöglichkeiten, -anlagen, -vereine und -veranstaltungen.

### Vereine
Die Fussballvereine Grasshopper Club Zürich (GC) und FC Zürich (FCZ) spielen in der Super League, der höchsten Spielklasse im schweizerischen Fussball. Während GC Rekordmeister (27 gewonnene Meisterschaften) und Rekordsieger im Schweizer Cup (19 Cupsiege) ist, war der FCZ zuletzt erfolgreicher und gewann in der Saison 2021/22 zuletzt eine Meisterschaft. YF Juventus spielt zurzeit in der Promotion League, der dritthöchsten Schweizer Liga, in der 2. Liga interregional, der fünfthöchsten Liga, spielen der FC Blue Stars, der SV Höngg, der FC Red Star, der FC Seefeld, der FC United Zürich und der FC Kosova.
Im Eishockey stellt Zürich mit den ZSC Lions eine Mannschaft in der obersten Schweizer Liga, der National League A. Der Verein gewann zehnmal die Schweizer Meisterschaft und in den Jahren 2001 und 2002 den IIHF Continental Cup. In der Saison 2008/09 konnten sie zudem die erstmals durchgeführte Champions Hockey League gewinnen. Mit den GCK Lions spielt ein weiterer Verein in der National League B. Die beiden Vereine haben sich 1997 zusammengeschlossen.
Mit der Handball-Sektion kann der polysportive Grasshopper Club Zürich eine weitere sehr erfolgreiche Sektion vorweisen. Sie spielt in der Nationalliga A und ist mit 21 Titeln im Handball ebenfalls Rekordmeister. In der Saison 2007/2008 spielten die Spitzenvereine Kadetten Schaffhausen und der Grasshopper-Club in einer Allianz. Den dadurch frei gewordenen Platz übernahm das 2. Team von GC unter dem Namen Grasshopper Club Zürich Espoirs. Die Allianz endete nach einer Saison.
Der GC Amicitia Zürich wurde 1931 als HC Amicitia gegründet und ist heute einer der grössten Handballclubs der Schweiz. Er holte sich 2008 seinen vierten Titel. Aktuell spielen die Grasshoppers und Amicitia in einer Spielergemeinschaft in der höchsten nationalen Spielklasse.
Der LC Zürich ist einer der grössten und erfolgreichsten Schweizer Leichtathletikvereinen. Er wurde 1922 als Leichtathletik-Sektion des FC Zürich gegründet, ist seit 1934 jedoch ein eigenständiger Verein. In weniger beachteten Sportarten haben insbesondere der Volleyballverein VBC Voléro Zürich, der American-Football-Verein Zurich Renegades und der Challengers Baseball Club Zürich einige internationale Erfolge aufzuweisen.

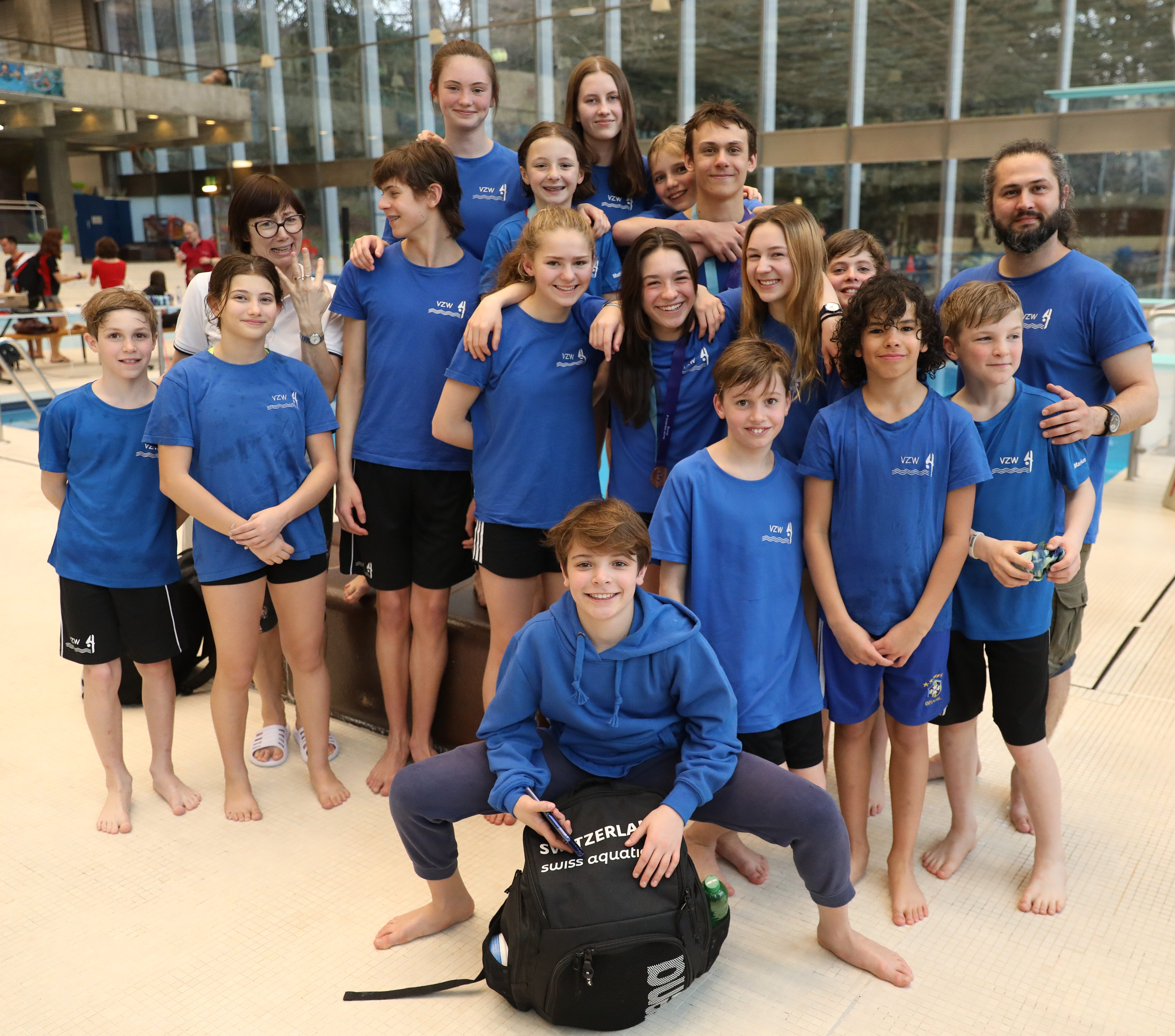
Verein Zürcher Wasserspringer bei den Juniorenschweizermeisterschaften 2022

Im Wasserball ist Zürich durch den Wasserballklub Stadtmannschaft Zürich in der NLB vertreten. Die Heimspiele werden im Max-Frisch-Bad beim Letzigraben ausgetragen. Am meisten Erfolge kann mit acht Schweizermeistertiteln das Damenteam vorweisen. Im Wasserspringen ist der Verein Zürcher Wasserspringer tätig.
Die Schachgesellschaft Zürich (SG Zürich) ist der älteste bestehende Schachverein der Welt. Im Jahre 2009 feierte die Schachgesellschaft Zürich ihr 200-jähriges Bestehen. Aus diesem Anlass fanden im August drei Grossveranstaltungen im Kongresshaus und im Hauptbahnhof Zürich statt.
Der Zürcher Turnverband führt unter anderem das Zürcher Kantonalturnfest durch. Zu den erfolgreichsten Zürcher Athleten gehören die Nationalturner Eddy Yusof, Henji Mboyo und Samir Serhani. Yusof konnte eine Bronzemedaille bei den Turn-Europameisterschaften 2016 in Bern gewinnen.
In der Stadt gibt es zwei Rugby-Union-Vereine, die Rugby-Sektion von GC und die Rugby Union Zürich.

### Sportstätten

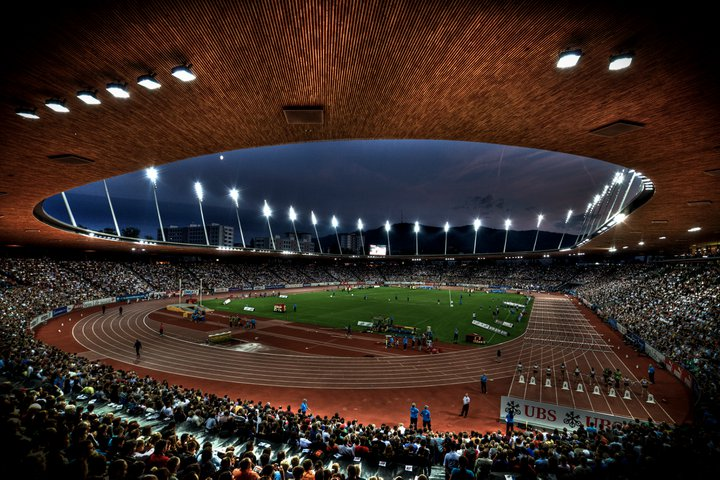
Stadion Letzigrund während der Weltklasse

Das wohl berühmteste Stadion in Zürich ist das Hallenstadion in Oerlikon. Das ehemalige Heimstadion des Eishockeyclubs ZSC Lions steht unter Denkmalschutz, wurde innen umgebaut und im August 2005 neu eröffnet. Daneben befindet sich die Offene Rennbahn Oerlikon. Seit Oktober 2022 ist die neu erbaute Swiss Life Arena in Zürich-Altstetten die Spielstätte der ZSC Lions. Ein weiteres Stadion war der Hardturm, Heimstadion des Fussballteams Grasshopper Club Zürich (GC) – es wurde jedoch 2008 abgerissen – und der Letzigrund, Heimstadion des Fussballclubs Zürich (FCZ). Für beide Fussballstadien bewilligte das Stimmvolk im Hinblick auf die Europameisterschaft 2008 einen Neubau.
Für Aufsehen im Sport-Zürich sorgte zuletzt vor allem der sogenannte Stadion-Streit, der dazu führte, dass der Neubau des ursprünglich als Stadion für die Europameisterschaft 2008 vorgesehenen Hardturms, der auf dem Dach einer kommerziellen Überbauung Platz nehmen soll, wegen Einsprachen von Nachbarn und Umweltverbänden ins Stocken kam. Deshalb wurde im Oktober 2005 mit dem EM-konformen und fristgerechten Umbau des Letzigrundes, des zweiten grossen Zürcher Fussballstadions, begonnen.
Die Saalsporthalle in der Brunau wird für Hallensportarten wie Volleyball, Handball, Unihockey und früher auch für Tennisturniere genutzt.
Die Stadt Zürich besitzt die grösste Dichte an Schwimmanlagen in Europa. 25 öffentliche Bäder, aufgeteilt in sieben Hallen-, sieben Frei-, fünf Fluss- und sechs See- bzw. Strandbäder, zählt Zürich innerhalb der Stadtgrenze, darunter das Freibad Letzigraben, das heute nach seinem Erbauer auch Max-Frisch-Bad genannt wird. Hinzu kommen 17 weitere Schulschwimmanlagen. Über zwei Millionen (Stand: 2006) Besucher benützen die öffentlichen Bäder jährlich.

### Internationale Organisationen

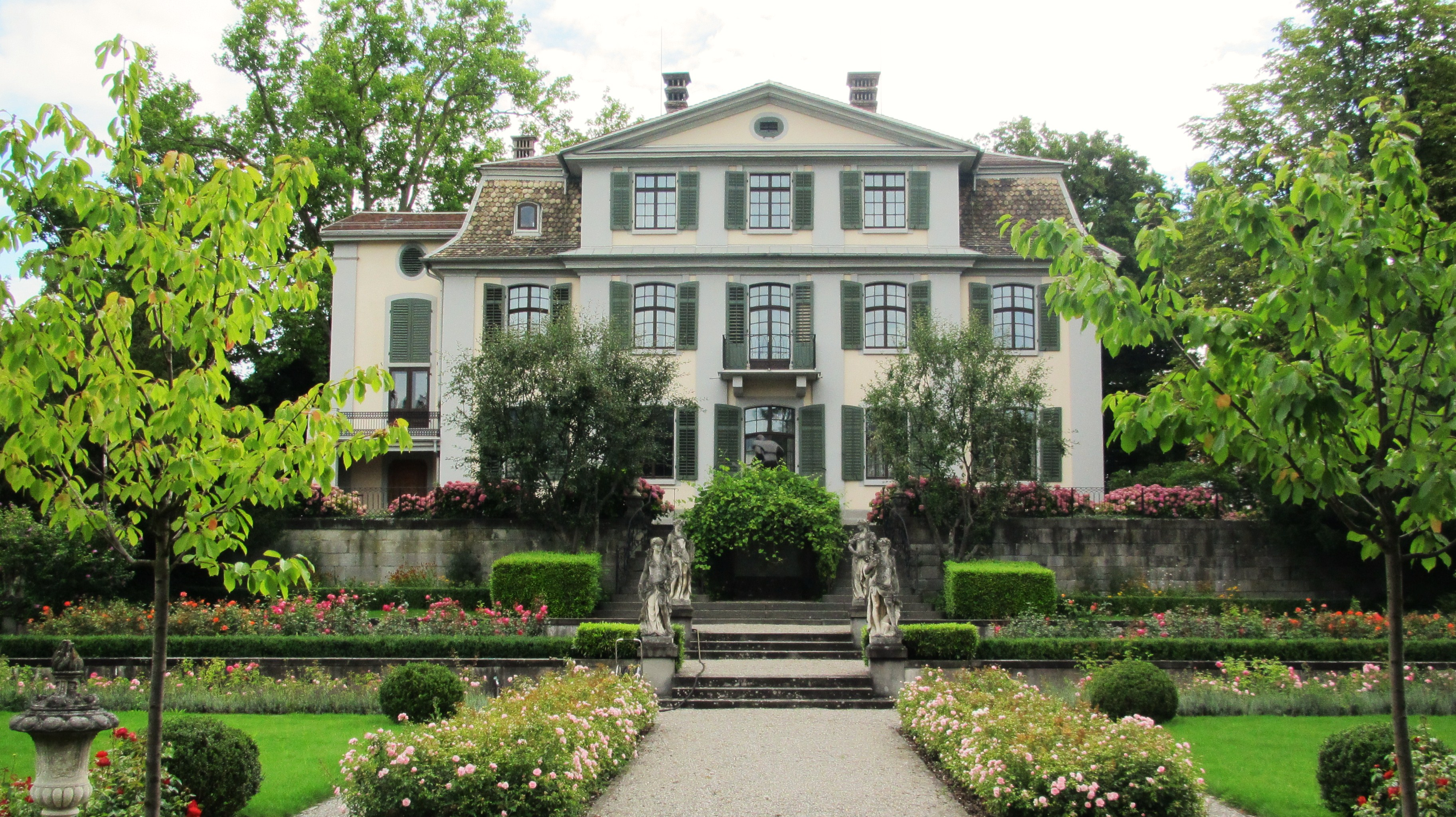
Hauptsitz der IIHF in Zürich

Der Weltfussballverband FIFA hat seinen Sitz in Zürich. Am 29. Mai 2007 wurde im Quartier Hottingen in der Nähe des Zoos das neue FIFA-Hauptquartier eingeweiht. Der luxuriöse Bau kostete 240 Millionen Franken und wurde von der Architektin Tilla Theus entworfen.
Die Internationale Eishockey-Föderation (IIHF) hat ihren Sitz ebenfalls in Zürich. Sie feierte im Jahr 2008 wie auch der Schweizerische Eishockeyverband ihr 100-Jahr-Jubiläum. Die Schweizerische Post gab zu dem runden Geburtstag eine Sondermarke im Wert von einem Franken zu Ehren der beiden Verbände heraus.

### Veranstaltungen
Zürich war Spielort der Fussball-Weltmeisterschaft 1954, Spielort der Fussball-Europameisterschaft 2008 und wird auch einer von acht Spielorten der Fussball-Europameisterschaft der Frauen 2025 sein. Die Eishockey-Weltmeisterschaft fand 1939, 1953 und 1998 im Hallenstadion statt und wird 2026 in der Swiss Life Arena erneut ausgetragen. Erstmalig wurden die Eishockey-Weltmeisterschaft der Frauen 2011 in Zürich ausgetragen.
Neben der achtmaligen Austragung der Bahnradsport-Weltmeisterschaften auf der Offene Rennbahn Oerlikon war Zürich auch viermal Austragungsort der Straßenradsport-Weltmeisterschaften, zuletzt 2024. Bis im Jahr 2014 fand neben dem traditionsreichen Eintages-Strassenrennen Meisterschaft von Zürich, volkstümlich Züri Metzgete genannt, auch 58 Mal das Zürcher Sechstagerennen statt.
Im Stadion Letzigrund findet seit 1928 alljährlich im August mit «Weltklasse Zürich» ein Leichtathletik-Meeting der IAAF Diamond League statt. An gleicher Stelle wurde ebenfalls die Leichtathletik-Europameisterschaften 2014 ausgetragen. Mit dem Zürich Marathon, dem Zürcher Silvesterlauf und der SOLA-Stafette werden weitere Volks- und Strassenläufe veranstaltet.
Mehrmalig ausgetragen wurde ausserdem das Hallen-Tennisturnier «Zurich Open» auf der WTA Tour (bis 2008), das internationalen Hallenspringturnier CSI Zürich (bis 2018), der Ironman Switzerland (bis 2019), die Freestyle-Sportveranstaltung Freestyle.ch (zuletzt 2019), die Volleyball-Klub-Weltmeisterschaft (zuletzt 2015) und die Unihockey-Weltmeisterschaft (zuletzt 2022). Einmalig ausgetragen wurde 2018 der Zürich E-Prix.
Grosser Beliebtheit erfreut sich bei der Stadtbevölkerung ausserdem die Teilnahme am jährlich stattfindenden Limmatschwimmen, der Jugendsportveranstaltung De schnällscht Zürihegel und am sogenannte Zürcher Derby, dem Fussballspiel zwischen den beiden lokal ansässigen Fussballclubs.

## Persönlichkeiten
Einige bedeutende Theologen wirkten in Zürich, insbesondere während der Reformationszeit. Huldrych Zwingli galt als Führer der Zürcher Reformation und die Täuferbewegung nahm ebenfalls ihren Ursprung in Zürich mit Felix Manz und Konrad Grebel. Im 18. Jahrhundert wurde Johann Heinrich Pestalozzi in Zürich geboren, der sich einen Namen als Pädagoge, sowie Schul- und Sozialreformer machte. Des Weiteren wurden der Schriftsteller Johann Jakob Breitinger und der Dichter, Verleger und Kupferstecher Salomon Gessner in Zürich geboren. Georg Büchner ist in Zürich begraben. Richard Wagner und Michail Bakunin, in ihrer Heimat verfolgt, suchten Zuflucht in Zürich. Von 1861 bis 1876 war ein Schriftsteller Staatsschreiber von Zürich, der geborene Zürcher Gottfried Keller. Von 1889 bis 1897 lebte und studierte Rosa Luxemburg in der Stadt. Während der Weltkriege haben viele bedeutende Persönlichkeiten in Zürich im Exil gelebt, so zweimal James Joyce, der hier auch seine letzte Ruhestätte fand. Lenin, der führende Kopf der Oktoberrevolution, lebte als Exilant während des Ersten Weltkriegs in der Spiegelgasse 14. Viele Intellektuelle, Psychologen, Theaterschaffende, Schriftsteller und bildende Künstler fanden hier vorübergehend Schutz vor Verfolgung oder erhielten Asyl und wurden eingebürgert, wie etwa Leopold Lindtberg und Therese Giehse. Die Schriftsteller Thomas Mann und Bertolt Brecht flohen nach dem Zweiten Weltkrieg vor McCarthy nach Zürich. Eine Vielzahl bedeutender Wissenschaftler hat zudem an den Zürcher Hochschulen studiert oder gelehrt. So hat beispielsweise Albert Einstein an der ETH Zürich studiert und war an beiden Zürcher Hochschulen als Professor tätig.
Weitere bedeutende Personen, die entweder aus der Stadt Zürich stammen oder längere Zeit dort gewirkt haben, sind in der Liste von Persönlichkeiten der Stadt Zürich aufgeführt.
Ehrenbürger:
Die Rechtsform des Ehrenbürgerrechtes ist im zürcherischen Recht im Prinzip nicht bekannt. Auf Gewohnheitsrecht kann sich jedoch das Kloster Einsiedeln berufen. Seit der zweiten Hälfte des 13. Jahrhunderts wird der Abt von Einsiedeln aufgrund der Burgrechtsverträge des Klosters mit der Stadt Zürich zum Stadtbürger auf Lebenszeit. 1866 wurde das Bürgerrecht in ein Ehrenbürgerrecht umgewandelt. Jeder Abt von Einsiedeln wird seitdem Ehrenbürger Zürichs.

### Geschichte
- Max Schultheiss, Andreas Motschi, Nicola Behrens: Zürich (Gemeinde). In: Historisches Lexikon der Schweiz.  25. Januar 2015.

### Architektur
- Roderick Hönig: Zürich wird gebaut. Architekturführer Zürich 1990–2010. Hochparterre, Zürich 2010, ISBN 978-3-85881-127-1.
- Hanspeter Rebsamen, Cornelia Bauer, Jan Capol: Zürich. In: Gesellschaft für Schweizerische Kunstgeschichte (Hrsg.): INSA Inventar der neueren Schweizer Architektur 1850–1920. Band 10. Orell Füssli, Zürich 1992, ISBN 3-280-02180-4, S. 197–455, doi:10.5169/seals-10931 (259 S. 351 Abb., e-periodica.ch – Separatdruck 2001 ISBN 3-280-02817-5).
- Werner Oechslin: Hochschulstadt Zürich. Bauten der ETH 1855–2005. GTA, Zürich 2005, ISBN 3-85676-154-3.
- Regine Abegg, Christine Barraud Wiener: Die Augustinerkirche in Zürich (= Schweizerische Kunstführer. Band 661). GSK, Bern 1999, ISBN 3-85782-661-4.
- Hanspeter Rebsamen: Der Neuberg in Zürich und seine Empire-Ausstattung (= Schweizerische Kunstführer. Band 616). GSK, Bern 1997, ISBN 3-85782-616-9.
- Dölf Wild, Urs Jäggin: Die Predigerkirche in Zürich (= Schweizerische Kunstführer. Band 759). GSK, Bern 2004, ISBN 3-85782-759-9.
- Dieter Nievergelt, Pietro Maggi: Die Giacomettihalle im Amtshaus I in Zürich (= Schweizerische Kunstführer. Band 682/683). GSK, Bern 2000, ISBN 3-85782-682-7.
- T. K. Friedli u. a.: Sempers ehemalige Eidgenössische Sternwarte in Zürich (= Schweizerische Kunstführer. Band 631/632). GSK, Bern 1998, ISBN 3-85782-631-2.
- Urs Baur, Dieter Nievergelt: Der Fraumünsterkreuzgang in Zürich (= Schweizerische Kunstführer. Band 353). GSK, Bern 1984, ISBN 3-85782-353-4.
- Alexander Bonte, J. Christoph Bürkle: Max Dudler Die neue Dichte – Der neue Stadtteil Europaallee und die Pädagogische Hochschule Zürich. Jovis, Berlin 2012, ISBN 978-3-86859-198-9.

### Kultur
- Arlette Kosch: Literarisches Zürich. 150 Autoren – Wohnorte, Wirken und Werke. Fritsch, Jena 2002, ISBN 3-931911-24-1.
- Ute Kröger: Zürich, du mein blaues Wunder. Literarische Streifzüge durch eine europäische Kulturstadt. Limmat, Zürich 2004, ISBN 3-85791-447-5.
- Ueli Staub: Jazzstadt Zürich. Von Louis Armstrong bis Zurich Jazz Orchestra. Neue Zürcher Zeitung, Zürich 2003, ISBN 3-03823-012-X.
- Sigmund Widmer: Zürich. Eine Kulturgeschichte. 13 Bände. Artemis, Zürich 1975–1986, ISBN 3-7608-0399-7.

### Verschiedenes
- Mike Van Audenhove: Zürich by Mike. 11 Bände. Edition Moderne, Zürich 1997–2007, ISBN 3-03731-002-2 (Comics).
- Daniel Foppa: Berühmte und vergessene Tote auf Zürichs Friedhöfen. Limmat, Zürich 2003, ISBN 3-85791-446-7.
- Christof Hegi u. a.: Zürich (= Marco Polo Reiseführer). Mairs, Ostfildern 2006, ISBN 3-8297-0315-5.
- Susanna Heimgartner: Zürich komplett (= Regenbogen Reiseführer). Regenbogen, Zürich 2005, ISBN 3-85862-458-6.
- Milena Moser: Gebrauchsanweisung für Zürich. Piper, München 2015, ISBN 978-3-492-27659-7.
- Michael Pause, Ulrich Tubbesing: Zürcher Hausberge. AT Verlag, Aarau 2000, ISBN 3-85502-718-8.
- Duncan J. D. Smith: Nur in Zürich – Ein Reiseführer zu einzigartigen Orten, geheimen Plätzen und ungewöhnlichen Sehenswürdigkeiten. Übersetzt von Walter Goidinger. Brandstätter, Wien 2012, ISBN 978-3-85033-546-1.
- Stadt Zürich, Präsidialdepartement, Statistik Stadt Zürich (Hrsg.): Statistisches Jahrbuch der Stadt Zürich. Zürich 1905–2017, ISSN 0256-7741.